# Estensione della vita

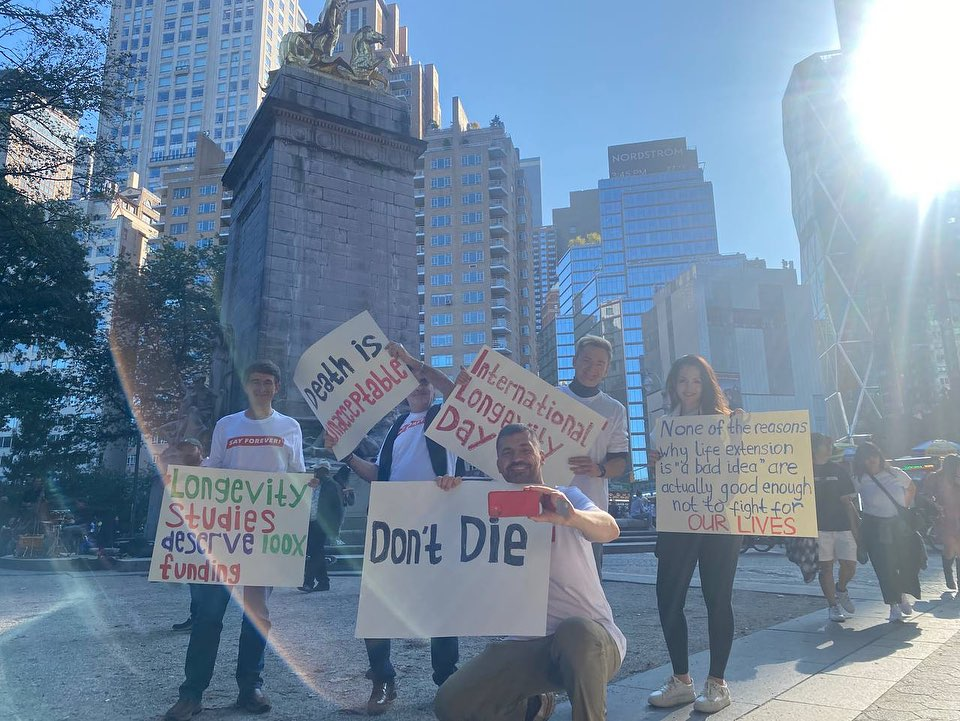
Manifestazione in occasione della giornata internazionale della longevità del 2023, New York

L'estensione della vita è un filone di ricerca scientifica che mira a comprendere i processi implicati nell'invecchiamento (e.g., senescenza cellulare) e dunque di utilizzare queste conoscenze per allungare l'aspettativa di vita di un essere umano di alcuni anni rispetto a quella prevista. in tal modo, si contrasta la perdita della longevità e rallenta la vecchiaia.
Il filone di ricerca sull'estensione della vita si lega strettamente ad un altro filone analogo, cioè quello sull'aumento della qualità della vita (e.g., neuroprotezione) siccome una vita lunga ma di pessima qualità non è desiderabile e siccome un'alta qualità della vita (e.g., in cui le patologie croniche e più letali sono prevenute o tenute sotto controllo) si lega alla longevità. Contemporaneamente, il filone può essere associato ad un altro filone di studi analogo, cioè quello sulle zone blu, e alla ricerca sulla correlazione tra aspettativa di vita e alcune malattie particolari (e.g., malattie croniche e/o legate all'invecchiamento).
L'estensione della vita, infine, si affianca al dibattito sulla bioetica dell'immortalità (intesa come ipotetico limite estremo dell'estensione della vita), sull'effettiva desiderabilità dell'immortalità, sulla tanatofobia, sulla modifica genetica di Homo Sapiens, sulle ossessioni salutiste che possono derivare dalla ricerca sull'estensione della vita (e.g., disturbi alimentari come l'ortoressia) e su una serie di truffe che possono derivare da mosse su marketing su presunti prodotti anti-età. Alcuni di questi dibattiti possono anche avere uno sfondo religioso e toccare discipline come la filosofia, l'economia, la psicologia, l'antropologia e scienze politiche (e.g., il dibattito sulla società transumanista), il marketing e altre discipline. Una finestra su questi dibattiti è anche offerta dai sondaggi alla popolazione. Ad esempio, un sondaggio statunitense del 2013 ha rilevato che solo il 38% degli americani vuole trattamenti di estensione della vita e il 56% li rifiuterebbe; inoltre, il 68% crede che la maggior parte delle persone lo vorrebbero e solo il 4% considera ideale un'aspettativa di vita maggiore di 120 anni.
In Italia, secondo il rapporto ISTAT 2025, la speranza di vita al 2024 è pari a 85,5 anni per le donne e 81,4 anni per gli uomini, con una media di 83,4 anni.

## Presentazione

### Nomi e generalità
Questo settore di ricerca è noto cono più nomi: estensione della vita, allungamento della speranza di vita, incremento della speranza di vita, allungamento della vita e medicina anti-età.
In inglese e in parte della letteratura scientifica internazionale a tema è nota ad esempio come lifespan increase, lifespan extension, life extension e longevity increase.
La ricerca sull'estensione della vita avviene attraverso esperimenti sullo stile di vita (e.g., esercizio fisico, qualità del sonno e dieta) e su farmaci e terapie. Questi esperimenti vengono spesso condotti su animali da laboratorio (e.g., topi e ratti) che hanno una fisiologia non identica a quella di Homo Sapiens. Pertanto, i risultati non sono direttamente e immediatamente trasferibili all'Uomo. Solo una serie di esperimenti su soggetti umani con gruppo di controllo e doppio cieco possono confermare la validità dei risultati sull'Uomo; inoltre, questi esperimenti non devono avere risultati contraddittori tra loro.
Altre ricerche si basano sull'osservazione dello stile di vita o di particolari indicatori delle persone longeve (e.g., i centenari e ultracentenari); un esempio di indicatore è la tipologia di flora batterica intestinale degli ultracentenari. Altri studi non si limitano a raggruppare e osservare le persone longeve, ma osservano lo stile di vita e particolari indicatori all'interno delle zone blu, cioè delle zone geografiche sulla Terra in cui si concentrano le persone longeve.
L'estensione della vita si differenzia a livello di definizione dal semplice apparire giovani e dunque dall'applicazione di cosmetici (e.g., creme anti-età al collagene, creme umettanti, sieri con retinoidi o vitamine o oli essenziali, scrub o peeling chimico, crema solare, trucco facciale, uso del roller di giada o del dermaroller, terapie laser, rallentamento della canizie o calvizie). In generale, le promesse dell'industria cosmetica di rallentare l'invecchiamento attraverso la sola cura della pelle sono delle affermazioni problematiche siccome al massimo si rallenta l'invecchiamento e indebolimento della sola pelle. Tuttavia, l'adozione di uno stile di vita improntato alla longevità si può unire a pratiche per aumentare la propria qualità della vita e il mantenimento di pelle giovane e sana, come ad esempio uno stile di vita ad hoc unito all'applicazione topicale di prodotti di skincare.

### Storia
La prima ricerca sulla longevità risale agli aforismi di Ippocrate. Il primo trattato sulla longevità risale al periodo greco classico ed è un paio di trattati minori appartenenti ai Parva naturalia di Aristotele, "De longitudine et brevitate vitae" e "De iuventute et senectute". Alcuni dei primi rimedi per ottenere la longevità si basavano sulla pseudoscienza; per esempio, il primo imperatore cinese, l'imperatore Qin, si suicidò accidentalmente dopo avere bevuto un filtro a base di mercurio che credeva che gli avrebbe dato l'immortalità.
Il primo trattato dell'epoca moderna sulla longevità diviso in 4 capitoli è "Come vivere cento anni. Discorsi della vita sobria" di Alvise Corner (o "Luigi Cornaro"), un nobile padovano che migliorò le proprie scarse condizioni di salute con una restrizione calorica e morì ultraottantenne (la sua età esatta non è conosciuta).
Gli studi sulla scienza della longevità moderna e contemporanea sono iniziati nell'Ottocento. Uno dei grandi traguardi è stato raggiunto nel 1985 con la scoperta della telomerasi da parte di Elizabeth Blackburn e Carol Greider, che hanno vinto il Premio Nobel per la medicina nel 2009 insieme a Jack Szostak. Due anni prima, nel 2007, è stato pubblicato uno dei manifesti dell'estensione della vita, "Ending Aging" di Aubrey de Grey e Michael Rae. Nel giugno 2013 è stato pubblicato "The Hallmarks of Aging", un articolo fondamentale che guida parte della ricerca moderna sull'estensione della vita e invecchiamento siccome individua alcuni biomarcatori/indicatori dell'invecchiamento su cui le cure possono agire; l'articolo è di Carlos López-Otín, Maria A. Blasco, Linda Partridge, Manuel Serrano e Guido Kroemer.
Gli studi sull'estensione della vita sono tuttora in corso e si stanno estendendo all'uso dell'intelligenza artificiale (e.g., Precious3GPT).

## Esperimenti, osservazioni e scoperte

### Attività fisica
L'attività fisica, secondo una larga fetta di studi, aumenta la longevità. Secondo una review di Reimers et al. (2012), l'attività motoria riduce molti fattori di mortalità, tra cui l'ipertensione arteriosa, il diabete mellito di tipo 2, la dislipidemia, l'obesità, le coronaropatie, l'infarto, le malattie polmonari ostruttive e vari tipi di cancro (cancro al colon, seno e probabilmente anche endometriale, polmonare e pancreatico). Tutte le cause di mortalità sono decresciute del 20-35% in paragone ai soggetti sedentari. L'attività fisica regolare, secondo un'altra review di 8 studi, aumenta l'aspettativa di vita di 0,43-6,9 anni; la media per gli uomini è 2,9 ± 1,3 anni, mentre per le donne è 3,9 ± 1,8 anni. L'attività fisica regolare si può svolgere anche durante il tempo libero, per cui non è necessario essere professionisti. Di contro, la sedentarietà è uno dei maggiori fattori di rischio indipendenti che causano il 10% dei morti in tutta Europa. Questa review di 8 studi nel dettaglio ha indicato un aumento della longevità in media di 3,7 anni sia per uomini che per donne; gli uomini e donne che hanno che hanno praticato attività fisica professionale hanno visto un aumento di 3,4 e 1,9 anni, mentre gli uomini e donne che hanno praticato attività fisica nel tempo libero hanno visto un aumento di 4,7 e 3,9 anni; tuttavia, queste statistiche si basano su un numero piccolo di studi con quantità di attività fisica eterogenee, per cui è difficile trovare una forte correlazione statistica tra attività fisica e incremento della durata della vita. Un'altra review di 11 studi svolti su ex-atleti in particolare indica come gli atleti che praticavano attività fisica di tipo aerobico e di sforzo (aerobic endurance) avevano un'aspettativa di vita più alta di 4,3-8 anni, mentre l'osservazione di altri tipi di atleti ha dato risultati contrastanti tra cui quello di un incremento della vita più basso (circa 5 anni).
Le stime indicate da tutti questi studi possono essere più alte se in più chi pratica sport ha altre abitudini salutiste: ad esempio, i soggetti non fumatori e normopeso che sono in forma grazie allo sport vivono 8,6-14,6 anni in più dei soggetti fumatori e sovrappeso come gruppo di controllo, con una media di 12 anni di longevità in più. Secondo un altro studio, i soggetti che non hanno mai fumato in vita loro, che seguono una dieta salutare (che include un consumo solo moderato di alcol) e che praticano attività fisica vivono 11,1 anni in più.
Secondo uno studio del centro di ricerca biomedica di Leicester (NIHR), gli uomini e donne affetti da due o più patologie croniche possono vivere rispettivamente 6,3 anni e 7,6 anni in più della media se praticano attività fisica coniugata a una dieta sana. Nello studio, alcuni esempi di malattie  croniche sono l'ipertensione, diabete, depressione e cancro. Lo studio ha anche scoperto che il fattore che ha diminuito maggiormente la longevità sui soggetti deceduti prima della fine dello studio era il fumo.
Secondo un altro studio, l'attività fisica moderata (i.e., camminare, esercizi a bassa intensità, sollevamento pesi) diminuisce il rischio di morte da malattia cardiovascolare se essa è svolta per 300-599 minuti a settimana, cioè 5-10 ore a settimana (poco oltre 40-80 minuti al giorno). Per la precisione, il rischio di morte per malattia cardiovascolare si è abbassato del 28-38%, mentre la mortalità legata a qualunque causa è diminuita del 26-31%. L'attività fisica intensa (i.e., corsa, ciclismo, nuoto) invece abbassa il rischio di morte per malattia cardiovascolare del 27-33% e quello di morte per qualunque causa del 19%; l'attività fisica intensa veniva svolta per 150-299 minuti a settimana (2,5-5 ore circa, cioè poco oltre 20-40 minuti al giorno circa). Ma l'attività fisica moderata e intensa, se combinata insieme, porta alla maggiore riduzione del rischio di morte per malattie cardiovascolari, pari al 35-42%; la combinazione è 75-300 minuti (1,25-5 ore) a settimana di attività fisica intensa e 150-600 minuti (2,5-10) di attività fisica moderata affiancata. Tutti i risultati sono identici tra soggetti giovani e anziani, per cui i giovani e anziani che fanno attività fisica moderata invece che intensa non sono penalizzati; inoltre, lo studio suggerisce che lo sport ad l'alta intensità non provoca danni.
Secondo uno studio pubblicato sul British Journal of Sports Medicine (BJSM), l'attività fisica aumenta la longevità di 5,3 anni negli statunitensi di almeno 40 anni. I risultati sono stati raccolti attraverso un accelerometro, cioè una tecnologia indossabile, indossato per almeno 10 ore al giorno quasi ogni giorno dai partecipanti.
Il motivo per cui lo sport porta a un'estensione della vita non è completamente chiaro. Probabilmente, l'attività fisica riduce la concentrazione dei trigliceridi e apolipoproteine B, aumenta le lipoproteine ad alta densità e l'attività dell'attivatore del tessuto plasminogeno. Inoltre, riduce il calcio che si deposita nell'arteria coronale, per cui le malattie vascolari diminuiscono. Inoltre, l'attività fisica regolare aumenta la resistenza delle cellule allo stress ossidativo, aumenta la vascolarizzazione dei tessuti (cioè promuove l'angiogenesi) e aumenta il metabolismo energetico. Secondo un altro studio che prova a spiegare le cause del nesso tra sport e longevità, l'espressione dell'enzima Klotho (dunque un tipo di proteina) durante le sessioni di esercizio aerobico lunghe o intense aumenta. Questo enzima è codificato da un gene apposito, il gene Klotho (KL), ed è collegato alla salute e rallentamento dell'invecchiamento. Infine, l'attività fisica riesce a ritardare le malattie neurodegenerative, per cui è più difficile che insorgano e diminuiscano sia la durata della vita che la sua qualità.
Solo uno studio svolto sui gemelli ha messo in dubbio che lo sport abbia un nesso con la longevità, anche se comunque migliora la qualità della vita siccome preserva i muscoli nel corpo dalla perdita a partire dai 30-40 anni. L'associazione tra sport e longevità sarebbe il risultato di un bias: le persone che hanno patologie o vicine alla morte possono essere sedentarie, il che non implica che chiunque è sedentario vive sempre di meno di chi pratica sport.
Lo sport alla giusta intensità inoltre promuove la macroautofagia per degradare i rifiuti metabolici prodotti durante il movimento e mantenere l'omeostasi delle cellule; lo sport aerobico che attiva l'autofagia è il ciclismo e, in base alle osservazioni sui ratti, il nuoto e la corsa sia su terreno pianeggiante che in pendenza anche solo del 10%. Il sovrallenamento provoca l'autofagia ma solo in alcuni tessuti, inoltre il sovrallenamento porta a danni muscolari. L'autofagia è correlata alla longevità e si innesca anche con altre soluzioni come ad esempio la restrizione calorica, il digiuno intermittente e l'assunzione di spermidina. Non è chiaro se l'allenamento ad alta quota, dunque in condizioni di ipossia (carenza di ossigeno), promuova direttamente l'autofagia.

### Peso corporeo (obesità e sottopeso)
In base a uno studio basato sull'indice di massa corporea (cioè il peso rapportato in base all'altezza), un indice di massa corporea pari ad almeno 40 (e dunque tipico di una persona estremamente obesa) accorcia la vita. L'indice di massa corporeo tipico di una persona sana e normopeso (né sovrappeso, né obesa) è pari a 18,5-24,9. Dunque:
- un indice pari a 40-44 porta a una perdita di 6,5 anni di vita;
- un indice pari a 45-49 porta a una perdita di 8,9 anni di vita;
- un indice pari a 50-54 porta a una perdita di 9,8 anni di vita;
- un indice pari a 55-59 porta a una perdita di 13,7 anni di vita.

Pertanto, la perdita di peso intenzionale (e.g., attraverso dieta e sport) aumenta la longevità in tutti i soggetti, anche quelli estremamente obesi. L'obesità è correlata all'aumento del rischio di sviluppare disturbi del metabolismo, come il diabete e l'ipertensione. Le cause di morte correlate all'obesità sono le malattie cardiache, cancro, diabete, malattie renali e malattie epatiche. Inoltre, l'obesità è correlata alla dislipidemia, cioè alla presenza anomala di grassi nel sangue (e.g., colesterolo cattivo LDL e trigliceridi). Infine, l'obesità aumenta il rischio di morte per alcuni tipi di cancro, ma tipicamente porta alla morte attraverso le cardiopatie e l'infarto.
Secondo uno studio svolto su soggetti australiani, l'obesità porta a una perdita di 5,6-7,6 anni di vita, mentre l'obesità estrema porta a una perdita di 8,1-10,3 anni nei soggetti di 20-29 anni. Gli uomini obesi tendono a perdere il 27% di anni di vita in più rispetto alle donne obese.
Secondo l'OMS, nel 2016 il numero di persone obese era più alto di quelle denutrite; inoltre, l'essere sovrappeso e obesi ha ucciso più persone della denutrizione.
La denutrizione contribuisce anch'essa a diminuire la durata della vita. Gli effetti sono aggravati se i soggetti malnutriti sono anche affetti da insufficienza cardiaca, per cui il cuore non riesce a fornire sangue a sufficienza all'organismo. In Giappone, l'obesità non è un'emergenza, ma la denutrizione e dunque l'essere sottopeso (cioè un indice di massa corporea non oltre 20) sono un'emergenza. Anche la magrezza eccessiva porta a una perdita di anni di vita rispetto ai soggetti normopeso e sovrappeso; inoltre, le persone sottopeso passano gli ultimi anni della propria vita in uno stato più sedentario rispetto a quelle normopeso e sovrappeso. Il fumo e le patologie croniche pregresse non influenzano questi risultati. Secondo uno studio pubblicato su Lancet Diabetes and Endocrinology, le persone sottopeso vivono 4,3 anni in meno se sono maschi e 4,5 anni in meno se sono femmine. Inoltre, l'essere sottopeso può anche essere indice di patologie. Pertanto, un indice di massa corporea basso invece che normopeso non supporta la longevità.
Disturbi dell'alimentazione come l'anoressia nervosa (AN) diminuiscono l'estensione della vita; l'anoressia nervosa è la malattia psichiatrica più letale siccome il 5% dei pazienti muore entro 4 anni dalla diagnosi. Il rischio di morte è in particolare elevato per pneumonite e diabete per iniezioni di insulina; inoltre, l'essere sottopeso può portare a danni alle funzioni del pancreas e del fegato e a danni immunologici, per cui le infezioni batteriche per esempio polmonari sono più probabili. I pazienti anoressici possono anche soffrire di depressione, ansia e disturbi della personalità e abusare di alcol, per cui un'altra causa tipica di morte legata all'anoressia è il suicidio.
La perdita di peso non è di per sé un fattore che incrementa la longevità: nel caso dei soggetti sovrappeso, le loro condizioni patologiche associate all'obesità (e.g., diabete mellito e ipertensione) si possono controllare anche senza perdere peso. Inoltre, l'attività fisica ha un peso maggiore sulla longevità rispetto alla perdita di peso. Una revisione di studi successiva ha confermato che i soggetti sovrappeso non guadagnano anni di vita se perdono peso, per cui è necessario prendere anche in considerazione il miglioramento della qualità del cibo e l'attività fisica.

### Quantità e qualità del sonno
Una routine di sonno regolare e dunque un ritmo circadiano regolare è correlato alla longevità. Anche il mantenimento di un sonno a onde lente (Slow Wave Sleep) e dunque un sonno efficiente è correlato alla longevità. In particolare, i soggetti anziani over-85 che avevano un ciclo circadiano regolare in base alle analisi del sangue avevano livelli più alti di colesterolo HDL (colesterolo buono) e livelli più bassi di trigliceridi; il colesterolo buono ha effetti antiossidanti e anti-aterogeni (cioè previene l'arteriosclerosi). Il loro profilo lipidico era dunque indicato come "favorevole", per cui non porta all'insorgenza di malattie cardiovascolari. Siccome gli anziani hanno più difficoltà a metabolizzare i lipidi, sono più soggetti a diminuzioni del colesterolo buono e all'aumento dei trigliceridi; il sonno scarso e di bassa qualità dunque può peggiorare questo dato di partenza. Inoltre, una scarsa quantità e qualità delle due fasi più importanti del sonno (la fase REM e la fase non-REM) sono associate alla compromissione psico-fisica e all'aumento del rischio di sviluppare malattie croniche anche neurodegenerative.
L'anzianità porta a maggiori difficoltà nel sonno. Infatti, Hoch et al. (1990) hanno notato che i soggetti anziani man mano che invecchiano sviluppano disturbi respiratori del sonno come l'apnea del sonno, per cui aumenta il numero di volte che si svegliano in pieno sonno. Inoltre, nei soggetti più anziani, diminuisce la lunghezza della fase REM e aumenta la lunghezza del sonno leggero/superficiale. Secondo Van Cauter et al. (2008), lo scarso sonno a onde lente è associato a una mancanza di regolazione ormonale e dunque a sindromi metaboliche (e.g., diabete di tipo II e obesità), il che spiega più a fondo i problemi metabolici dei lipidi negli anziani. Secondo Wauquier et al. (1992), i maschi anziani presentano una fase REM più precoce e sonno a onde lente minore rispetto alle femmine anziane, per cui esistono anche delle differenze di genere. I giapponesi di Okinawa, un'isola che è anche una zona blu siccome concentra molti centenari e ultracentenari, hanno un pattern di sonno regolare unito ai sonnellini pomeridiani (Taira et al., 2002).
Infine, la privazione del sonno aumenta i fenomeni di infiammazione, stress ossidativo, danni ai mitocondri e aumenta la senescenza cellulare (Singh et al., 2008; Naidoo, 2009; Rosa Neto et al., 2010; Pellegrino et al., 2012; Anafi et al., 2013). Inoltre, lo scarso sonno aumenta la resistenza all'insulina, non permette alle cellule gliali nel cervello di ripulire le tossine accumulate durante il giorno e aumenta la pressione sanguigna, per cui il cuore e i vasi sanguigni invecchiano più rapidamente; inoltre, porta più facilmente a sviluppare l'obesità: dormire solo 4 ore la notte porta a consumare 350 calorie in più il giorno seguente.
Un sonno adeguato estende la vita di 5 anni negli uomini e di 2 anni nelle donne.

### Evitamento del fumo e fumo passivo
Uno studio ha quantificato la perdita di vita in media delle persone che fumano spesso a partire da una certa età:
- le persone che fumano a partire dai 35 anni, perdono 9,1 anni di vita in media
- le persone che fumano a partire dai 45 anni, perdono 8,3 anni di vita in media
- le persone che fumano a partire dai 55 anni, perdono 7,3 anni di vita in media
- le persone che fumano a partire dai 65 anni, perdono 5,9 anni di vita in media
- le persone che fumano a partire dai 75 anni, perdono 4,4 anni di vita in media.

Contemporaneamente, ha quantificato la vita media guadagnata nel momento in cui smettono di fumare rispetto a chi continua a fumare:
- le persone che smettono di fumare a partire dai 35 anni, guadagnano 8 anni di vita in media (6,5-8,5 anni per i maschi, 6,1-7,7 anni per le femmine)
- le persone che smettono di fumare a partire dai 45 anni, guadagnano 5,6 anni di vita in media
- le persone che smettono di fumare a partire dai 55 anni, guadagnano 3,4 anni di vita in media
- le persone che smettono di fumare a partire dai 65 anni, guadagnano 1,7 anni di vita in media (1,4-2 anni per i maschi, 2,7-3,7 anni per le femmine)
- le persone che smettono di fumare a partire dai 75 anni, guadagnano 0,7 anni di vita in media.

Quindi, iniziare a fumare porta a perdere anni di vita; iniziare presto porta a perdite maggiori che vengono mitigate se si smette presto. Smettere a 65 e 75 anni porta a una mitigazione piccola, ma è significativa siccome gli individui che continuano ancora a fumare dopo i 65 e 75 anni hanno un'aspettativa di vita più bassa dell'11,3% e 7,5%. Smettere di fumare a qualunque età porta a benefici nel lungo termine, tra cui una maggiore longevità. I primi effetti benefici si vedono già nel breve termine e includono anche effetti psicologici come una minore depressione, ansia e stress. Gli effetti psicologici sono pari a quelli di un trattamento con antidepressivi. I livelli di nicotina e monossido di carbonio nel sangue tornano normali dopo al massimo pochi giorni, ma servono almeno 1-2 anni per abbassare il rischio di infarto cardiaco, 5-10 anni per dimezzare il rischio di cancro alla bocca, gola e laringe, 10 anni per dimezzare il rischio di cancro al polmone e diminuire quelli di cancro alla vescica, cistifellea e reni e 15 anni per azzerare quasi del tutto il rischio di sviluppare coronaropatie. Infine, dopo 20 anni il rischio di tutti i tipi di cancro legati al fumo si azzera quasi del tutto. Nel mentre, il gusto, olfatto, il colore dei denti e unghie e l'odore del proprio alito e vestiti migliorano.
Il motivo per cui fumare non porta a un'estensione della vita è la presenza di sostanze chimiche tossiche che, se inalate, portano a danni a quasi tutti gli organismi del corpo e ad ammalarsi di malattie cardiache e polmonari, di una serie di cancri e a subire potenzialmente degli infarti. Nei soli Stati Uniti, il fumo porta a 480.000 morti l'anno, tra cui svariati decessi prematuri.
In generale, secondo uno studio, una sola sigaretta fumata toglie 17 minuti di vita agli uomini e 22 minuti di vita alle donne, per una media ambosesso di 20 minuti; pertanto, un pacchettino standard di 20 sigarette toglie circa 7 ore di vita. Nel 2000, uno studio aveva indicato la stima come 11 minuti per sigaretta, ma lo studio aggiornato ha quasi raddoppiato questa stima. Secondo Sarah Jackson, ricercatrice all'University College London, le persone sono consapevoli dei rischi legati al fumo, ma li sottostimano, per cui la consapevolezza è solo parziale.
Anche il fumo passivo, secondo uno studio condotto sugli statunitensi, è correlato a una diminuzione della longevità a causa dell'esposizione a cadmio; quest'ultimo è un metallo pesante tossico che si deposita nel sangue e può sviluppare malattie respiratorie sia nei fumatori che nei fumatori passivi. Secondo l'OMS, nel 2017 il fumo passivo ha provocato 1,5 milioni di morti per malattie respiratorie croniche e 1,2 milioni di morti per cancro; il fumo passivo è tipicamente correlato al cancro sinusale, al cervello, ai seni e alla leucemia. Inoltre, in base alle osservazioni in vivo, può provocare l'infiammazione cronica del tessuto epiteliale nei polmoni e danni al DNA. Sempre nel 2017, ha provocato la morte di 60.000 bambini al di sotto dei 5 anni per infezioni respiratorie. Il cadmio da solo è anche correlato a malattie cardiovascolari, malattie renali (si accumula nei reni) e osteoporosi. Un ulteriore studio ha mostrato come il fumo passivo ha dei legami deboli con lo sviluppo dell'otite media (una malattia dell'orecchio medio) e l'asma.

### Qualità dell'aria
L'esposizione all'inquinamento nel 2019 accorciava in media l'aspettativa di vita di 1,8 anni. Gran parte del calo era dovuto all'inalazione sia fuori casa che in casa del particolato PM 2.5, cioè composto da particelle di grandezza pari o inferiore a 2,5 micrometri che entrano in circolo nel sangue attraverso gli alveoli polmonari. Le aree del mondo più colpite dalla perdita di aspettativa di vita erano l'Asia, l'Africa e l'America Latina, dunque zone appartenenti al Sud globale. Il Paese più colpito era l'Egitto (-2,1 anni), mentre i Paesi meno colpiti erano la Norvegia, Svezia, Australia e Nuova Zelanda (-0,07–0,1 anni). Nel 2020, il calo dell'aspettativa di vita nel mondo per aria inquinata rivaleggiava con quella per tabacco ed era più grave di quella per violenza di ogni tipo e di AIDS. In totale, l'aspettativa di vita era ridotta in media di 2,9 anni.
Secondo invece uno studio molto vasto e articolato del 2024 basato sulle 20 nazioni più inquinate dal 2000 al 2021, l'aria inquinata da PM 2.5 portava a una riduzione della vita di 3,69 anni. L'esposizione all'aria inquinata non deriva solo dall'uso di veicoli a motore endotermico, ma anche da tecnologie di cottura e riscaldamento inquinanti (e.g., cuocere e riscaldarsi ogni giorno con un focolare a legna o carbone) e da metodi di smaltimento dei rifiuti inquinanti. L'esposizione a PM 2.5 aumenta il rischio di malattie cardiovascolari, asma e ridotta visibilità. La soglia di PM2.5 raccomandata dall'OMS è 0-5μg/m3, ma Paesi come il gli Emirati Arabi Uniti, India, Bangladesh, Nepal e Pakistan al 2024 mostrano valori pari o superiori a 50μg/m3 (almeno 10 volte la soglia massima), mentre il Kyrgyzstan, Tajikistan, Armenia, Montenegro, Mongolia e Indonesia mostrano valori pari a 10-35μg/m3. L'aria inquinata, quando viene trasportata dal vento, finisce anche nei Paesi limitrofi. Ad esempio, il Bhutan è un Paese scarsamente industrializzato e pieno di aree naturali, ma l'aria è inquinata; il Buthan è vicino al Nepal, India e Bangladesh. Una lotta contro l'aria inquinata è svolta dai 17 Sustainable Development Goals (SDG) dell'ONU e dal Green New Deal dell'Unione Europea.
Nel 2022, i cittadini europei erano ancora esposti a livelli di inquinamento dell'aria superiori alle raccomandazioni dell'OMS; ridurre tali livelli porta a prevenire 239.000 morti all'anno per PM 2.5, 70.000 per esposizione all'ozono (O3) e 48.000 per esposizione al diossido di azoto (NO2). Gran parte dei morti per esposizione a PM 2.5 nel 2022 erano concentrati nell'Europa orientale.

### Evitamento dell'alcol e nesso con il fumo
Il consumo abituale di alcol etilico negli alcolici ha una relazione non chiara con l'estensione della vita: uno studio indica come il consumo moderato di alcol (un solo bicchiere al giorno) aumenti in media la vita di quasi un anno (0,65-1,23 anni) mentre un consumo regolare di alcol (più di un bicchiere al giorno) aumenta il rischio di mortalità del 43%. Inoltre, i consumatori moderati di alcol nel caso in cui in più fumavano hanno visto una perdita di longevità pari a 2 anni in media (1,6-2,4 anni) e un aumento del rischio di cancro alla bocca e esofago. Gli effetti della combinazione di alcol e fumo si sono visti nei consumatori regolari di alcol, che hanno perso 10,3 anni di vita in media (9,8-10,7). I consumatori moderati di alcol che non aggiungono il fumo dunque vivono di più; inoltre, in partenza sono più istruiti, meno obesi, più attivi e presentano tassi più bassi di ipertensione e diabete; tuttavia, presentano alti livelli di trigliceridi, proteinuria (eccesso di proteine nell'urina), acido urico alto e proteina C-reattiva (una proteina prodotta dal fegato che risponde alle infiammazioni) rispetto ai bevitori abituali. I consumatori moderati di alcol, nel caso in cui fumino, fumano di meno rispetto ai consumatori regolari. Inoltre, i consumatori moderati tendono a essere più attivi fisicamente e a mangiare più vegetali e meno carne rossa.
Dunque, presumibilmente l'effetto negativo dell'alcol sulla longevità dipende sia da quanto se ne consuma che dal nesso con il fumo. Tuttavia, non è comunque chiaro se l'incremento della longevità nei bevitori moderati che non fumano sia direttamente correlato all'alcol ingerito, siccome potrebbe derivare da altre abitudini nello stile di vita. Inoltre, uno studio pubblicato su JAMA Network Open del marzo 2023 smentisce ogni nesso tra consumo anche solo moderato di alcol e longevità siccome i consumatori moderati di alcol non hanno riportato alcun aumento della longevità. Un ulteriore studio pubblicato su Scientific Reports e svolto su soggetti europei ha confermato l'assenza di nesso. La presenza di studi contraddittori tra loro deriverebbe dalla presenza di studi di cattiva qualità in questo filone di ricerca, per cui solo ulteriori studi di buona qualità possono chiarire definitivamente il nesso tra consumo moderato di alcol e longevità.
Secondo il Center for Disease Control (CDC), "un bicchiere standard di alcol" per definizione è 12 once di birra (5% di gradazione alcolica) o 5 once di vino (12% di gradazione alcolica), cioè circa 0,3 litri di birra e 0,14 litri di vino entrambi a basso contenuto di alcol, cioè una lattina di birra di piccole dimensioni e non oltre mezzo calice di vino. L'alcol viene metabolizzato allo stesso modo, indipendentemente che provenga dalla birra o da un vino; la birra in più contiene carboidrati, mentre alcuni liquori e cocktail contengono zuccheri aggiunti (anch'essi appartenenti alla famiglia dei carboidrati).
Secondo Eric Rimm della Harvard T.H. Chan School of Public Health, chi non consuma alcol non ha motivo di iniziare; se si beve occasionalmente, non serve aumentare l'assunzione di alcol per fini salutistici, mentre chi beve quotidianamente può limitarsi a restare/diventare un bevitore moderato. L'Organizzazione Mondiale della Sanità (OMS) ha una linea più rigorosa siccome una sua dichiarazione del 4 gennaio 2023 spiega che nessuna quantità di alcol è sicura per la salute e punta l'enfasi sul fatto che sia una sostanza che crea dipendenza e carcinogenica alla pari delle radiazioni, dell'amianto e del tabacco, per cui chiunque non dovrebbe mai bere alcol.
La ricerca sugli effetti negativi dell'alcol sulla qualità della vita e longevità ha portato al movimento Sober Curious, per cui alcuni consumatori di alcol hanno rimosso il consumo di alcol dalla propria dieta in modo permanente o momentaneo. Il termine "Sober Curious" è stato coniato da Ruby Warrington, che ha pubblicato "Sober Curious" nel 2018. Questo trend si intreccia all'ascesa nelle vendite di vino dealcolato. Il dibattito intorno al vino dealcolato si è focalizzato sulla sua definizione problematica di "vino", siccome l'alcol è un elemento chiave del vino, ma non su suoi eventuali effetti salutistici.

### Benessere psicologico

#### Depressione e comportamenti insalubri correlati
In base a uno studio svolto in Danimarca, Finlandia, Svezia e Italia, i soggetti affetti da depressione vivono 12,1-21 anni in meno rispetto alle persone non affette in Danimarca, Finlandia e Svezia. I soggetti affetti da depressione non guariti vivono 6,3-14,2 anni in meno rispetto agli ex-pazienti trattati con psicofarmaci a Torino (Italia) e Finlandia. In particolare, la causa della decrescita della vita non è direttamente la depressione, ma è l'insieme di comportamenti lesivi legati alla depressione, in particolare l'abuso di alcol. La causa di morte più diffusa tra i pazienti depressi è il suicidio in Svezia (43-45%) e Finlandia (37-40%). In Danimarca, una causa di morte tra i depressi è l'alcol (10-18%). In particolare, il rischio di suicidio è alto nei pazienti che vengono dimessi dagli ospedali psichiatrici (Aaltonen et al., 2018; Nordentoft et al., 2013; Swaraj et al., 2019). Le morti naturali tra i pazienti che sono guariti dalla depressione si collocano al di sopra della soglia dei 65 anni, ma sono correlate a malattie cardiovascolari e cancro che a loro volta sono collegabili al fumo e alcol e iperattività dell'asse ipotalamico-pituitario-adrenale (HPA); il fattore all'origine è dunque il consumo di nicotina e alcol durante il periodo depressivo. A Torino, in particolare, si registra una correlazione tra depressione e morte per cancro polmonare causato dal fumo e peggiorato dall'alcol, sedentarietà e mancanza di applicazione dei trattamenti medici. Tre altri studi simili sono stati svolti da Laursen et al. (2016) per la Danimarca, da Lawrence et al. (2013) per l'Australia e da Nordentoft et al. (2013) per la Danimarca, Finlandia e Svezia.
La depressione ha un legame bidirezionale con queste malattie: la depressione può causare queste malattie, ma un paziente che scopre di avere queste malattie può cadere in depressione. Il nesso di causazione può avere dunque due direzioni.
Secondo uno studio dell'University College London, anche una depressione e ansia non grave può avere un impatto negativo sulla longevità. Infatti, bassi livelli di ansia e depressione già in partenza aumentano il rischio di morire in incidenti (e.g., incidenti automobilistici) del 23% e il rischio di morire di malattie cardiache, infarto e insufficienza cardiaca del 25%.
Secondo uno studio svolto in Canada, le donne che hanno avuto un episodio depressivo a 20 anni avevano un'aspettativa di vita correlata alla salute (Health-Adjusted Life Expectancy, HALE) di 42 anni in media (40,2-43,8 anni), mentre le donne che non ne avevano avuto uno ce l'avevano di 57 anni in media (56,8-57,2). Gli uomini colpiti da depressione a 20 anni invece avevano un'aspettativa di vita di 39 anni in media (36,5-41,5), mentre quelli che non avevano avuto episodi di depressione ne avevano 53,8 (53,6-54). In sintesi, la depressione porta nella popolazione canadese a un'aspettativa di vita minore dovuta a una qualità più scarsa della vita; in base all'osservazione della popolazione canadese, la depressione porta a un fardello sull'aspettativa di vita più alta di quella di condizioni patologiche croniche come il diabete, ipertensione e obesità. Dunque, la qualità della vita e la sua durata sono collegate.

#### Disturbi mentali e dello sviluppo (ADHD)
In generale, secondo gli psicologi dell'Università di Oxford i disturbi mentali diminuiscono l'aspettativa di vita in maniera pari o più forte dell'abitudine di fumare pesantemente. Le malattie mentali possono portare a una perdita di 10-20 anni di vita. Precisamente, se i soggetti che fumano pesantemente perdono 8-10 anni di vita (dato comunque raffinato da ulteriori ricerche), i soggetti affetti da schizofrenia perdono 10-20 anni e i soggetti affetti da disturbo bipolare perdono 9-20 anni. Queste casistiche si intrecciano con i casi di pazienti psichiatrici che abusano di alcol e droga. Gli scienziati hanno poi spiegato come i soggetti affetti da depressione ricorrente perdano 7-11 anni.
Secondo una review di 109 studi provenienti da 24 Paesi e regioni pubblicata su eClinicalMedicine, l'aspettativa di vita nelle persone affette da disturbi mentali è 63,85 anni (62,63-65,06 anni) e gli anni potenziali di vita persa (Years of Potential Life Lost, YPLL) sono 14,66 (13,88-15,98). Lo studio indica inoltre come gli anni persi siano di più se in più il paziente abusa di sostanze: gli anni potenziali di vita persa aumentano a 20,38 anni (18,65-22,11). Dopo i disturbi associati all'abuso di sostanze, i disturbi che tolgono più anni di vita sono i disordini alimentari (16,64 anni in media), i disturbi dello spettro schizofrenico (15,37 anni) e i disturbi della personalità (15,35 anni). Nel contesto dei disturbi mentali, la causa di morte più diffusa non è la morte naturale ma cause come il suicidio.
Anche l'ADHD, un disturbo dello sviluppo e disturbo specifico dell'apprendimento (DSA), porta a un'aspettativa di vita più bassa, secondo una ricerca pubblicata sul British Journal of Medicine. Inoltre, i soggetti affetti da ADHD sono a maggiore rischio di sviluppare malattie mentali. Gli uomini affetti da ADHD perdono 4,5-9 anni, mentre le donne perdono 6,5-11 anni.

#### Stress, cortisolo e ormesi
Lo stress cronico ha un impatto negativo sulla longevità. Secondo una ricerca dell'Università di Yale, lo stress cronico accelera l'orologio biologico GrimAge (cioè uno degli orologi epigenetici elaborati dalla scienza) in base alle analisi del sangue dei partecipanti; di contro, quando lo stress cessa, quest'orologio biologico rallenta. Solo i soggetti che hanno dimostrato di avere una grande capacità di regolare le emozioni e di avere autocontrollo non hanno mostrato cambiamenti nell'orologio epigenetico. Inoltre, lo stress prolungato aumenta il rischio di malattie cardiache, disturbi dell'umore, dipendenza da sostanze, disturbo post-traumatico da stress (PTSD) e aumenta la resistenza all'insulina; lo stress prolungato influenza anche la capacità di pensare chiaramente. Secondo una review, il concetto di "stress psicosociale" è l'insieme di più tipi di stress a cui si è esposti durante la vita (e.g., avversità da giovani, stress accademico, basso status socio-economico e stress finanziario, conflitti interpersonali, lutti e altri eventi stressanti, stress lavoro-correlato, discriminazione, solitudine e scarso supporto sociale, necessità di accudire parenti con malattie come la demenza e il cancro); lo stress diventa lesivo se il soggetto ritiene che la situazione eccede le proprie abilità di adattamento e in tal caso si innesca anche l'accelerazione dell'invecchiamento.
Ciò che genera stress è detto "stressore" e gli stressori più pesanti attivano il sistema nervoso simpatico (SNS), per cui il cervello e le ghiandole surrenali producono delle sostanze dette "catecolamine" (e.g., noradrenalina e adrenalina, dette anche "norepinefrina, epinefrina"). Contemporaneamente, attivano anche l'asse ipotalamo-adrenale-pituitaria (HPA), per cui viene prodotto il cortisolo, l'ormone comunemente associato allo stress (nei roditori, si chiama "corticosterone", CORT). Le catecolamine aumentano la produzione di un enzima, la protein-chinasi A (PKA), che aumenta la produzione di specie reattive all'ossigeno (ROS) nel corpo. L'effetto finale dunque è ossidante e danneggia le cellule, invecchiandole. Inoltre, le specie reattive all'ossigeno possono legarsi alle molecole di DNA, per cui delle parti di cromosoma (e.g., i telomeri) vengono danneggiate. Anche il DNA mitocondriale (mtDNA) può essere danneggiato, per cui la loro capacità di funzionare cala, producono sostanze dannose perché disfunzionali e la mitofagia dei mitocondri disfunzionali è diminuita. In base alle osservazioni in vitro sul fegato dei ratti, i mitocondri disfunzionali sono ancora più sensibili alle specie reattive all'ossigeno e agli ormoni dello stress. Se i danni al DNA sono eccessivi, le cellule non possono essere riparate, per cui vanno infine in apoptosi (morte cellulare programmata) o in necrosi o in senescenza. I telomeri invece subiscono un accorciamento, per cui viene anche in tal caso innescata la senescenza cellulare ("senescenza cellulare replicativa"); i telomeri accorciati sono visibili nei leucociti della saliva e del sangue. In base alle osservazioni sui roditori, i danni da DNA possono anche colpire aree cerebrali (e.g., corteccia prefrontale, amigdala e ippocampo). Il settore specifico del legame tra stress e senescenza cellulare è l'unico al 2022 a dover essere ulteriormente approfondito dagli studi, mentre tutti gli altri nessi sono già stati approfonditi.
Uno studio del 2025 ha osservato l'accumulo di cellule senescenti nei topi sottoposti a stress cronico. Un ulteriore studio ha mostrato come i lavori più stressanti, tipicamente quelli dei colletti blu e meno pagati, sono correlati a una longevità minore; di contro, i lavori dei colletti bianchi e più pagati sono correlati a una maggiore longevità e a un migliore stato di salute.
Esistono svariate soluzioni per contrastare lo stress e la produzione di cortisolo. Alcune di esse sono le tecniche di respirazione profonda addominale, il focus su una parola positiva (e.g., "pace, calma"), la visualizzazione mentale di scene tranquille, lo yoga, il tai chi, l'attività fisica (anche solo una breve camminata durante un momento di stress), il qi gong, il ricorso al supporto sociale (e.g., amici, parenti, colleghi, il/la coniuge), la meditazione mindfulness, l'aromaterapia, la musicoterapia, le tecniche di rilassamento muscolare, l'utilizzo di un diario in cui scrivere/scaricare le proprie emozioni, il miglioramento della qualità del sonno e la moderazione nell'assunzione di zuccheri, caffeina e alcol.

### Attività sessuale protetta
Secondo uno studio su soggetti over 70, l'attività sessuale protetta praticata anche nella tarda mezza età è correlata alla longevità e a una migliore qualità della vita se i soggetti ritengono l'attività sessuale come importante e la trovano pienamente soddisfacente. L'effetto sulla longevità deriverebbe dalla sensazione di supporto emotivo tra partner sessuali e la riduzione dello stress. I benefici delle relazioni intime sulla salute psico-fisica sono unici e non sono sostituibili dalle comuni relazioni d'amicizia. Secondo uno studio tedesco, gli individui sessualmente soddisfatti, in particolare le donne, hanno anche la sensazione di vivere più a lungo, il che potrebbe tradursi in un effettivo aumento della longevità; la soddisfazione sessuale sarebbe correlata anche alla soddisfazione della vita e a una buona partnership di fondo. Secondo un altro studio, l'attività sessuale ha dei benefici nei soggetti che soffrono di ipertensione e dunque è correlata a un rischio minore di mortalità per ogni causa. Nel 2023, uno studio indicava come le malattie sessualmente trasmissibili erano in aumento tra gli adulti di età avanzata: l'utilizzo di mezzi di profilassi (e.g., preservativi) durante il sesso penetrativo e orale contribuisce a sua volta a mitigare il rischio di diffusione di malattie sessualmente trasmissibili (e.g., HIV, sifilide, gonorrea).

### Differenza di genere e longevità
Le donne in generale vivono più a lungo degli uomini. La longevità maggiore delle donne deriverebbe dalla maggiore attenzione alla propria salute, per cui seguono maggiormente una dieta sana, bevono meno alcol, fumano di meno, visitano più spesso il medico e iniziano più precocemente a visitare il medico. Inoltre, il tasso di suicidi è più basso nelle donne rispetto agli uomini. Le donne hanno una vita più lunga degli uomini anche se, nell'arco della loro vita, le donne si ammalano tendenzialmente di più degli uomini; semplicemente, le loro malattie non sono fatali. In generale, gli uomini tendono a usare alcol e droghe maggiormente delle donne, ma le donne potrebbero essere più soggette a astinenza e ricadute. Inoltre, le donne non solo fumano di meno durante la giornata, ma tendono a usare sigarette con un minore contenuto di nicotina e inalano meno profondamente degli uomini; ma anche nel caso del fumo, le donne potrebbero avere crisi di astinenza più forti degli uomini. Gli uomini inoltre rispondono peggio all'influenza in quanto hanno un sistema immunitario più debole e, durante la pandemia di COVID-19, tendevano a morire maggiormente delle donne e avevano lavori che li esponevano maggiormente al rischio di infezione. Lo stesso picco di mortalità maggiore tra gli uomini è stato osservato negli Stati Uniti durante l'epidemia di influenza del 1918. Infine, in base a un sondaggio, gli uomini tendenzialmente rifiutano di visitare il medico o di chiamarlo in piena emergenza siccome credono di non averne bisogno siccome la malattia "guarirà da sola"; in alternativa, hanno paura delle diagnosi di malattie e non vogliono sentirsi deboli e vulnerabili ("sindrome del supereroe"). Alcuni uomini, quando vanno dal dottore, mentono sul proprio stato di salute sempre per paura di una cattiva diagnosi. Nel 2021, le donne nel mondo vivevano in media 5 anni in più degli uomini. Nel 2023, uno dei gap più bassi era registrato in Nigeria ed era pari a 0,6 anni, mentre il gap più alto era registrato in Giappone (6,1 anni) e Cina (5,7 anni).
La maggiore longevità femminile si baserebbe anche su cause genetiche (Xirocostas et al., 2020): le donne infatti nascono con due cromosomi X, mentre gli uomini nascono con un solo cromosoma X e un cromosoma Y. Nel caso in cui avvengono durante l'arco della vita delle mutazioni genetiche al cromosoma X, le donne hanno un altro cromosoma X funzionante che può compensare, mentre gli uomini no. Inoltre, gli uomini producono testosterone, un ormone che viene correlato a comportamenti proni all'assunzione di rischi (risk taking) e a una maggiore incidenza di malattie cardiovascolari (Roberts et al., 2004; Stanton et al., 2011). La mortalità nei maschi rispetto alle femmine alla nascita nel 2021 era più alta nei maschi proprio perché i maschi hanno un solo cromosoma X, inoltre hanno un sistema immunitario meno sviluppato e maggiori probabilità di nascere prematuri.
Inoltre, le donne fino alla menopausa subiscono il ciclo, dunque una perdita di sangue che corrisponde a una perdita periodica di ferro. Il ferro è necessario per gli organi nel corpo, ma con l'età si accumula e porta a malattie legate all'invecchiamento siccome il ferro reagisce con il perossido di idrogeno nel ciclo di Fenton e produce un radicale libero tossico, l'idrossile. Il ferro nell'organismo si trova per esempio in forma di ferritina, cioè una proteina; l'iperferritinemia è un eccesso di questa proteina con effetti dannosi, tuttavia altri effetti dannosi derivano dal fatto che la ferritina viene danneggiata durante la glicazione (cioè del suo legame con il glucosio) in fase di iperglicemia (cioè quando il livello di zuccheri nel sangue aumenta notevolmente) tipica dei diabetici. Il diabete di tipo II a sua volta può essere innescato da un forte accumulo di ferro nel corpo e viceversa, il diabete di tipo II può innescare un conseguente accumulo di ferro; entrambi i fenomeni sono accomunati dall'attivazione eccessiva dell'enzima mTOR ("bersaglio meccanicistico della rapamicina"). Oppure, viene danneggiata dall'anione, un superossido. Infine, le cellule cancerogene si nutrono di ferro, per cui l'abbondanza di ferro può favorire il cancro. Alcuni metodi per limitare il ferro nel corpo in base agli esperimenti sugli animali sono la restrizione calorica, l'assunzione di tè verde, curcuma, aspirina, rapamicina, berberina come agente di chelazione del ferro, quercetina come altro agente chelatore (ma sia la berberina che la quercetina sono poco biodisponibili) o la donazione di sangue intero presso enti autorizzati (e.g., l'AVIS in Italia), per cui si salvano anche vite umane con attività di volontariato. In particolare, la donazione di sangue intero diminuisce il livello di emoglobina, cioè una proteina nel sangue che contiene ferro (alla pari della ferritina), per cui il corpo in primis usa le scorte di ferro nel corpo. I donatori di sangue intero, se studiati come categoria isolata, mostrano un calo di mortalità del 7,5% a seguito di ogni donazione annuale. L'aspirina, in quanto farmaco, può interferire con altri integratori o sostanze. Tuttavia, il nesso diretto tra ciclo mestruale e perdita di ferro fino alla menopausa non è confermato. Ad ogni modo, le donne hanno una maggiore aspettativa di vita per motivi genetici ma anche ambientali.
Le femmine vivono più a lungo dei maschi non solo all'interno della specie Homo, ma anche in altri animali.

### Livello di ormoni nei due generi

#### Uomini
Negli uomini, l'invecchiamento è correlato a un calo delle concentrazioni di testosterone nel sangue; il calo di testosterone deriva dalle risposte calanti alla gonadotropina testicolare in primis. Il testosterone è un ormone coinvolto nel metabolismo delle proteine e nel mantenimento dell'omeostasi di glucosio e lipidi nel corpo. Esso cala a partire dai 35-40 anni dell'1%-3% all'anno. Come conseguenza, cala la muscolatura del corpo e la massa ossea e aumenta il grasso addominale. Il declino della massa muscolare porta non solo al calo della forza muscolare, ma anche a problemi di equilibrio, al rischio di cadute e scivolamenti e condizioni patologiche croniche come l'apnea ostruttiva del sonno, obesità, malattie ostruttive dei polmoni, obesità, diabete mellito di tipo II e malattie ai reni o fegato. Nei soggetti over 60, in più, può manifestarsi l'osteoporosi, in particolare la perdita ossea nella zona dell'anca, pertanto, è molto più facile riportare fratture che a loro volta innalzano il rischio di mortalità negli anziani. Gli ultimi effetti del calo di testosterone negli uomini sono il calo della libido sessuale, irritabilità, affaticamento e calo della concentrazione. I casi più gravi di uomini con basso testosterone sono l'ipopituitarismo (cioè un calo della secrezione di ormoni da parte dell'ipofisi) e la sindrome di Klinefelter nel momento in cui un uomo nasce con un doppio cromosoma X accanto al cromosoma Y. Ma il dibattito sul legame tra i livelli di testosterone nei maschi e la longevità è ancora in corso. In particolare, non è chiaro se il testosterone è la causa diretta della bassa longevità o se è un mero indicatore biologico (biomarker) di cattiva salute e/o senescenza. Una cura potenziale è quella di somministrare il testosterone per via esogena, tuttavia questa soluzione per aumentare la longevità ha effetti collaterali: per esempio, in un gruppo di soggetti umani affetti da malattie cardiovascolari a cui è stato somministrato il testosterone, si è osservato un aumento degli eventi cardiovascolari. Una review di studi ha confermato altri casi di effetti collaterali di natura cardiovascolare a seguito della somministrazione di testosterone. Inoltre, somministrare quest'ormone per via esogena potrebbe non aiutare a recuperare le fibre muscolari. Pertanto, l'alternativa è produrre testosterone per via endogena, cioè interna al corpo.
Secondo una review di 11 studi pubblicata sugli Annals of Internal Medicine del 2024, i livelli di testosteroni normali negli uomini sono 10-35 nanomoli per litro (nmol/L). Negli uomini di 49-76 anni, un livello pari a 7,4 nmol/L porta a un aumento del rischio di morte; se in più il livello è sotto 5,3 nmol/L, aumenta il rischio di morti per cause cardiache (e.g., attacchi cardiaci, arresto cardiaco, insufficienza cardiaca, infarto). Il testosterone può subire una variazione del 10-20% da un giorno all'altro e, all'interno di una stessa giornata, può subire una variazione del 5-35%, per cui il livello misurato non è fisso ma fluttua.

#### Donne
Nelle donne, l'invecchiamento è correlato al calo di androgeni nel corpo; gli androgeni sono ormoni che sono precursori degli estrogeni. In particolare, sono necessari per produrre i follicoli ovarici. Nel momento in cui le donne subiscono un calo ormonale legato all'età, subiscono anche compromissioni non solo della funzione riproduttiva, ma anche delle funzioni cognitive e emozioni, perdita ossea e fragilità. Anche le donne possiedono dosi mediamente molto basse di testosterone, ma non è chiaro se il testosterone nelle donne abbia un grande ruolo biologico; il testosterone cala intorno ai 40 anni, per poi raggiungere il minimo dopo la menopausa o dopo 2-5 dalla menopausa. Il livello di estrogeni nelle donne è anche causato dall'ovariectomia (un'operazione chirurgica performata solitamente sulle donne affette da cancro al seno), che porta a complicazioni come una menopausa precoce accompagnata da osteoporosi, depressione, malattie cardiache e problemi di memoria; le ovaie producono gran parte degli estrogeni femminili e quest'operazione porta a sintomi di invecchiamento precoce, perlomeno se svolta dopo la pubertà. Negli uomini, che hanno una durata della vita mediamente più bassa delle donne, il testosterone è correlato all'aggressività; nelle donne, gli estrogeni sono invece correlati all'ansia e alla depressione, per cui comunque hanno una correlazione con comportamenti e atteggiamenti lesivi. L'ovariectomia effettuata sugli animali ha confermato il calo di produzione di estrogeni e una ridotta speranza di vita; in base agli esperimenti sulle femmine di cane, l'ovariectomia effettuata prima della pubertà non ha effetti negativi sulla durata della vita, ma simili esperimenti sulle femmine di topo ha dato un risultato opposto. Quindi, non è chiaro se un calo di estrogeni prima della pubertà abbia effetti negativi sulla longevità nelle femmine di Homo Sapiens. Le donne che hanno un menarca (il primo flusso mestruale) tardo rispetto alla media hanno rischi di morte per ogni causa più bassi: ogni anno di ritardo nel menarca abbassa il rischio del 3%. Anche un ritardo nell'inizio della menopausa e dunque un periodo riproduttivo più lungo, in cui la donna continua a produrre cellule uovo e ad avere le mestruazioni, è correlato alla longevità secondo alcuni studi, ma non tutti. Inoltre, i cicli mestruali regolari come cadenza e durata sono correlati alla longevità, mentre i cicli mestruali irregolari e lunghi non sono correlati alla longevità. In particolare, un ciclo mestruale a 18-22 anni e 29-46 anni che dura almeno 40 giorni rispetto a 26-31 giorni è correlato a un maggiore rischio di morte prematura, cioè prima dei 70 anni. Uno studio su pazienti over 90 cinesi ha indicato come la durata del periodo mestruale (e dunque di fertilità) sia correlato positivamente a una durata della vita maggiore, tuttavia è correlato anche alla depressione geriatrica.

#### Incremento del testosterone (uomini), androgeni e estrogeni (donne)
Negli uomini, il testosterone si può aumentare in vari modi, per esempio lo sport (e.g., sollevamento pesi con alti carichi per poche ripetizioni per stimolare i muscoli e diminuire la massa grassa), l'assunzione di grassi sani (e.g., olio extravergine d'oliva possibilmente non filtrato e Omega-3 animale), la riduzione dello stress e dunque del cortisolo, l'assunzione di zinco (contenuto in particolare nelle ostriche e in parte nelle vongole e semi di zucca tostati) e magnesio, l'esposizione al sole per 20 minuti al giorno o l'assunzione di vitamina D3 (la vitamina D è coinvolta nella produzione di ormoni steroidei tra cui il testosterone), un sonno regolare e di qualità e limitazione di alcol e fumo. Inoltre, i farmaci oppiacei (e.g., morfina e metadone) e corticosteroidi possono inibire il testosterone. L'estratto di semi di fieno greco (Trigonella foenum-graecum L. o "fenugreek") incrementa il testosterone in base alle osservazioni sul siero sanguigno. Anche la Withania somnifera (ashwagandha) ha incrementato il testosterone negli uomini dopo 8 settimane (300 mg al giorno), per cui ha dimostrato effetti afrodisiaci. Altre erbe che aumentano il testosterone negli uomini sono discusse in una review di studi e in esso viene citato il Panax ginseng, somministrato ai soggetti obesi. Lo studio cita anche i semi di fieno greco, che hanno aumentato il testosterone nei soggetti sani e obesi dopo 8-12 settimane di somministrazione, e l'ashwagandha, che ha avuto effetti positivi su soggetti sani e obesi dopo 2-3 mesi di somministrazione. Il Tribulus terrestris non ha avuto nessun effetto eccetto in uno studio che però non ha effettuato il paragone con il gruppo di controllo, mentre il Coleus forskohlii aumenta il testosterone totale nei soggetti obesi ma non il testosterone libero; il Lepidium meyenii (maca), la Rhodiola rosea, il Chlorophytum borivilianum (musali), la Garcinia cambogia, il Ganoderma lucidum (fungo reishi), l'ortica (Urtica dioca), Eurycoma longifolia e il fungo Cordyceps sinensis non hanno mostrato effetti. Alcune macroalghe sarebbero a capaci di aumentare il testosterone, oltre a contrastare la perdita muscolare associata all'anzianità (effetto anti-sarcopenico); ad esempio, l'Ishige okamurae è un'alga bruna che ha aumentato il testosterone nei topi dopo 6 settimane di somministrazione. L'Ulva lactuca invece è un'alga verde che ha aumentato il testosterone nei conigli. L'effetto collaterale del testosterone è la produzione di un suo metabolita, il diidrotestosterone (DHT), che può portare alla calvizie; non è chiaro se i semi di fieno greco portino all'aumento di DHT: in uno studio su soggetti umani con iperplasia prostatica benigna, l'estratto di semi di fieno greco ha diminuito i livelli di DHT.
Nelle donne, gli androgeni come precursori degli estrogeni si possono aumentare anche senza somministrazioni mediche; tuttavia, l'eccesso di androgeni porta a iperandrogenismo, per cui le donne per esempio sviluppano caratteristiche maschili (e.g., irsutismo). Una bilancia di androgeni si mantiene con strategie analoghe a quelle valide per lo sviluppo del testosterone negli uomini: sport come il sollevamento pesi, consumo di grassi sani (e.g., olio evo e Omega-3), riduzione dello stress, miglioramento della qualità del sonno e controllo della massa adiposa (quest'ultima nelle donne converte gli androgeni in estrogeni; se eccessiva, porta a sbilanci ormonali). Nelle donne di 20-49 anni, l'assunzione di estratto di semi di fieno greco ha portato all'aumento del testosterone libero nel sangue e all'aumento della libido se assunto per 8 settimane (600 mg al giorno); tuttavia, nessuna donna era in menopausa. In un ulteriore studio su donne di 40-65 anni, l'estratto somministrato per 12 settimane (600 mg al giorno) ha mostrato effetti positivi sui sintomi della menopausa sia fisici che psicologici. Uno studio su donne di 20-50 anni ha mostrato dei benefici dell'ashwagandha sulla sfera sessuale dopo 8 settimane di somministrazione (300 mg al giorno dopo un pasto), ma non è chiaro se aumenti il testosterone nelle donne in menopausa.

### Esposizione al freddo
L'esposizione al freddo sui soggetti umani abbassa l'infiammazione cronica, migliora le difese antiossidanti e migliora la salute metabolica attivando il tessuto adiposo marrone. Gli effetti sul corpo dell'esposizione al freddo si ottengono anche attraverso la restrizione calorica siccome quest'ultima, nei roditori, abbassa la temperatura corporea. Inoltre, in base alle osservazioni sugli animali da laboratorio, l'esposizione al freddo aumenta la longevità; probabilmente, questo effetto deriva dal rallentamento di alcune reazioni enzimatiche nel corpo, per cui la crescita e invecchiamento sono rallentati. Tuttavia, non si conoscono i rischi dell'esposizione cronica al freddo nel lungo termine in particolare sugli anziani. Un motivo di preoccupazione è il tasso di mortalità tendenzialmente più alto nelle popolazioni che vivono nei climi freddi. In base agli esperimenti sui roditori, il freddo eccessivo può stimolare il sistema nervoso simpatico e portare a ipertensione e aritmia cardiaca. L'abbassamento della temperatura corporea è l'opposto sia dell'esposizione al caldo, sia della termogenesi indotta dalla dieta (TID): alcuni alimenti aumentano la produzione di calore nel corpo, per cui quest'ultimo consuma alcune calorie in più; esempi di alimenti termogenici sono le proteine, cannella, zenzero, pepe nero, peperoncino, caffè, tè verde. Alcuni esempi di esposizione al freddo sono la doccia fredda (anche alternata a quella calda) e l'immersione in una vasca di ghiaccio o nell'acqua ghiacciata (cold challenge) svolta in sicurezza per evitare in primis il blocco della digestione. Secondo uno studio svolto su soggetti lavoratori di 18-65 anni senza grandi patologie pregresse, 3 mesi di brevi docce fredde (inizialmente, fino a 30-90 secondi) hanno portato a una minore incidenza di malattie.

### Ritardo del pensionamento
Il nesso tra longevità e momento in cui avviene il pensionamento è controverso: secondo una prima opinione, il pensionamento permette di alleviare gli effetti negativi a livello psico-fisico del lavoro sui lavoratori; secondo una seconda opinione, il pensionamento peggiora la salute siccome toglie gli effetti positivi del lavoro sul lavoratore (e.g., attività fisica e/o mentale costante), inoltre un pensionamento anticipato può essere indicatore di una pessima salute del lavoratore. Gli studi tra loro mostrano risultati contraddittori siccome alcuni favoriscono la prima ipotesi, mentre altri favoriscono la seconda ipotesi. Ad esempio, in base a una review di 25 studi, andare in pensione dopo l'età pensionabile e prima dell'età pensionabile è correlato a una maggiore longevità rispetto ad andare in pensione esattamente quando un lavoratore raggiunge l'età pensionabile. Inoltre, in generale, il lavoro ha effetti benefici sulla salute e benessere e una transizione dal lavoro al pensionamento può portare a problemi di salute, in base agli studi sugli statunitensi. Questo risultato è stato contraddetto dagli studi sul pensionamento in Inghilterra e Finlandia siccome il pensionamento porta a un miglioramento della salute mentale e fisica. Quindi, la relazione tra i due è apparentemente controversa. Nella stessa review, sono stati chiariti due motivi di fondo per cui i risultati sembrano contraddittori: non tutti gli studi prendono in considerazione lo stato di salute pregresso del lavoratore e/o effettuano la distinzione di genere (le donne mediamente vivono più a lungo degli uomini). La review ha dunque scoperto che, se la salute del lavoratore è buona, il pensionamento nel momento in cui è raggiunta l'età pensionabile non è correlata a una scarsa longevità; il pensionamento in anticipo mostra effetti negativi sulla longevità solo se il lavoratore non godeva di un buono stato di salute (e.g., era diventato disabile) e tendenzialmente se il lavoratore è un colletto blu che svolge lavori manuali e non un colletto bianco con alto tasso di educazione. Una seconda correlazione negativa con la longevità è quella dei lavoratori che desideravano continuare a lavorare ma che, a causa di un licenziamento in tarda età, sono stati costretti a pensionarsi in anticipo.
Uno studio svolto sugli statunitensi che si sono pensionati a 66 anni invece che 65 hanno mostrato un calo del rischio di mortalità del 9% a prescindere da altre variabili, come la distinzione tra colletti bianchi e blu e lo stato di salute e maritale. Lo studio non ha comunque dimostrato l'esistenza di un nesso di causa tra pensionamento dilazionato e longevità. Uno degli autori dello studio, in un'intervista, ha ribadito come il lavoro porta benefici sociali e alla salute siccome rende generalmente attive le persone e le tiene in contatto tra loro; il pensionamento fa perdere questi benefici se il neo-pensionato non trova attività che gli permettono di conservare questi benefici. Ulteriori ricerche possono portare a una comprensione più profonda della relazione tra pensionamento e longevità associata.

### Socialità
L'attività sociale preservata anche durante la vecchiaia e dunque le connessioni sociali con amici e familiari sono correlate alla longevità, contrariamente alla solitudine e isolamento cronici. Secondo uno studio della Rutgers University (New Jersey), i periodi prolungati di isolamento nell'Uomo portano a cambiamenti nella struttura del cervello e a stress, che a sua volta porta a disfunzioni nel breve e lungo termine dell'asse ipotalamico-pituitario-adrenale (HPA), per cui il sistema immunitario può essere compromesso. Lo stress e i comportamenti insalubri che ne derivano (e.g., disturbi del sonno) rendono più vulnerabili a malattie psico-fisiche e mortalità prematura. La solitudine cronica inoltre è un circolo vizioso siccome porta a desiderare sempre meno i rapporti sociali. Di contro, degli episodi di solitudine acuti ma isolati (e.g., i lockdown durante la pandemia di COVID-19) portano a desiderare i rapporti sociali; gli Uomini nascono già con il desiderio innato di appartenenza perché porta a sicurezza. I momenti trascorsi in socialità soddisfacenti (e.g., in cui c'è approvazione da parte degli altri espressa con gesti come risate) sono anche considerati una ricompensa dal cervello siccome sono processati dai circuiti corticostriatali e portano al rilascio di dopamina, l'ormone del piacere e che aiuta a formare e preservare le memorie. Una rete di connessioni sociali aumenta la probabilità di sopravvivenza nel lungo termine del 50%. Si possono stringere rapporti sociali in qualunque momento della vita. Secondo un altro studio, i rischi dell'isolamento sulla salute sono diversi in base alla propria età: ad esempio, l'isolamento nell'adolescenza è maggiormente correlato allo sviluppo di infiammazione alla pari dell'inattività fisica, mentre nella vecchiaia è correlato all'ipertensione (il rischio è più alto di quello di sviluppare il diabete). In generale, l'incremento di rischio di mortalità nei soggetti isolati è simile a quello dei soggetti fumatori e più alto di quello dei soggetti obesi o fisicamente inattivi. La qualità percepita delle relazioni è più importante della quantità. Uno studio canadese ha scoperto che, tra i vari tipi di attività sociali, quella maggiormente correlata alla qualità della vita durante la vecchiaia era il volontariato insieme alle attività ricreative. La socialità non è limitata al parlare con amici e familiari, ma anche al praticare attività di volontariato, seguire corsi e lezioni, partecipare a eventi e fare sport di squadra. Secondo uno studio svolto su oltre 30.000 anziani di almeno 60 anni, solo il 6% dei maschi e il 3% delle femmine aveva una vita sociale attiva; inoltre, oltre 90% dei partecipanti non era iscritto a nessuna organizzazione sociale. Anche gli esperimenti sui topi hanno mostrato come l'isolamento porta a problemi immunitari oltre allo sviluppo dei tumori mammari.

### Integratori alimentari

#### Integratori multivitaminici
Gli integratori multivitaminici assunti dai soggetti sani non portano a un'estensione della vita, secondo uno studio statunitense svolto su oltre 390.000 adulti osservati (di cui quasi il 40% non fumatori) nell'arco di 20 anni. Contestualmente, i nutrienti assunti da integratori possono avere effetti collaterali: ad esempio, il beta-carotene è un precursore della vitamina A che, se assunto nella dose raccomandata giornaliera da alimenti naturali protegge dal cancro, ma se assunto da integratori può aumentare il rischio di cancro al polmone e di contrarre malattie cardiache. Questa contraddizione deriverebbe dal fatto che agli integratori mancano degli ingredienti importanti. Alcuni integratori multivitaminici possono anche essere multiminerali e contenere ad esempio il ferro: il ferro è un minerale importante, ma se preso in eccesso si accumula nel sangue e fegato e può aumentare il rischio di malattie cardiovascolari, diabete e demenza. Un editoriale dei ricercatori della Johns Hopkins University (Guallas, Mulrow et al., 2013) ha ribadito come gli integratori multivitaminici non abbiano effetti nella riduzione del cancro, delle malattie cardiache e del declino cognitivo. Infine, una review di 84 studi del 2022 ha indicato come gli integratori multivitaminici è associata a benefici scarsi o nulli sulla prevenzione del cancro e malattie vascolari e sulla diminuzione della mortalità e ribadisce come in particolare il beta-carotene aumenta il rischio di cancro al polmone nei soggetti già ad alto rischio di cancro al polmone.
In generale, gli studi sul nesso tra integratori multivitaminici e longevità hanno risultati a volte contraddittori siccome chi assume integratori tipicamente ha una dieta salutare, fuma di meno, è meno colpito da obesità e fa più attività fisica, per cui la longevità potrebbe derivare da altri fattori. Questo effetto è detto Healthy User Effect (Effetto Utente Sano). Altri utenti invece aumentano l'uso di integratori quando apprendono di avere una patologia e dunque sono soggetti che hanno già un rischio di mortalità più alto (Sick User Effect, Effetto Utente Malato).
Uno studio statunitense pubblicato nel 2022 ha mostrato come l'assunzione di multivitaminici può rallentare l'Alzheimer e la demenza del 60% (circa 2 anni) tra i soggetti over 65, ma sono necessari ulteriori studi su campioni di soggetti più vasti e variegati per approfondire e confermare questo nesso. Un altro studio detto COcoa Supplement and Multivitamin Outcomes Study (COSMOS) ha mostrato dei miglioramenti nella memoria episodica negli over 65 che assumevano integratori multivitaminici insieme a un estratto di cacao (500 mg di flavonoli). L'orologio epigenetico dei soggetti è stato rallentato di circa 4 mesi, ma serve una replica degli studi. Di contro, un altro studio del 2013 svolto su anziani over 65 tenuti sotto osservazione per circa 13 anni (1998-2011) ha indicato come gli integratori multivitaminici non abbiano rallentato il declino cognitivo. Tuttavia, lo studio non ha osservato gli effetti sulla cognizione nei soggetti affetti da carenze nutritive. Un altro studio pubblicato nel 2010 ha mostrato come i mix di vitamine con effetti antiossidanti non ha rallentato il declino cognitivo nei pazienti donna over 70, tuttavia ha usato come metro di misura degli antiossidanti nel corpo il FRAP (Ferric Reducing Antioxidant Power), che è stato indicato dagli autori come problematico.
Il dottor Neal Barnard, professore associato di Medicina alla George Washington University, ha indicato come al posto di prendere integratori alimentari, le persone debbano mangiare cibi salutari che forniscono le dosi quotidiane raccomandate di micronutrienti, macronutrienti e fibre; contestualmente, ha indicato come le persone debbano limitare gli acidi grassi saturi e il colesterolo (dunque i grassi meno salubri) oltre all'alcol, zuccheri aggiunti e cibi ultra-processati. Inoltre, gli integratori per definizione si assumono in caso di una carenza accertata di uno o più specifici nutrimenti che viene dunque "integrata" con un intervento mirato.
Secondo Alexandra Filingeri, dottoressa in nutrizione clinica e dietista accreditata, gli integratori multivitaminici non si dovrebbero usare per la prevenzione delle malattie, ma si possono usare nel caso di suscettibilità a carenze nutritive. L'unico studio che ha mostrato una forma molto blanda di prevenzione (The Physicians' Health Study II, 2012) ha indicato come i multivitaminici, nei maschi over 50, abbia leggermente diminuito la mortalità per cancro e diminuito il rischio di contrarre la cataratta, ma l'editoriale di Guallar, Mulrow et al. (2013) smentisce il risultato legato al cancro. Kiran Campbell, nutrizionista accreditato, afferma che gli integratori multivitaminici possono essere usati per prevenire delle carenze nutrizionali nella popolazione vulnerabile, cioè nei soggetti over 50 e dunque in fase di invecchiamento; contemporaneamente, ribadisce che gli integratori multivitaminici non sostituiscono una dieta salutare e uno stile di vita sano che prendono ispirazione per esempio dalle diete e stili di vita nelle zone blu. Siccome gli alimenti sani, integrali/non raffinati e freschi non sono sempre accessibili da parte della popolazione, l'ultima casistica in cui si possono usare gli integratori multivitaminici è quella in cui questo problema viene sopperito. Jade A. Cobern, medico certificato, ha aggiunto che gli integratori multivitaminici costano poco, ma è una spesa che si può sempre evitare a meno che sono prescritti da un medico. Inoltre, ha ribadito che è meglio prendere le vitamine e minerali da una dieta sana (e.g., con grande consumo di vegetali e cereali integrali e basso consumo di carne rossa). Céline Gounder, editrice per KFF Health News, ha anch'essa sottolineato come sia meglio prendere le sostanze nutritive da cibi non processati come frutta e verdura e ha aggiunto che gli effetti degli integratori multivitaminici possono variare da persona a persona in riferimento a condizioni cliniche o mediche che possono inibire l'assorbimento di specifici nutrienti (e.g., pazienti con patologie croniche ai reni o soggetti operati con la chirurgia bariatrica per diminuire l'obesità). Infine, l'editoriale della John Hopkins University indica un'opinione simile: seguire una dieta salutare, mantenere un peso-forma, ridurre i grassi saturi e trans-saturi e ridurre il sodio e zuccheri.

#### Vitamina A, beta-carotene e vitamina E
Secondo una review di 67 studi su soggetti umani, l'assunzione di integratori ad alte dosi di vitamina A (1333-200.000 IU) ha mostrato come aumenta i danni ossidativi; in particolare, un precursore della vitamina A, il beta-carotene, se assunto come integratore (1,2–50 mg), può avere effetti carcinogeni. Pertanto, anche se queste sostanze sono anti-ossidanti (contrastano i radicali liberi che fanno invecchiare le cellule), non hanno effetti positivi sulla longevità. La causa sarebbe da ricercare nel fatto che, fornendo al corpo anti-ossidanti per via esogena attraverso integratori interferisce con i meccanismi di difesa naturali del corpo; inoltre, gli integratori alimentari offrono spesso vitamine sintetiche e non isolate da fonti naturali e non sono soggetti a controlli rigorosi sulla tossicità. Un editoriale della John Hopkins University in cui si attaccano gli integratori multivitaminici ribadisce come l'integrazione di beta-carotene, vitamina E e possibilmente anche la vitamina A sia inutile per la prevenzione di grandi malattie croniche o per diminuire il rischio di mortalità.
Tuttavia, il dottor Neil Fleshner del Toronto's Princess Margaret Hospital ha criticato lo studio siccome si è concentrato solo sugli effetti nel breve termine dell'assunzione di alte dosi di integratori di vitamina A, beta-carotene e vitamina E. Uno studio nel lungo termine dovrebbe osservare gli effetti sulla mortalità nell'arco di 15, 20 o 25 anni. Inoltre, John Biggs, consulente nutrizionale, spiega come gli integratori di vitamine estratte da alimenti rispetto a integratori di vitamine sintetiche (o che contengono solo un frammento di vitamina, per giunta sintetico) siano di qualità migliore. Gli integratori usati nello studio erano sintetici. In generale, la migliore fonte di sostanze nutritive secondo il fabbisogno giornaliero è una dieta sana; gli stessi integratori si dovrebbero usare per integrare una carenza accertata di una sostanza nutritiva.
Il fabbisogno giornaliero di una determinata sostanza nutritiva viene offerto dai valori raccomandati, mentre dosi più alte ma non tossiche (tipicamente dosi terapeutiche o sperimentali) sono oggetto di studio su soggetti sani e malati. La vitamina A, E e K inoltre sono liposolubili, siccome a differenza di tutte le altre vitamine si legano ai grassi; in quanto non sono idrosolubili, non vengono espulse con facilità attraverso l'urina, ma tendono a depositarsi nel fegato, per cui un eccesso di assunzione di un integratore di vitamina liposolubile (e di vitamina B12) nel lungo termine può avere effetti epatotossici e portare a un'ipervitaminosi.

#### Vitamina B (gruppo B)
Secondo l'editoriale della John Hopkins University in cui si attaccano gli integratori multivitaminici, viene però raccomandato l'integratore di acido folico (vitamina B9) nelle donne prima di una gravidanza e nelle fasi iniziali della gravidanza siccome previene alcuni danni nei feti. Il Center for Disease Control (CDC) consiglia a tutte le donne in età fertile/riproduttiva di assumere 400 microgrammi di vitamina B9 al giorno. Sempre secondo l'editoriale, anche l'integratore di ferro è consigliabile alle donne in età fertile siccome le mestruazioni portano a carenze di ferro. Céline Gounder, editrice per KFF Health News, raccomanda anch'essa alle donne incinte di assumere integratori di vitamina B9 per prevenire difetti nel feto.
La vitamina B in generale contribuisce alla sintesi e riparazione del DNA e alle funzioni immunitarie e metabolismo. Inoltre, la carenza di vitamina B porta a malattie neurocognitive, disfunzioni mitocondriali, disfunzioni immunitarie e infiammazioni; in più, negli anziani, porta a problemi cardiovascolari, osteoporosi e problemi nella metilazione (cioè un processo che regola l'espressione di geni). In particolare, negli anziani, l'integrazione della vitamina B può portare a benefici in questi ambiti. Inoltre, un gruppo di ricercatori dell'Università di Kobe nel 2021 ha indicato come la vitamina B2 in particolare aiuta i mitocondri delle cellule invecchiate in vitro a produrre energia e dunque a prevenire un ulteriore invecchiamento. In generale, in risposta a stress, l'abilità delle cellule di assorbire la vitamina B2 aumenta; tuttavia, lo studio dovrebbe essere seguito da un ulteriore studio sugli animali.
Tuttavia, secondo l'editoriale della John Hopkins University, l'integrazione costante di vitamina B9 non riduce la mortalità e non previene grandi malattie croniche, ma non cita l'utilità di studi successivi dell'integrazione sugli anziani. Un ulteriore studio (Frost, Bakhit e Amaefuna, 2025) indica come l'assunzione di vitamine del gruppo B abbia effetti preventivi sul cancro e discute i benefici per ogni singola vitamina B, tuttavia spiega che un consumo eccessivo di specifiche vitamine del gruppo B (e.g., B6, folato/B9 e B12) potrebbe avere effetti contrari, per cui promuove alcuni tipi di cancro in soggetti malati o predisposti (e.g., colon-retto, prostata e polmone) e interferisce con le terapie. Inoltre, l'eccesso di tiamina (vitamina B1) è correlato al cancro alla vescica negli uomini, mentre nelle donne ha effetti protettivi; tuttavia, gli uomini tendono a consumare più carne delle donne, il che li espone maggiormente al rischio di cancro alla vescica. La riboflavina (vitamina B2), se presa in eccesso, può promuovere il cancro alla prostata, al colon-retto e al pancreas. L'acido pantotenico (B5) potrebbe promuovere la crescita del cancro al seno, carcinoma squamocellulare orale e cancro gastrico. Non è chiaro se un eccesso di folato (B9) possa favorire il cancro. Allo stesso modo, l'eccesso di cobalamina (vitamina B12) è stata correlata in particolare al cancro all'esofago, ma è ancora meno chiaro se sia effettivamente correlata ad altri tipi di cancro sia in isolamento che unita alla vitamina B9. Non sono citati in modo esplicito effetti nocivi della niacina (B3), piridossina (B6) e biotina (B7/B8) in caso di sovradosaggio. La vitamina B12 è idrosolubile ma tende comunque a depositarsi nel fegato, per cui è più difficile già in partenza avere carenze; siccome tende a depositarsi nel fegato, potrebbe avere effetti negativi alla pari degli accumuli di vitamine liposolubili (e.g., vitamina A, vitamina E).

#### Vitamina C
Storicamente, la vitamina C assunta attraverso il succo e polpa di limone ha aumentato la longevità nei marinai malati di scorbuto. Inoltre, la vitamina C insieme al beta-carotene, alla vitamina E e allo zinco, rallenta la degenerazione maculare legata all'età e dunque la perdita di gran parte della vista. In età avanzata, l'insufficienza renale, la dialisi peritoneale, l'emodialisi e vari disturbi da malassorbimento sono fattori di rischio correlati a un basso livello di vitamina C.
La vitamina C ha effetti antiossidanti e in particolare sopprime la formazione di radicali liberi innescata dall'effetto dei raggi ultravioletti e dunque dalla luce del sole (l'effetto dei raggi UV si può anche bloccare con l'uso della crema solare ogni giorno). Inoltre, la vitamina C contribuisce a mantenere giovane e intatta la pelle siccome stimola la produzione di procollagene e collagene. Dopodiché, migliora l'idratazione della pelle e protegge la cheratina dai processi di morte cellulare programmata (apoptosi). La vitamina C è anche capace di riparare il DNA e modula l'attività dei telomeri e ha un ruolo in nutrigenomica che porta alla longevità ("It is capable to repair DNA [...], modulate the activity of telomeres as well specifying a nutrigenomic role in the aging process, leads to longevity"). L'anzianità porta a diminuire le difese dagli antiossidanti perché gli antiossidanti sono presenti nel corpo in quantità minori; tra i vari cali, è registrato quello della vitamina C, per cui il corpo produce più specie reattive all'ossigeno e all'azoto che non vengono contrastate. Negli over 85, i livelli di ascorbato si riducono del 50% nei globuli bianchi rispetto ai soggetti over 60. Inoltre, nei soggetti di almeno 80 anni, i livelli di ascorbato calano quasi del 77% nella corteccia cerebrale rispetto ai soggetti di massimo 50 anni. La somministrazione intravenosa di vitamina C è usata come terapia anti-tumorale; in caso di chemioterapia, la stessa vitamina C riduce la tossicità della stessa chemioterapia e ne aumenta l'efficienza. In generale, la vitamina C ha molte applicazioni anche per prevenire il carcinoma, cioè un tipo di tumore maligno, siccome ad esempio migliora il sistema immunitario, stimola la biosintesi di collagene e contrasta gli enzimi legati alle metastasi. I soggetti affetti da cancro possono mostrare carenze di vitamina C che peggiorano le condizioni; tali carenze sono superabili con l'integrazione. Anche i soggetti diabetici hanno carenze di vitamina C, per cui il diabete può portare allo scorbuto. Con l'assunzione di 500 mg al giorno (625% VNR) portano a minori disturbi cardiovascolari e a una funzione migliore dell'endotelio (anche in pazienti diabetici); se somministrati per via intramuscolare per 1 mese negli anziani, mostra un aumento dei linfociti e dunque un rinforzo del sistema immunitario. La vitamina C inoltre ha effetti antinfiammatori sui polmoni, per cui può prevenire l'asma e potrebbe lenirne i sintomi. Infine, la vitamina C è correlata a una forte mitigazione del rischio di infarto miocardico e inibisce la produzione di leptina da parte degli adipociti, per cui non avviene un aumento tipicamente associato all'inizio dell'obesità. Pertanto, la leptina si bilancia con l'insulina. La vitamina C viene assorbita meglio se assunta in più momenti della giornata o attraverso capsule liposomiali.
La vitamina C è correlata alla lunghezza dei telomeri nei soggetti umani. La lunghezza dei telomeri è a sua volta correlata al potenziale replicativo e di longevità delle cellule grazie alla telomerasi. La vitamina C, pertanto, proteggerebbe i telomeri dall'usura causata dai radicali liberi, ma questo studio andrebbe affiancato da ulteriori studi. Secondo una review di 14 studi, non è completamente chiaro se la vitamina C contribuisca all'incremento della vita in base agli esperimenti sugli animali (vermi, moscerini della frutta e roditori come topi, ratti e porcellini d'India) siccome i risultati sono contraddittori; le contraddizioni nascerebbero dalla diversa fisiologia dei vari animali studiati. In generale, secondo questa review, l'integrazione ad alti dosi di vitamina C non ha effetti sulla longevità e può interferire con l'espressione di antiossidanti da parte dei geni sotto forma di enzimi che fungono da sistema di difesa e protezione. Nelle persone in salute, dosi molto alte di vitamina C non mostrano benefici, diversamente dai soggetti con malattie (e.g., diabete e ipertensione) o che allattano, che praticano sport in modo pesante, che fumano, che assumono alcol o che sono anziani. Questi soggetti dovrebbero prendere più di 120 mg di vitamina C (150% VNR). In particolare, i soggetti fumatori dovrebbero assumere 35 mg in più al giorno di chi non fuma. Ma l'invecchiamento porta a maggiore bisogno di vitamina C solo se si invecchia con malattie e non in modo sano. Secondo Murata, Kang, Miyata et al. (1995), 250 mg al giorno (312,5% VNR) portano a un ripristino dei livelli di vitamina C negli anziani ospedalizzati per malattie croniche.

#### Vitamina D e Omega-3
Secondo uno studio pubblicato sull'American Journal of Clinical Nutrition, l'uso della vitamina D come integratore ha aiutato a non fare degradare e accorciare i telomeri, per cui ha un ruolo promettente verso l'invecchiamento. Inoltre, la vitamina D diminuisce l'infiammazione e diminuisce il rischio di alcune malattie croniche correlate alla vecchiaia, come ad esempio il cancro in stato avanzato e malattie autoimmuni. I dati sono stati estrapolati da VITAL, un test con gruppo di controllo che ha assunto un placebo e doppio cieco basato sull'assunzione di 2000 IU al giorno di vitamina D3 e acidi grassi Omega-3. L'integrazione di vitamina D pari al 1000% del VNR ha portato a un guadagno di quasi 3 anni di vita siccome ha prevenuto quasi 3 anni di invecchiamento; l'integrazione di Omega-3 non ha mostrato risultati significanti sui telomeri. Lo studio ha il limite di avere osservato solo i telomeri nei leucociti (globuli bianchi) e di essere stato svolto su un campione di soggetti non esteso. Secondo un altro studio, la carenza di vitamina D è correlata all'Alzheimer, Parkinson, problemi cognitivi, depressione, problemi cardiovascolari e ipertensione, diabete mellito di tipo II e cancro; la vecchiaia può portare a carenze di vitamina D. Inoltre, la vitamina D in base all'osservazione dei vermi nematodi migliora l'omeostasi proteica e rallenta l'invecchiamento. Nel caso in cui manchi l'omeostasi proteica, si accumulano proteine insolubili nel corpo che possono portare a malattie neurodegenerative (e.g., Alzheimer, Parkinson, malattia di Huntington e sclerosi laterale amiotrofica): alcuni aggregati di proteine sono neurotossici e portano a stress proteotossico. Un altro studio che ha consultato anch'esso i dati del VITAL ha indicato come la vitamina D3 con o senza l'Omega-3 animale estratto dai pesci ha avuto effetti positivi sull'erosione dei telomeri in 4 anni. Secondo un altro studio basato sull'assunzione di 2000 IU di vitamina D, Omega-3 uniti eventualmente a attività sportive svolte a casa (Simple Home Exercise Program, SHEP) tre volte a settimana per 30 minuti ha mostrato dei miglioramenti nell'orologio epigenetico (o "orologio biologico") su soggetti umani. I 3 modelli di orologio biologico usati sono il PhenoAge, GrimAge (versione 2) e DunedinPACE e il loro rallentamento nell'arco di 3 anni è stato quantificato in 2,9-3,8 mesi. Una limitazione dello studio e del campo di studi è la presenza di più modelli di orologio epigenetico suddivisi per generazione (e.g., prima, seconda e terza generazione), per cui non esiste un unico standard di misura; semplicemente, esistono più modelli considerati validi. Inoltre, gli orologi epigenetici tengono in considerazione l'intero organismo/corpo e non un sistema di organi preciso. Infine, il periodo di follow-up è durato solo 3 anni.
Ma secondo l'editoriale della John Hopkins University in cui si attaccano gli integratori multivitaminici, gli studi sul nesso tra longevità, prevenzione e vitamina D al 2013 erano un campo ancora aperto e che mostrava risultati contraddittori. Inoltre, lo stesso studio basato sul test VITAL necessita di ulteriore ricerca. Un editoriale conferma come gli studi sul nesso tra vitamina D e longevità sono problematici siccome alcuni lo confermano, mentre altri sono inconcludenti; inoltre, gli effetti positivi della vitamina D non deriverebbero dalla vitamina D di per sé, ma dalla correzione dell'ipovitaminosi D grazie all'integrazione. Uno studio su pazienti australiani di 60-84 anni perlopiù non affetti da ipovitaminosi D con gruppo di controllo non ha mostrato effetti sui telomeri in base al paragone con il gruppo di controllo; tuttavia, la lunghezza dei telomeri a inizio esperimento non è stata rilevata. La correzione dell'ipovitaminosi D porta benefici modesti ma significativi all'aspettativa di vita probabilmente proprio a causa dell'impatto positivo sulla lunghezza dei telomeri, che viene accorciata durante la meiosi (la riproduzione delle cellule) a causa degli attacchi dei radicali liberi; in alternativa, la causa è da ricercare nella capacità della vitamina D di regolare il sistema immunitario, per cui viene evitata l'immunosenescenza (cioè il deterioramento del sistema immunitario a causa dell'età) e la conseguente esposizione a malattie. Effetti positivi della vitamina D sul sistema immunitario sono stati osservati in contesto di influenza e durante la pandemia di COVID-19. Una terza ipotesi è legata agli affetti antinfiammatori della vitamina D, per cui potrebbe prevenire o rallentare malattie croniche (e.g., malattie cardiovascolari e alcuni tipi di cancro). L'editoriale, in conclusione, indica il campo di ricerca sulla vitamina D e il suo nesso con la longevità come un'area di crescente interesse e sottolinea che serve ulteriore ricerca per confermare e spiegare il nesso; nel mentre, un approccio prudente è quello di mantenere il VNR di vitamina D unendo l'esposizione al sole e l'integrazione. La vitamina D3, se assunta in dosi alte, può portare a ipercalcemia nelle arterie, per cui l'assunzione insieme alla vitamina K1 e vitamina K2 previene il deposito di calcio nelle arterie invece che nelle ossa e denti. L'uso della crema solare provoca un calo di produzione di vitamina D non drastico; tante ore di sole provocano una produzione alta di vitamina D che però non porta a ipervitaminosi D.

#### Vitamina K
La vitamina K è un cofattore importante nell'attivazione di alcune proteine che agiscono contro sindromi correlate all'età. In particolare, attiva la proteina che inibisce la calcificazione vascolare (cioè l'accumulo di calcio nei vasi sanguigni), la proteina che trasporta il calcio nelle ossa e la proteina che contrasta le malattie neurodegenerative. Inoltre, la vitamina K migliora la sensibilità all'insulina, per cui diminuisce il rischio di diabete. Grazie ai suoi effetti autofagici e pro-apoptotici, riduce il rischio di cancro. Infine, la vitamina K attivava la proteina S, che durante la pandemia di COVID-19 riusciva a prevenire la cascata/tempesta di citochine durante la risposta infiammatoria. La carenza di vitamina K può essere innescata dalla pneumonite, per cui la proteina S è meno attivata.
Secondo le ultime prove scientifiche, la vitamina K ha effetti preventivi nei confronti di malattie legate all'età (e.g., osteoporosi, fratture ossee, malattie neurodegenerative, malattie cardiovascolari, cancro, diabete mellito di tipo II, obesità) negli adulti over 50 grazie ai suoi effetti antiossidanti e antinfiammatori. In particolare, la versione MK-4 della vitamina K ha effetti efficaci contro l'osteoporosi. Inoltre, l'integrazione di vitamina K con vitamina D e magnesio riduce le fratture alle ossa. Gli effetti anticancro della vitamina K derivano da osservazioni su cellule in vitro. Sono necessari ulteriori studi per formulare la quantità giornaliera raccomandata esatta di vitamina K e varianti più biodisponibili (MK-4 e MK-7). La forma più biodisponibile del magnesio è la sua versione chelata (e.g., bisglicinato di magnesio) rispetto al carbonato di magnesio.
La vitamina K, nell'ambito della longevità, avrebbe un collegamento con il microbiota (in particolare con la flora batterica intestinale) siccome la vitamina K modula l'asse dieta-microbioma-salute (Diet-Microbiome-Health Axis). In particolare, esistono prove emergenti che la vitamina K modula la composizione della flora batterica intestinale, ma i dettagli e l'impatto sulla salute al 2023 erano sconosciuti. Secondo Yang, Qiang, Balakrishnan et al. (2020), non solo i macronutrienti (proteine, carboidrati e grassi) hanno un impatto sul microbioma e metabolismo, ma ci sono prove che anche i micronutrienti (vitamina A, B12, D, E, K2 e sali minerali come ferro, magnesio, selenio e zinco) hanno un impatto su di loro in quanto sono fattori di crescita per alcuni batteri.
Altri studi confermano il ruolo della vitamina K nelle malattie legate all'età (e.g., malattie cardiovascolari, osteoartrite, osteoporosi e malattia renale cronica) grazie all'attivazione delle proteine dipendenti dalla vitamina K (Vitamin K-Dependent Proteins, VKDPs) e agli effetti antinfiammatori e antiossidanti. Tuttavia, gli studi clinici sull'osteoartrite sono pochi e si focalizzano solo sulla vitamina K1, mentre altri studi sugli effetti della vitamina K sulle malattie cardiovascolari sono preclinici. Secondo una meta-analisi su adulti e anziani pubblicata nel 2020 sull'American Journal of Clinical Nutrition, la vitamina K non ha mostrato un nesso diretto con le malattie specificatamente cardiache; tuttavia, i soggetti affetti con bassi livelli di vitamina K avevano il 19% di probabilità in più di morire. Non sono noti effetti tossici (e.g., ipercoagulazione del sangue) della vitamina K1, MK4 e MK7 ad alte dosi anche se la vitamina K è liposolubile alla pari della vitamina A e della vitamina E.

#### Acidi grassi insaturi Omega-3
L'assunzione giornaliera per 3 anni di una dose di Omega-3, un acido grasso insaturo (e dunque un grasso salutare) suddiviso in tipologia vegetale e animale, è correlato a un ringiovanimento dell'età biologica di 3-4 mesi in base all'osservazione degli orologi epigenetici. La dose di Omega-3 consumata era pari a 1 grammo al giorno, era originato a partire dalle alghe e ha portato a un effetto paragonabile a un ringiovanimento di 3 mesi; l'aggiunta di vitamina D (2000 UI) e attività fisica moderata 3 volte a settimana ha aggiunto un ulteriore mese al ringiovanimento. Secondo Heike Bischoff-Ferrari, un autore dello studio, l'effetto ringiovanimento di 3-4 mesi in 3 anni sembra un risultato piccolo ma, se sostenuto, può avere effetti rilevanti. La ricerca precedente aveva già ipotizzato che l'Omega-3 di natura animale (i.e., il grasso contenuto nei pesci grassi) avesse effetti positivi sull'invecchiamento. L'NHS comunque ha sconsigliato l'assunzione di integratori di Omega-3 e ha consigliato invece di consumare due porzioni di pesce grasse a settimana. I pesci assumono l'Omega-3 animale dal consumo di alghe.
L'integrazione con Omega-3 ha avuto effetti positivi sulla telomerasi nei linfociti (globuli bianchi) e sui livelli di cortisolo nella saliva e sull'infiammazione nel siero sanguigno, in base alle osservazioni su soggetti ambisesso di mezza età affetti da obesità a cui è stato somministrato l'Omega-3 (2,5 grammi al giorno) per 4 mesi. Gli effetti sul cortisolo avrebbero a loro volta risvolti psicologici, come la diminuzione del rischio di sviluppare una depressione. Un altro studio tuttavia ha smentito questi risultati; tuttavia, i soggetti erano tutti maschi, in buono stato di salute e hanno assunto 4 grammi di Omega-3 al giorno per 12 settimane (3 mesi), per cui i soggetti erano diversi. Secondo un altro studio, l'assunzione di Omega-3, specialmente l'EPA (uno dei due tipi di Omega-3 animale), ha effetti sul mantenimento del metabolismo energetico e omeostasi dei lipidi, per cui l'invecchiamento degli organi è rallentato; inoltre, l'Omega-3 ha aumentato la produzione di ATP in svariati organi invecchiati, per cui ha prevenuto delle patologie correlate all'età e ha ritardato il processo di invecchiamento. Alcune di queste scoperte sono avvenute con l'osservazione dei topi transgenici. Un altro studio ha indicato come la somministrazione di poco oltre 1 grammo di Omega-3 in particolare animale potrebbe rallentare un orologio biologico, il PhenoAgeAccel, correlato all'età fenotipica.
Un ultimo studio ha mostrato come 106 soggetti sani ma sedentari ha mostrato segni positivi a seguito dell'assunzione per 4 mesi di 2,5 grammi al giorno di Omega-3 sulla lunghezza dei telomeri, la telomerasi e lo stress ossidativo.
Una review di 6 studi indica come l'integrazione di Omega-3 in abbia risultati sull'aumento di lunghezza dei telomeri in solo metà degli studi. A causa del limitato numero di studi sul tema e delle differenze metodologiche, sono necessari altri studi per confermare il nesso tra longevità e Omega-3.

#### Coenzima Q10 (Co-Q10)
Il coenzima Q10 o "ubiquinone" è una sostanza lipofilica (interagisce con i grassi) prodotta endogenamente nei mitocondri e probabilmente anche nel reticolo endoplasmatico-Golgi che ha effetti antiossidanti. Il comportamento di questo enzima è in apparenza contraddittorio: la sua ridotta capacità di biosintesi per mutazioni genetiche in alcuni animali transgenici (verme Caenorhabditis elegans e topi) mostra un aumento della longevità. Di contro, se il CoQ10 è assunto tramite integratore in contesti di stress ossidativo (tipicamente nei soggetti che invecchiano) ha mostrato un aumento della longevità in base a osservazioni su soggetti umani e sui roditori. In particolare, le sostanze ossidanti (ROS) sono sostanze prodotte all'interno dei mitocondri che danneggiano il DNA, le proteine e i lipidi oltre agli stessi mitocondri; questi ultimi usano proprio il CoQ10 come antiossidante per difendersi. I livelli di CoQ10 nei tessuti umani raggiunge il picco a 20 anni, dopodiché con la vecchiaia diminuisce. Inoltre, il CoQ10 ha effetti benefici in contesto di malattie cardiovascolari e metaboliche.
Negli studi in cui l'integratore a base di CoQ10 è stato somministrato nei soggetti umani, la dose sicura proposta è fino a 1200 mg circa al giorno nel caso di pazienti con disfunzioni mitocondriali (e, nel caso di assunzione per periodi brevi, 3000 mg al giorno); nel caso dei pazienti con la malattia di Huntington e Parkinson, sono stati somministrati 2400 mg al giorno.
La somministrazione ha portato a un incremento dei livelli di CoQ10 nei tessuti, scarsi effetti collaterali (nausea e disturbi gastrici) e non ha interferito con la produzione endogena di CoQ10. Il CoQ10 ha mostrato risultati promettenti, con l'eccezione di uno studio su soggetti umani che però è durato solo 2 settimane. In base alle osservazioni sugli animali, non tutti i tessuti hanno beneficiato allo stesso modo della somministrazione esogena di CoQ10 siccome l'assorbimento/uptake varia da tessuto a tessuto. Nei soggetti umani, una dieta mediterranea ha degli effetti benefici negli anziani affetti da disfunzioni metaboliche; tali effetti vengono potenziati dall'assunzione di CoQ10. Inoltre, il CoQ10 ha migliorato la resistenza all'insulina nei soggetti prediabetici. Dopodiché, l'assunzione di CoQ10 per 2 mesi ha diminuito i marcatori del danno ossidativo delle proteine nei pazienti affetti da diabete mellito di tipo II e contemporaneamente da malattia coronarica. Il CoQ10 ha effetti positivi anche sull'ipercolesterolemia e ipertrigliceridemia siccome modifica la concentrazione di lipidi nel sangue in base alle osservazioni sui ratti. In base a uno studio sui pazienti affetti da diabete di tipo II, si sono osservati effetti sui trigliceridi ma non sul colesterolo. Poi, il CoQ10 ha mostrato effetti positivi sul ventricolo sinistro dei soggetti affetti da insufficienza cardiaca a seguito di 12 settimane di somministrazione (100 mg). Infine, il CoQ10 ha mostrato un contrasto all'invecchiamento nella pelle delle donne con fototipo di pelle di Fitzpatrick II e III (cioè pelle che si ustiona facilmente al sole e che ha difficoltà a abbronzarsi). Il CoQ10 avrebbe anche effetti antinfiammatori e anti-apoptotici in base a osservazioni su pazienti affetti da malattie cardiovascolari cerebrali, sclerosi multipla, obesità, insufficienza renale, artrite reumatoide, diabete e malattia del fegato grasso. Nei topi, la somministrazione per tutta la vita di CoQ10 aumenta la longevità a causa del contrasto del calo di espressione dei geni legati alla sirtuina1 (SIRT1) e sirtuina3 (SIRT3), tra i vari; la versione ossidata, non attiva e meno biodisponibile del CoQ10 (cioè l'ubichinone invece dell'ubichinolo) non ha mostrato questi effetti. Tuttavia, i topi contemporaneamente seguivano una dieta isocalorica (senza deficit o surplus di grassi) ricca di grassi derivati dall'olio di semi di girasole. I topi che invece assumevano grassi dall'olio vergine d'oliva o dall'olio di pesce non hanno mostrato un aumento della longevità. I diversi tipi di acidi grassi possono modulare in modo diverso l'assorbimento del CoQ10 e, in base a un altro studio sugli animali, l'olio di semi di girasole aumenta l'assorbimento del CoQ10. Siccome gli oli di semi contengono acidi grassi polinsaturi, se consumati in eccesso portano a risposte infiammatorie e ossidative, per cui il CoQ10 potrebbe riparare da questi effetti, ma non avrebbe ulteriori effetti benefici. In base agli esperimenti sulle femmine di ratto, il CoQ10 ha effetti sul mantenimento della fertilità grazie all'aumento del progesterone, ma non è chiaro se il calo di fertilità dovuto all'età sia correlato anche al calo di produzione endogena di CoQ10. La sua assunzione potrebbe avere effetti positivi sulla fertilità maschile siccome il suo calo è correlato al calo di CoQ10, ma questo nesso non è chiaro nelle donne.
In base a esperimenti sui ratti, una forte dose di CoQ10 somministrata per 2 mesi ha portato anche a effetti neuroprotettivi. Tuttavia, secondo una review di 16 studi, non ci sono prove che il CoQ10 possa proteggere i soggetti umani da alcune malattie neurodegenerative (morbo di Parkinson, malattia di Huntington e atassia di Friedreich). Un'altra review non ha trovato la prova che il CoQ10 possa ostacolare le malattie renali di origine diabetica. Tuttavia, 100 mg al giorno hanno mostrato effetti antinfiammatori nei soggetti umani. Studi su animali e soggetti umani hanno mostrato dei benefici sull'osteoporosi. ll calo di CoQ10 nel corpo è collegato al cancro al seno, mieloma, melanoma e carcinomi follicolari e papillari della tiroide; la somministrazione di CoQ10 in cellule affette da tumore alla prostata osservate in vitro ha mostrato un rallentamento del tumore. L'uso di statine, cioè di un gruppo di farmaci che combatte il colesterolo e i trigliceridi, porta a un calo del CoQ10 e dunque a potenziali effetti infiammatori che si possono superare attraverso l'integrazione. Uno studio su pazienti svedesi anziani durato 4 anni ha mostrato come la combinazione di CoQ10 (200 mg al giorno) e selenio (200μg al giorno) ha protetto dalle malattie cardiovascolari con formazione di placche. In generale, la somministrazione del CoQ10 insieme ad altri antiossidanti (e.g., vitamina C, selenio) porta a effetti antiossidanti in sinergia. Secondo un esperimento sui ratti, la somministrazione di CoQ10 e vitamina C combinata ha mostrato effetti antinfiammatori nel cervello. In un gruppo di donne di 60-76 anni, il consumo di 200 mg al giorno per 12 settimane di CoQ10 ha mostrato effetti antiossidanti sulla pelle, un contrasto dell'eritema facciale e iperpigmentazione e un aumento della viscoelasticità, sintesi del collagene e conservazione delle fibre elastiche; non sono stati osservati particolari effetti collaterali.
In generale, nonostante i risultati promettenti, non ci sono ancora abbastanza elementi per raccomandare l'assunzione di CoQ10 come terapia anti-età.

#### Flora batterica intestinale e prebiotici
Il microbiota intestinale (o flora batterica intestinale) è l'insieme di batteri che vive annidato nell'intestino umano; questi batteri sono spesso benigni, si nutrono di prebiotici (parti non digeribili o lente da digerire di alimenti, come ad esempio le fibre, i flavonoli e gli oligosaccaridi) e producono catene corte di acidi grassi insaturi Omega-3. Il microbiota viene preservato attraverso i prebiotici, integratori di probiotici eventualmente affiancati da prebiotici o alimenti simili a prebiotici (e.g., radice di cicoria secca, aglio secco, cipolla secca, porro, scalogno, alghe, crusca di grano, gelatina dei semi di chia, cioccolato puro, polvere e fondi di caffè e alcune spezie come la curcuma e il rosmarino) e anche attraverso un uso oculato degli antibiotici e dell'alcol.
La flora batterica è mutevole nell'arco della vita; in generale, viene correlata alla longevità. Alcuni studi hanno sondato il tipo di flora batterica nelle feci dei centenari, scoprendo dei ceppi di batteri particolari in comune. Queste scoperte possono portare a un particolare regime alimentare e/o allo sviluppo di particolari integratori simbionti (cioè che uniscono i probiotici ai prebiotici). Altri studi si concentrano sulla flora batterica genericamente di persone longeve e anziane per capire quali ceppi sono più o meno abbondanti: ad esempio, negli over 85, è stata notata un'abbondanza di ceppo Bacteroides che è stata correlata a una scarsa sopravvivenza nei 4 anni successivi all'osservazione. Altri studi si focalizzano sulla modifica genetica di alcuni batteri del microbiota intestinale attraverso l'ingegneria metagenomica per promuovere un invecchiamento sano, libero dalle malattie correlate alla vecchiaia. Altri studi invece trattano il trapianto di microbiota fecale.
In generale, la flora batterica intestinale che è stata correlata alla longevità a livello di presenza (e non di assenza) e il relativo aumento è:
- E. coil K12 mutante (+40% e, in altri casi, molto oltre il +20%; E. coli K12 già in partenza non è patogeno)
- B. longum BB68 (+28%)
- L. rhamnosus (+20%)
- B. subtilis (+14,74%)
- L. salivarius FDB89 (+11,9%)
- W. koreensis (11%)
- B. animalis subsp. lactis LKM512 (aumento della longevità dopo 20 settimane, cioè 5 mesi circa)
- B. infantis

Inoltre, L. plantarum GKM3 ha aumentato la longevità nei topi transgenici con invecchiamento accelerato (specialmente nelle femmine) a causa dei suoi effetti antiossidanti, il Lactobacillus gasseri SBT2055 (LG2055) ha aumentato la longevità nei vermi e L. fermentum U-21 ha aumentato la longevità nei topi e nei vermi.
Il microbiota intestinale in particolare agisce sulla longevità attraverso il percorso di segnalazione del fattore di crescita insulino-simile (IGF); questo percorso è noto come IIS, a sua volta regola la longevità ed è stato scoperto per la prima volta sul verme Caenorhabditis elegans. In questo tipo di verme, la flora batterica (e.g., Bacillus subtilis NCIB3610 e Lactobacillus rhamnosus CNCM I-3690) riesce a produrre ossido nitrico (o "monossido di azoto") che il verme da solo non riuscirebbe a produrre a causa della propria genetica; la presenza di flora batterica ne aumenta la longevità, ma non tutti i batteri sono capaci di fornire questa sostanza come metabolita al verme siccome alcuni batteri, a forza di riprodursi, subiscono delle mutazioni genetiche random e casuali.
In alternativa, una proteina chinasi detta "bersaglio della rapamicina" (Target Of Rapamycin, TOR) è suddivisa in due complessi (TORC1 e TORC2), è attivata dalla propria nutrizione ed è sensibile alla restrizione dietetica correlata alla longevità siccome l'inibizione controllata del TOR porta all'autofagia cellulare, preserva le cellule staminali e ha effetti antinfiammatori (per cui alcune teorie indicano il digiuno intermittente come estensore della vita, anche se esistono più schemi e soluzioni oggetto di dibattito). Il TORC2 è inibito anche dal metilgliossale (MGO), un metabolita prodotto dal batterio Escherichia coli K12 e questa inibizione porta all'attivazione a sua volta di un fattore di trascrizione, DAF-16, che è proprio un processo che porta alla longevità.
La flora batterica ha effetti sulla longevità anche attraverso l'impatto sui mitocondri: durante l'invecchiamento, i livelli di acetilazione disattivano dei geni necessari per la biosintesi e funzione corretta dei mitocondri (e.g., i geni PGC-1α e HIF-1α). Pertanto, sorgono danni mitocondriali e viene a mancare l'omeostasi cellulare. La bilancia corretta tra biosintesi di mitocondri e la loro eliminazione (mitofagia) e il loro corretto funzionamento sarebbero necessari alla longevità. Esiste un canale di comunicazione tra flora batterica e mitocondri e, in particolare, il batterio E. coli K12 interviene nuovamente in questo canale insieme a molte specie di enterobatteri. Questi batteri effettuano una sovrapproduzone di acido colanico, un polisaccaride che induce la fissione mitocondriale.
La flora batterica interviene anche in caso di resistenza allo stress dell'organismo in presenza di stressori (generatori di stress) ambientali e fisiologici (e.g., alta temperatura, raggi ultravioletti, patogeni e specie reattive all'ossigeno ROS come i radicali liberi). Quando l'esposizione agli stressori è subletale (cioè fino a non provocare la morte), il corpo attiva risposte protettive che possono aumentare la longevità. I ROS in particolare si possono mantenere in stato di omeostasi, cioè di presenza non eccessiva; di contro, alti livelli di ROS possono danneggiare il DNA, le cellule e le proteine. Il microbiota intestinale può influenzare l'omeostasi dei ROS. Un'osservazione di questo fenomeno è stata effettuata sul verme C. elegans da parte del Lactobacillus gasseri SBT2055 (LG2055) e sui vermi e i topi affetti da Parkinson da parte dell'L. fermentum U-21. Quest'ultimo sui vermi ha effetti antiossidanti, mentre sui topi preserva i neuroni dopaminergici (cioè che producono un neurotrasmettitore, la dopamina) e dunque ha effetti neuroprotettivi. Infine, l'E. coli K12 mutata è una variante di questo batterio che porta alla longevità nei topi, nei vermi C. elegans e nel moscerino della frutta (Drosophila melanogaster) attraverso un metabolita del triptofano, l'indolo; il triptofano è un amminoacido presente ad esempio nel latte utile anche a produrre melatonina.
La risposta immunitaria è un meccanismo di protezione del corpo dai patogeni ed è correlata all'infiammazione attivata dal percorso MAPK; un'eccesso di infiammazione prolungata a causa di un sistema immunitario debole tuttavia porta all'invecchiamento e alle malattie correlate all'età. Esistono varie strategie per rinforzare il sistema immunitario (e.g., assunzione corretta di vitamine) e mitigare l'infiammazione costante, tuttavia anche il microbiota intestinale ha un ruolo. Ad esempio, la somministrazione orale dell'Escherichia coli Nissle 1917 (ECN) ha portato alla produzione dell'enzima catalasi (CAT) che ha inibito l'infiammazione nel tratto gastrointestinale e a sua volta ha portato a un'estensione della vita. Oppure, il Bifidobaceterium lactis LKM512 sopprime l'infiammazione cronica, mantiene l'integrità della barriera intestinale e estende la vita dei mammiferi incrementando le concentrazioni di poliammine intestinali (PA); le poliammine hanno un ruolo nella crescita e funzione cellulare, necessarie per la longevità e la salute intestinale.
Inoltre, la flora batterica produce gli acidi biliari, un metabolita correlato all'effetto anti-età in quanto ha effetti antibatterici sui batteri gram-positivi (alcuni di essi sono resistenti ai farmaci), mantengono l'integrità della barriera intestinale e riducono l'infiammazione, inoltre modulano la risposta immunitaria. Un esempio di acidi biliari è l'acido colico, che viene convertito in acido litocolico ed è quello coinvolto specificatamente nelle risposte immunitarie appena descritte. In base agli studi sul microbiota dei centenari, è stato scoperto che essi avevano una flora batterica che produceva un acido biliare secondario unico.
Infine, le pareti cellulari batteriche della flora batterica possono attivare risposte immunitarie che regolano la longevità. Questo effetto è stato osservato sul Bifidobacterium longum BB68 e sul Bifidobacterium infantis nei vermi C. elegans. Qualora nel microbiota intestinale dei topi non ci sia un eccesso di batteri che stimola la risposta immunitaria, questa caratteristica è neuroprotettiva siccome li protegge da malattie neurodegenerative date dalle mutazioni del gene C9ORF72 (correlato alla sclerosi laterale amiotrofica e demenza frontotemporale) e infiammazione sistemica.
Quanto invece all'asse microbiota-intestino-cervello (Microbiota-Gut-Brain Axis), il microbiota è necessario per la salute del cervello e dunque per avere effetti neuroprotettivi: i topi senza microbiota infatti mostrano disfunzioni nello sviluppo e funzione del cervello. Il batterio L. plantarum GKM3 ha effetti antiossidanti e in più potrebbe promuovere la longevità e il declino cognitivo correlato all'età. Il microbiota inoltre produce notoriamente catene corte di acidi grassi necessari al cervello insieme a altri composti bioattivi. Inoltre, la presenza del ceppo Ruminococcaceae nei topi invecchiati porta all'apoptosi (morte cellulare programmata) della microglia, per cui sono stati colpiti da declino cognitivo; l'eliminazione di questo ceppo con dei fagi specifici ha bloccato questo effetto. Inoltre, una dieta ricca di sale, oltre a provocare ipertensione e altri danni all'organismo, decresce il numero di Butyricimonas virosa, dei batteri che si nutrono di fibra e producono il butirrato, un metabolita e acido grasso a catena corta che influenza la produzione di sinapsina 1 (SYN1), che a sua volta influenza positivamente le sinapsi e memoria; questa osservazione è stata effettuata sui topi.
La variazione genetica nel microbiota può portare a effetti negativi (e.g., virulenza e antibiotico-resistenza) e positivi (e.g., produzione di metaboliti benefici per l'organismo e cessazione della virulenza). Solitamente, siccome il microbiota ha una natura adattiva, le varianti genetiche che conferiscono benefici all'organismo sono preservate. L'ingegneria metagenomica del microbiota intestinale è un campo di ricerca che cerca di modificare geneticamente in modo artificiale questi batteri per ricavare effetti positivi sulla longevità. Alcuni esempi di tecniche di modifica genetica usate sono la MGE (Mobiles Genetic Elements) procariotica e il sistema CRISPR-Cas. A sua volta, l'MGE procariotica si basa su 4 classi: plasmidi, profagi, trasposoni del DNA ed elementi di sequenza intermedi (Intervening Sequence Elements). Degli esempi di piattaforme di ingegneria metagenomica del microbiota intestinale sono MAGIC (Metagenomic Alteration of Gut Microbiome by In situ Conjugation), la Phage-delivered CRISPR-Cas9 e la INTEGRATE (Insertion of Transposable Elements by Guida RNA-Assisted Targeting). La piattaforma MAGIC in particolare come donatore di vettori genetici nei batteri direttamente nel loro habitat (l'intestino) fa uso di mutazioni del batterio Escherichia coli; tuttavia, la preservazione del microbiota geneticamente modificato non è garantita e solo il 5% del microbiota viene modificato. La Phage-delivered CRISPR-Cas9 invece fa uso di batteriofagi filamentosi geneticamente modificati come l'M13 modificato per trasferire materiale genetico a determinati batteri senza causarne la morte; tuttavia, tra le varie limitazioni, i fagi modificati possono non sopravvivere durante il transito gastrointestinale e i batteri possono espellere il materiale per la modifica genetica. L'ottimizzazione di quest'ultima tecnologia può renderla più efficace. Infine, la INTEGRATE si basa ancora sulla tecnologia CRISPR-Cas e fa leva sulle proteine di trasposizione Tns (TnsA, TnsB e TnsC). Le sequenze di DNA sono inserite nei batteri in modo efficiente, rapido e preciso, ma ha anch'esso dei limiti.
Secondo una review di 27 studi su soggetti umani sul microbiota correlato alla vecchiaia (gli studi includevano dei novantenni e ultracentenari), i ceppi Bacteroidaceae/Bacteroides (e.g., Eubacterium rectale), Prevotella e Lachnospiraceae sono ridotti (ragion per cui non sono correlati con il raggiungimento dell'età avanzata). Inoltre, gli anziani hanno un microbiota che produce più catene corte di acidi grassi e più butirrato. Le specie più abbondanti nella flora batterica degli anziani sono:
- Akkermansia (4 articoli)
- Escherichia (3)
- Christensenellaceae (3)
- Synergistaceae (2)
- Clostridium (2), e.g. Clostridia sensu stricto
- Desulfovibrio (2)
- Parabacteroides (2)
- Odoribacter (2)
- Butyricimonas (2)
- Eggerthella (2)
- Anaerotruncus (2)

I risultati sull'abbondanza del Bifidobacterium e Ruminococcus negli anziani sono misti. Il Bifidobacterium longum è presente lungo tutta la vita, ma altre specie di Bifidobacterium sono più abbondanti in determinate età (il B. dentium è più presente negli adulti a differenza del B. breve e B. adolescentis). Gli anziani inoltre registrano un aumento di specie di Lactobacillus (e.g., L. paracasei, L. plantarum, L. salivarius e L. delbrueckii) e di Proteobacteria; i Proteobacteria tendono a provocare infiammazione intestinale e disbiosi, per cui sono nocivi e formano una delicata bilancia tra batteri benigni e maligni. Gli anziani tendono ad avere un calo di batteri che producono butirrato (e.g., Butyricimonas virosa, Anaerostipes butyraticus, Faecalibacterium prausnitzii). e che dunque influenzano positivamente la sinapsi e memoria con la produzione di quest'acido grasso a catena corta. Tipicamente, il Bifidobacterium e Lactobacillus sono i probiotici più somministrati attraverso integratori negli anziani, in base agli studi nella review; l'integrazione con probiotici ha portato a un aumento nei soggetti dei generi Bifidobacterium, Faecalibacterium prausnitzii, Lactobacillus spp. e Lactobacillus acidophilus e a un calo di Escherichia coli.
Il maneggiamento della flora batterica può avvenire attraverso l'integrazione di sostanze fermentate o integratori con batteri vivi (prebiotici) o attraverso integratori contenenti batteri morti (paraprobiotici); alcuni integratori si limitano a raccogliere i metaboliti dei batteri e a introdurre nel corpo solo gli scarti di produzione dei batteri come ad esempio enzimi particolari, proteine e tipi di acidi grassi a catena corta (postbiotici). Esempi di probiotici naturali sono lo yogurt greco minimamente processato, il kefir minimamente processato, il kimchi, il tofu specificatamente fermentato (come quello puzzolente), il  natto, il tempeh, il miso e il Parmigiano Reggiano DOP. Le alte temperature (e.g., a seguito di frittura, bollitura o affumicamento) uccidono i batteri nei probiotici.

#### Spermidina, nesso con l'autofagia e acido acetilsalicilico ("aspirina")
La spermidina è una poliammina naturale che, se assunta tramite integratore, incrementa la durata della vita dei topi, vermi nematodi, moscerini della frutta e lievito di birra Saccharomyces cerevisiae; in particolare, nei topi è stato rallentato il declino della funzione cardiovascolare ed è stata aumentata la longevità del 10%. Sempre nei topi, ci sono delle prove frammentate che la spermidina rallenti la neurodegenerazione. Inoltre, in base alle osservazioni su soggetti umani, l'assunzione di una maggiore dose di spermidina attraverso il cibo riduce la mortalità per cancro e malattie cardiovascolari. La spermidina è prodotta dalle cellule e dal microbiota intestinale e porta alla longevità presumibilmente siccome innesca l'autofagia; nei topi, moscerini e lieviti transgenici in cui non avviene l'autofagia, la longevità è minore. L'autofagia cellulare (o "macroautofagia") a sua volta è un meccanismo di adattamento cellulare allo stress, per cui avviene un turnover di organelli e simili strutture e dunque un ringiovanimento di alcuni elementi nel citoplasma delle cellule. L'autofagia si manifesta con la formazione di vescicole dette "autofagosomi" che svolgono il processo autofagico. Il ciclo cellulare, quando le cellule entrano in senescenza, prevede l'apoptosi (morte cellulare programmata), ma alcune cellule non sono colpite da apoptosi e al loro interno conservano organelli usurati. Nei topi, l'autofagia è stata individuata nel fegato, cuore e muscoli. L'autofagia e mitofagia, grazie al potere di rigenerare le cellule e ripulirle dai componenti degradati, hanno un potenziale anti-età e si innesca con il digiuno intermittente, la restrizione calorica continua (entrambe aumentano la produzione endogena/nel corpo di spermidina) e/o l'uso di spermidina assunta per via esogena come integratore. L'aumento dei livelli di sperimidina nel siero sanguigno è stato osservato anche nei soggetti umani che hanno praticato il digiuno (solo 250kcal al giorno) per 7-13 giorni. I livelli incrementano del 50% circa dopo 4-5- giorni, ma restano alti durante il digiuno praticato nel lungo termine. Nel caso del digiuno intermittente, un modello di 12 ore di finestra di alimentazione seguite da 36 ore (1,5 giorni) di digiuno totale seguito per alcuni mesi ha portato a un incremento della spermidina nel corpo. I livelli di spermidina tornano normali nel momento in cui il digiuno viene interrotto. La spermidina ha anche effetti sulla differenziazione cellulare nelle ossa, sul metabolismo dei lipidi, sul diabete mellito di tipo II, sui sintomi del Parkinson e, nei lieviti, aumenta la longevità siccome in più sopprime la necrosi cellulare (che non è l'apoptosi siccome la necrosi si verifica durante patologie gravi). In base alle osservazioni sui ratti, la spermidina previene la fibrosi epatica e il carcinoma epatocellulare. Un altro studio ha confermato il nesso tra diminuzione della mortalità e assunzione di spermidina attraverso la dieta.
Gli effetti della spermidina sono simili a quelli dell'acido acetilsalicilico, comunemente noto come "aspirina"; l'acido acetilsalicilico è un derivato dell'acido salicilico, un composto naturale scoperto per la prima volta nella corteccia del salice. Sia la spermidina che l'aspirina hanno come bersaglio l'EP300, un enzima correlato alla crescita cellulare. L'aspirina è comunemente usata come farmaco antinfiammatorio. Presumibilmente, l'aspirina ha noti effetti protettivi da malattie cardiovascolari siccome impedisce la formazione di trombociti, per cui ha effetti anti-coagulanti; tuttavia, tali effetti non sono osservati nella spermidina, ma entrambi hanno come bersaglio lo stesso enzima. Chi assume aspirina non abitualmente, non può donare sangue intero prima di 5-7 giorni in Italia secondo l'AVIS. L'aspirina è un farmaco assumibile a stomaco pieno che potrebbe avere interazioni con integratori e altri farmaci e sostanze (e.g., insulina, diuretici e alcol); inoltre, ha i propri effetti collaterali (e.g., cefalea) e una serie di casistiche in cui non si può assumere (e.g., in caso di ulcera gastroduodenale, insufficienza cardiaca, insufficienza renale, bambini e ragazzi al di sotto dei 16 anni, ecc.).
Una serie di studi è stata svolta per accertare un eventuale nesso tra assunzione di aspirina (acido acetilsalicilico) e longevità. L'assunzione quotidiana di una bassa dose di aspirina (100 mg) da parte di anziani sani in base all'esperimento Aspirin in Reducing Events in the Elderly (ASPREE) non solo non ha mostrato alcun effetto sulla longevità, ma ha addirittura aumentato la mortalità specialmente per cancro, ma alcuni studi precedenti ribaltano questo risultato: il trattamento con aspirina nei pazienti di cancro per 4-5 anni mostra un effetto protettivo, per cui le metastasi sono minori. Pertanto, manca una conclusione definitiva. Inoltre, l'esperimento ASPREE aveva un periodo di follow-up breve.

#### Proteine

##### Collagene di tipo VII (COL7A1)
Il collagene in peptidi (cioè in gruppi di amminoacidi) può aiutare la pelle a invecchiare più lentamente e può preservare la salute delle ossa e articolazioni; tuttavia, gli effetti in particolare sulla pelle la fanno apparire più giovane (e.g., più elastica e robusta), per cui sembra mancare un nesso diretto e profondo con la longevità. Ma un nesso tra collagene e longevità sarebbe individuabile nel collagene di tipo VII ("COL7A1", detto anche "COLLVII"): nei vermi Caenorhabditis elegans, è stato osservato come il collagene di tipo VII è un mediatore di longevità siccome ne aumenta la salute, oltre a stimolare la biosintesi di collagene. Il collagene di tipo VII è meno comune ed è uno dei 28 tipi di collagene noti; viene sintetizzato da cheratinociti e fibroblasti. Esso è fondamentale per la funzione e la stabilità della matrice extracellulare, cioè la rete di macromolecole (proteine e carboidrati) che si trova al di fuori delle cellule; oltre a fungere da riempitivo, regolano i processi biologici delle cellule, l'idratazione e la lubrificazione dei tessuti. Il collagene di tipo VII è una proteina che in particolare ancora saldamente la lamina basale al tessuto connettivo sottostante, per cui gli strati di pelle non si separano ma restano saldamente attaccati e ancorati l'uno all'altro; una carenza di collagene di tipo VII, se genetica, porta all'epidermolisi bollosa, una malattia per cui la pelle è fragile e tende a riempirsi di bolle e escoriazioni. Il ruolo del collagene di tipo VII, comunque, al 2016 era ancora in fase di studio. L'associazione o meno di generiche proteine e longevità appartiene allo studio degli effetti delle diete sulla longevità. Il collagene, tra i vari amminoacidi, non contiene triptofano.

##### NMN e NR
La NMN (Nicotinamide mononucleotide) è una proteina che è precursore della NAD+ (Nicotinamide adenina dinucleotide), una sostanza necessaria per molte reazioni enzimatiche come ad esempio la produzione di energia, la riparazione del DNA e la produzione delle sirtuine (SIRT); inoltre, la NAD+ influenza l'attività delle cellule immunitarie. Tutti questi processi cellulari contribuiscono a mantenere l'omeostasi. Durante l'invecchiamento, i livelli di NAD+ tendono a calare fino al 50% in alcuni tessuti del corpo; questo calo è correlato alla diminuzione di longevità per l'insorgenza di malattie legate all'età. In base alle osservazioni sui topi, l'assunzione della NMN come proteina precursore della NAD+ ha aumentato la longevità. L'effetto però è stato osservato sui topi maschio e non sui topi femmina siccome il metabolismo della NMN è diverso tra i due sessi. L'incremento della vita mediano era pari all'8,5%. Inoltre, l'NMN ha portato a una diminuzione della fragilità correlata all'aumento del numero di Anaerotruncus colihominis, un batterio del microbiota intestinale che ha effetti antinfiammatori sui topi e che è associato all'aumento della longevità nei soggetti umani. Tuttavia, questo batterio nei topi porta allo sviluppo della depressione correlata al diabete; l'effetto deriva dal potere di questo batterio di regolare il metabolismo del glutammato.
Ulteriori studi su soggetti umani degli effetti della NMN possono individuare gli effetti dell'integrazione della NMN nel lungo termine anche in base alla dose. Gli studi svolti fino al 2023 erano inoltre svolti in gran parte su animali e cellule osservate in vitro. Degli studi svolti su soggetti giapponesi che hanno assunto NMN per via gastrica hanno dato risultati positivi. Le dosi erano: due capsule di 125 mg prima di colazione per 8 settimane, fino a 900 mg per 60 giorni (β-NMN) e una singola assunzione di 500 mg che non ha mostrato alcun grande effetto sulla salute.
Un altro precursore della NAD+ è il nicotinamide riboside (NR), anch'esso oggetto di studi e che ha riportato effetti positivi. In particolare, la NR insieme alla NMN ha effetti protettivi contro il diabete, Alzheimer, la disfunzione endoteliale e ha effetti antinfiammatori. Inoltre, entrambi eliminano la disbiosi intestinale e hanno altri effetti benefici a livello intestinale e extraintestinale.
Sia la NMN che la NR si possono comunque assumere attraverso la dieta siccome sono reperibili nei vegetali, carne e latte; inoltre, i batteri nelle bevande fermentate possono produrle. In alternativa, esse sono assunte tramite la digestione della NAD+. Tuttavia, il campo di ricerca che indaga l'impatto della nutrizione sui livelli di NAD+ al 2023 era indicato come ancora inesplorato.

#### Amminoacidi

##### Taurina
La taurina è un amminoacido che non è un biomarcatore affidabile dell'invecchiamento, secondo il National Institute of Health (NIH). Infatti, in base alle osservazioni del sangue di umani, scimmie Rhesus e topi, i livelli di taurina durante l'invecchiamento incrementano tranne nei topi, in cui restano stabili. Inoltre, gli studi che hanno provato a correlare i livelli di taurina nel corpo alla salute hanno dato risultati misti presumibilmente perché la taurina dipende dalla propria genetica e dieta. Anche l'associazione tra taurina e forza muscolare lungo l'arco della vita ha dato risultati misti. In passato, gli studi avevano postulato che i livelli di taurina decrescessero con l'età e che tale calo portasse all'invecchiamento attraverso danni al DNA, calo della telomerasi e disfunzioni dei mitocondri; inoltre, secondo questi studi passati, l'integrazione di taurina aveva aumentato la longevità dei topi del 12% e la salute delle scimmie.
L'ipotaurina, un precursore della taurina, ha prolungato la vita dei vermi nematodi C. elegans grazie ai suoi effetti antiossidanti.

##### GlyNAC (glicina e N-acetilcisteina) e glutatione (GSH)
Il GlyNAC è una combinazione di glicina e N-acetilcisteina (NAC); il primo è un amminoacido, mentre il secondo è il precursore di un altro amminoacido, la cisteina; entrambi, insieme all'acido glutammico (un amminoacido), servono per la sintesi del glutatione intracellulare (GSH), un tripeptide che ha effetti antiossidanti. Negli anziani di 61-80 anni, la somministrazione di questa sostanza migliora la carenza di GSH e ha effetti antiossidanti e antinfiammatori; inoltre, allevia la disfunzione mitocondriale e endoteliale, aumenta i livelli di mitofagia (ma non di autofagia) e migliora le funzioni fisiche (e.g., forza muscolare e velocità dell'andatura), la resistenza all'insulina, la pressione sanguigna sistolica, la proteostasi e svariati segni distintivi ("hallmark") dell'invecchiamento. La somministrazione è durata 16 settimane (4 mesi circa), era pari a 100 mg al giorni e non ha mostrato effetti collaterali. Nei pazienti anziani con un calo del 66% del glutatione intracellulare nei muscoli rispetto al gruppo di controllo di persone giovani, i livelli di GSH sono aumentati del 121% dopo 2 settimane e 164% dopo 16 settimane. Il GlyNAC non ha mostrato miglioramenti sulla salute dei telomeri, ma ha mostrato un miglioramento della qualità della vita correlata alla salute (Health-Related Quality of Life, HRQoL). I benefici del GlyNAC derivano non solo dall'aumento di GSH, ma anche dalla sola glicina e N-acetilcisteina, per cui il suo effetto viene indicato come "una potenza di tre"; ad esempio, la glicina è coinvolta nella sintesi del DNA e la sua integrazione abbassa il rischio di adenocarcinoma polmonare, mentre l'N-acetilcisteina contiene la cisteina, che è coinvolta nel metabolismo energetico mitocondriale attraverso i gruppi tioli.
Secondo un altro studio, la somministrazione di GlyNAC a soggetti anziani per 24 settimane (6 mesi circa) ha inoltre evidenziato come il GlyNAC ha avuto effetti positivi sul cervello: il cervello consuma glucosio e, durante la vecchiaia, il glucosio necessario per il cervello viene sequestrato da altri organi, per cui il cervello resta sfornito di una sua grande fonte di energia. Il GlyNAC ha eliminato il fenomeno di sequestro del glucosio per il cervello che potrebbe portare all'Alzheimer. Un altro studio ancora specifica come i danni genomici sono bloccati dal GlyNAC siccome quest'ultimo protegge il DNA cromosomale (il materiale genetico nei cromosomi) dai danni se assunto per 24 settimane. Il GlyNAC inoltre è neurotrofico siccome aumenta i livelli di fattore BDNF nel plasma sanguigno degli anziani. Non è chiaro se il GlyNAC migliori la salute renale compromessa per danni ossidativi.
Secondo lo stesso studio, un calo eccessivo di stress ossidativo nelle cellule porta a danni alle cellule da "stress riduttivo", il contrario dello "stress ossidativo"; pertanto, alle cellule è sempre necessario un livello molto basso di stress ossidativo. Questa bilancia tra stress ossidativo e riduttivo viene sbilanciata, ad esempio, se si somministra in eccesso la glicina in isolamento o l'N-acetilcisteina (NAC) in isolamento. In base alle osservazioni sui vermi C. elegans, la somministrazione eccessiva di una sola delle due sostanze ha provocato un invecchiamento accelerato da stress riduttivo siccome entrambe le sostanze sono antiossidanti; di contro, il GlyNAC unisce in modo bilanciato i due antiossidanti e porta a un aumento della longevità nei topi. Inoltre, la combinazione dei due porta a ulteriori effetti rispetto all'assunzione isolata di uno solo dei due: in base alle osservazioni sui topi invecchiati, il GlyNAC ha migliorato la funzione cardiaca e l'infiammazione causata dai leucociti, mentre il NAC da solo non ha avuto questi effetti. In base a studi su soggetti umani, il NAC da solo non ha mostrato né un aumento di glutatione (GSH) specificatamente nei globuli rossi (RBC-GSH), né effetti antiossidanti e antinfiammatori ("Human clinical trials supplementing NAC-alone did not find any improvements RBC-GSH concentrations, OxS, or inflammation as TNFα"). Effetti simili sono stati riscontrati su pazienti diabetici. Di contro, il GlyNAC ha mostrato questi effetti su pazienti sia non-diabetici che diabetici. La spiegazione finale dietro al fenomeno per cui il GlyNAC mostra una vasta gamma di effetti rispetto all'assunzione di una sola sostanza isolata deriva dal fatto che la sintesi del glutatione ha bisogno sia della glicina che della cisteina; togliere uno dei due amminoacidi non supporta il processo produttivo di GSH.
La somministrazione diretta nei soggetti umani di glutatione, per cui non viene fatto produrre a partire da due suoi costituenti fondamentali (GlyNAC), non ha portato a effetti antiossidanti e a miglioramenti del danno genomico; di contro, il GlyNAC ha ottenuto questi due effetti. In base alle osservazioni sui vermi C. elegans, la somministrazione eccessiva di glutatione ha accelerato l'invecchiamento.
Il GlyNAC è stato somministrato, in base a una ricerca precedente, anche fino a 24 (6 mesi circa) e si può mantenere nel lungo termine. I cali dei benefici apportati dal GlyNAC si sono registrati dopo un'interruzione di 12 settimane (3 mesi).

##### Amminoacidi ramificati (BCAA)
Gli amminoacidi ramificati BCAA (Branched-Chain Amino Acids), cioè un gruppo di 3 amminoacidi (leucina, valina e isoleucina) assunto tramite integratori sportivi in isolamento rispetto al mix completo di amminoacidi, hanno effetti non chiari sulla longevità e resistenza all'insulina in base agli studi su animali e soggetti umani. I risultati contraddittori negli studi deriverebbero dall'interferenza negli studi di malattie pregresse, della dieta complessiva (e dunque della quantità di amminoacidi già presente nel corpo), del proprio metabolismo degli amminoacidi, dell'età e dello stato di autofagia. In particolare, gli effetti negativi dei BCAA sono stati osservati su pazienti con una dieta ad alto livello di grassi. Inoltre, i pazienti affetti da sindromi metaboliche possono non metabolizzare bene i BCAA, per cui si accumulano nel sangue e portano a problematiche. Secondo gli studi sugli animali, i BCAA possono indurre l'insulino-resistenza, per cui l'insulina (una proteina che fa assorbire al corpo il glucosio) diventa poco efficiente e dunque ci si ammala di diabete mellito di tipo II. Inoltre, un'altra causa dei risultati contraddittori deriverebbe dall'azione dei metaboliti dei BCAA: ad esempio, il 3-HIB è un metabolita della valina che controlla il trasporto degli acidi grassi in alcuni organi e può portare a resistenza all'insulina. Un altro studio ribadisce come gli effetti terapeutici dei BCAA dipendano dalla dieta complessiva. Un altro risultato contraddittorio deriva dal nesso tra BCAA e bersaglio meccanicistico della rapamicina (MTOR): l'assunzione dei BCAA a causa dei suoi effetti anabolizzanti attiverebbe il MTOR con effetti positivi, mentre la restrizione di assunzione dei BCAA avrebbe anch'essa effetti positivi perché il MTOR ha un nesso con l'invecchiamento e i disturbi metabolici. Altre contraddizioni tra studi derivano dall'osservazione dei BCAA ma a seguito di somministrazione di integratori di proteine o di più tipi di amminoacidi. In sintesi, ulteriori studi svolti a regola d'arte e con un saldo controllo delle eventuali patologie pregresse e tipo di dieta dei soggetti coinvolti possono chiarire meglio gli effetti reali dei BCAA sulla longevità.
In base alle osservazioni sul moscerino della frutta, una dieta con restrizione dei BCAA porta a un aumento della longevità e a un miglioramento della salute intestinale accompagnato però a una maggiore nutrizione per compensazione e a un maggiore ingrassamento. Anche una restrizione di tre amminoacidi essenziali (treonina, istidina e lisina) ha avuto effetti simili.
Gli studi sulla restrizione dietetica del triptofano (TR), un amminoacido usato per sintetizzare la melatonina e assente nel collagene, in base alle osservazioni sui ratti hanno dato dei risultati contraddittori: uno studio sulle femmine di ratto hanno mostrato un aumento della sopravvivenza se la restrizione iniziava dopo i 23,5 mesi di vita; uno studio successivo ha mostrato come la restrizione di triptofano ha diminuito la longevità dei ratti.
Gli studi sulla restrizione di metionina nei roditori hanno mostrato un aumento della longevità nei ratti: nonostante fossero più piccoli di dimensione, vivevano del 29% in più in media. Un ulteriore studio ha mostrato un incremento della longevità del 43% e un calo di peso corporeo anch'esso del 43%. Questi effetti deriverebbero dagli effetti antiossidanti del glutatione; quest'ultimo è un antiossidante prodotto a partire dalla cisteina; anche se la cisteina non è presente nel corpo, può essere ricavata da due precursori possibili, l'N-acetilcisteina (NAC) oppure la metionina stessa. Il glutatione, per la restrizione di metionina, è diminuito a livello epatico e renale, per cui le riserve di metionina nel corpo sono state smobilitate; quest'attivazione ha portato a un aumento del glutatione circolante nel sangue. La restrizione di metionina ha mostrato risultati positivi, ma in parte sarebbero derivati dalla genetica dei singoli topi. In generale, un eccesso di metionina è tossico e ha effetti negativi sulla crescita, fertilità e livello di appetito; contemporaneamente, livelli troppo bassi portano a ritardo nella crescita e bassa densità minerale ossea (ma le femmine di ratto CB6F1 sono più resistenti a questi effetti avversi), mentre livelli eccessivamente bassi di metionina sono letali. Non è chiaro come funzioni la metabolizzazione della metionina da parte della flora batterica. La restrizione di metionina nel moscerino della frutta negli studi è osservata solitamente durante l'età adulta e con un focus sulle capacità riproduttive; inoltre, nel genere Drosophila, le femmine che si sono riprodotte mangiano di più e vivono di meno delle femmine vergini. I moscerini della frutta sottoposti a restrizione calorica pari al 50% mostravano una maggiore longevità ma minore capacità riproduttiva, che è stata ripristinata con la somministrazione di metionina. Ma secondo uno studio di Lee et al. (2014), se si aggiunge ulteriore metionina, accorciava la vita e riduceva la fertilità dei moscerini femmina sia vergini che già accoppiate.

#### Creatina
La creatina è una sostanza usata dagli sportivi che in più, in base a una review di studi, ha dei potenziali effetti sull'invecchiamento dei muscoli siccome previene la sarcopenia, cioè la carenza di muscoli a seguito di perdita muscolare nella vecchiaia. La sarcopenia è correlata a una scarsa resistenza fisica (dinapenia), a una scarsa qualità delle fibre muscolari, a riduzione della densità minerale ossea, a infiammazione e all'aumento del rischio di cadute e fratture ossee. La creatina assunta come integratore ha il potenziale di incrementare la massa muscolare durante la senescenza, la performance fisica e di diminuire il rischio di cadute, la perdita di densità ossea e l'infiammazione. Pertanto, la creatina avrebbe effetti anti-sarcopenici e anti-dinapenici a causa della sua capacità di influenzare il metabolismo del fosfato ad alta energia (high-energy phosphate metabolism), la cinetica delle proteine muscolari e i fattori di crescita. Infine, la creatina avrebbe effetti antinfiammatori durante i momenti di elevato stress metabolico (e.g., durante l'esercizio aerobico intenso e/o protratto nel tempo); l'effetto antinfiammatorio non è stato osservato durante l'allenamento di resistenza. L'effetto più controverso è quello sulla perdita di massa ossea, siccome non tutti gli studi concordano su questo effetto; la perdita di massa ossea, se prevenuta, deriva dalla mutazione degli osteoblasti in osteociti. Questo processo consuma molta energia e dipende anche da sostanze stimolanti, come la vitamina D e il fattore di crescita insulino-simile 1 (IGF-1). Gli effetti positivi della creatina sugli osteoblasti, laddove osservati, derivano dall'osservazione di osteoblasti in vitro. Nelle donne anziane, 7 giorni di assunzione di creatina (0,3 kg/kg) hanno portato a un miglioramento della forza fisica negli arti inferiori, ma non hanno portato altri benefici. In base alle osservazioni sui ratti, la creatina attenuerebbe lo stress ossidativo che danneggia i mitocondri e questo effetto sarebbe la spiegazione dietro alla riduzione dell'infiammazione e danno muscolare associati alla vecchiaia. In aggiunta alla creatina, secondo la review, l'allenamento di resistenza migliora la massa muscolare e la densità ossea durante la senescenza; l'allentamento di resistenza si può unire all'assunzione di creatina, anche se non è obbligatoria e non porta specificatamente a effetti antinfiammatori durante questo tipo di allenamento. Sebbene la ricerca sia limitata, non ci sono prove che la creatina porti a danni al fegato o reni negli anziani. Inoltre, non ci sono prove che la creatina abbia effetti collaterali sui bambini e adolescenti; nonostante ciò, esistono restrizioni alla vendita in questo caso.
Secondo un'altra review, la creatina ha anche effetti antiossidanti sul cervello, per cui può prevenire l'insorgenza di malattie neurodegenerative associate all'invecchiamento. Queste ipotesi hanno reso la creatina un candidato per la lotta al Parkinson, malattia di Huntington, perdita di memoria associata all'Alzheimer, sclerosi laterale amiotrofica e ictus. Le ipotesi si basano sull'osservazione dei ratti in vivo e, in parte minore, su soggetti umani. La creatina riesce ad attraversare la barriera emato-encefalica, cioè il sistema di protezione composto da cellule immunitarie che difende il cervello. In generale, l'invecchiamento è correlato a un calo della creatina e fosfocreatina sintetizzate endogenamente nel corpo; il calo di fosfocreatina dopo gli esercizi fisici inizia a partire dai 30 anni e cala dell'8% ogni 10 anni. La review inoltre fissa per gli atleti la dose di mantenimento quotidiana a circa 5g di creatina e dosi più alte ("dosi di carico") in presenza di sforzi. In base a oltre 680 studi, sono state usate dosi fino a 30g di creatina al giorno; queste dosi non hanno mostrati particolari effetti collaterali.
La creatina non provoca la calvizie, nonostante uno studio del 2009 abbia correlato il consumo di creatina a un aumento del diidrotestosterone (DHT), un metabolita del testosterone che si lega ai follicoli piliferi e li rimpicciolisce.

#### Polifenoli

##### Caffè con caffeina
Il consumo caffè con una dose moderata di caffeina, secondo uno studio dell'Università di Harvard su 47.000 donne di circa 50 anni, aumenta la longevità siccome fa raggiungere l'età avanzata senza malattie croniche e con una buona salute cognitiva. Il consumo, secondo lo studio, era pari a 1-3 tazze al giorno. I soggetti sono stati osservati per 30 anni. Questi effetti sono stati osservati in misura minore nel caffè decaffeinato e nel tè. Questa ricerca è in accordo con ricerche precedenti che correlano il consumo moderato di caffè alla salute siccome, per esempio, abbassa il rischio di malattie croniche come il diabete mellito di tipo II e le malattie cardiovascolari. Sara Mahdavi, una delle autrici dello studio, ha comunque indicato che chi non beve caffè quotidianamente non è costretto a iniziare siccome non è una prescrizione universale: in particolare, gli shift ormonali nelle donne (e.g., estrogeni) influenzano il modo in cui la caffeina viene metabolizzata dall'organismo. Ad esempio, gli estrogeni inibiscono l'enzima CYP1A2, necessario per metabolizzare la caffeina (che altrimenti rimane a lungo nel corpo), per cui il calo di estrogeni durante la menopausa porta la caffeina a permanere di più nel corpo. Quindi, la caffeina viene metabolizzata diversamente in base al momento della giornata e salute individuale. Inoltre, secondo un commentatore dello studio, non è chiaro se chi non beve abitualmente caffè gode degli stessi benefici sulla salute e longevità se inizia a bere caffè abitualmente. Infine, il caffè andrebbe assunto con cautela in caso di alta pressione sanguigna, malattie cardiache e problemi di ansia e del sonno. Secondo un'altra ricerca, il caffè se bevuto al mattino ha un migliore impatto sulla mortalità.
Secondo una review, bere abitualmente caffè può aumentare la longevità di 1,8 anni. La ricerca precedente ha mostrato come il caffè diminuisca il rischio di malattie come il diabete mellito di tipo II, malattie al fegato, obesità e sindrome metabolica a causa del suo contenuto di antiossidanti (e.g., acidi clorogenici). Tuttavia, lo studio è stato finanziato dall'Institute for Scientific Information on Coffee (ISIC), che però è un'organizzazione non-profit. La varietà di caffè più ricca di acidi clorogenici è il caffè verde, varietà Arabica.
Gli effetti positivi sulla longevità del caffè sono stati osservati anche nei vermi Caenorhabditis elegans. Lo studio cita anche esperimenti sui roditori che hanno portato a un aumento della longevità a seguito di esposizione cronica alla caffeina.

##### Tè
Il consumo di tè è correlato a un leggero rallentamento dell'orologio biologico in base a un'osservazione su soggetti umani inglesi e cinesi. Gli effetti più grandi si dovrebbero ricavare se il consumo è pari a circa 3 tazze al giorno, cioè 6-8 grammi di foglie di tè. Lo studio ha escluso i soggetti tibetani, siccome consumano il tè molto dolcificato o con l'aggiunta di burro e sale. Gli effetti sarebbero dovuti ai composti bioattivi nel tè, in particolare i polifenoli, che sono antiossidanti, antinfiammatori e anti-apoptotici. In base agli studi sui topi, vermi e moscerini, i polifenoli nel tè potrebbero portare a un allungamento della vita. In base a studi epidemiologici, il consumo di tè dovrebbe avere un effetto protettivo verso le malattie cardiovascolari, diabete mellito, demenza e alcuni tipi di cancro; inoltre, tali studi hanno associato il consumo di tè a un minore rischio di mortalità. Uno studio in particolare ha associato il calo di rischio di demenza se si bevono 3 tazze di tè al giorno. Tuttavia, il tè contiene anche una piccola dose di caffeina, per cui il consumo eccessivo di tè può portare a mal di testa, ansia, irrequietezza e ipertensione; inoltre, un consumo eccessivo di polifenoli nel tè (e.g., a causa di estratti e integratori) ha effetti epatotossici e porta a un eccesso di antiossidanti nel corpo. Un altro studio svolto su soggetti statunitensi ha mostrato che 3-4 tazze di tè al giorno hanno portato a un incremento della longevità in media di 2,24 anni (0,49-3,85 anni), ma questi effetti non sono stati osservati sulla popolazione afroamericana e ispanica. Per la precisione, 3-4 tazze al giorno hanno abbassato del 25% la mortalità per cancro e del 30% la mortalità per altre cause. L'aggiunta di zucchero al tè (anche quando si assumono 3-4 tazze di tè) e l'assunzione di 5 o più tazze di tè può provocare rischi per la salute perlomeno nei maschi. Secondo un meta-studio, ogni tazza aggiuntiva di bevanda zuccherata aumenta il rischio di obesità del 12%, di malattia coronarica del 17% e di diabete mellito di tipo II del 27%. Un ulteriore studio pubblicato nel 2022 su Annals of Internal Medicine ha mostrato che bere regolarmente due o più tazze di tè nero porta a una maggiore longeità siccome il rischio di morte per qualunque causa cala del 9-13%. La temperatura del tè e l'aggiunta di latte (e dunque di caseine, lattosio e grassi animali) non ha portato a differenze nei risultati; tuttavia, anche l'aggiunta di zucchero non ha portato a differenze. Secondo un'altra ricerca, i polifenoli nel tè possono influenzare la rimozione delle cellule senescenti nel corpo, mitigare i danni al DNA, mantenere la lunghezza dei telomeri e agire da prebiotici per cui la disbiosi intestinale durante la vecchiaia è mitigata. I polifenoli nel tè hanno anche effetti antinfiammatori, anti-cancro, antibatterici e antivirali; le catechine del tè verde, in particolare, hanno effetti neuroprotettivi e sarebbero capaci di attraversare la barriera emato-encefalica. Secondo una serie di altri studi su animali, il tè ha mostrato effetti antiossidanti e dimagranti nei vermi C. elegans e l'acido catechinico nel tè ha innescato la mitofagia sempre nei vermi C. elegans, che a sua volta ne ha aumentato la longevità. Infine, la catechina ECGC del tè verde ha aumentato la longevità dei topi e di C. elegans a causa dei suoi effetti antiossidanti e antinfiammatori dei suoi effetti positivi sul metabolismo e il raggiungimento dell'ormesi dei mitocondri (mitormesi).
Il tè più ricco di polifenoli è un tipo di tè verde giapponese in polvere detto "matcha". Non è completamente chiaro se le caseine nel latte possono interferire con l'assorbimento dei polifenoli nel tè. Le catechine nel tè sono più assorbibili (e dunque più biodisponibili) se il tè si beve dopo un pasto o se il tè è accompagnato alla curcumina nella curcuma o all'acido citrico nel succo di limone.
Un solo studio in particolare non ha registrato alcun tasso di sopravvivenza oltre i 90 anni nelle donne anziane che consumavano tè e/o caffè quotidianamente, per cui il nesso con la longevità avanzata viene smentito. Tuttavia, lo studio non ha sondato se alcune partecipanti hanno smesso d assumere tè e/o caffè a causa di patologie.
La dottoressa Jenna Macciochi, lettrice di immunologia all'Università del Sussex, ha indicato che comunque il nesso tra dieta e longevità è più informativo se si tiene conto dell'intera dieta rispetto a un solo nutriente considerato in isolamento e dunque decontestualizzato.

##### Quercetina
La quercetina è un polifenolo che ha effetti antinfiammatori, anti-cancro, antibatterici e che offre protezione cardiovascolare. Inoltre, abbassa anche il livello di coagulazione del sangue, l'iperglicemia e l'ipertensione e riduce i danni al DNA e alle proteine; tutte queste proprietà insieme offrono a loro volta un effetto neuroprotettivo, inoltre la quercetina è lipofilica e sa attraversare la barriera emato-encefalica. Nei topi affetti da diabete, la somministrazione per 10 giorni ha mostrato effetti anti-diabetici. La dose sicura è pari a 1 grammo la giorno, tuttavia la quercetina assunta negli alimenti e in integratori è scarsamente biodisponibile. Essa ha allungato la longevità nelle femmine di topo che hanno assunto un estratto di succo di ribes nero, nella pulce d'acqua (Simocephalus vetulus), nei topi, nei vermi C. elegans (aumento del 10%), nei moscerini della frutta, nel lievito di birra (Saccharomyces cerevisiae), nel fungo Podospora anserina e in cellule umane osservate in vitro. Nel caso di S. vetulus, il processo metabolico della quercetina è simile a quello del resveratrolo, aspirina e metformina.

##### Cacao e cioccolato
I flavonoli nella polvere di cacao sono polifenoli che, grazie ai loro effetti antiossidanti, estendono la vita del verme C. elegans, ne aumentano la termotolleranza e ne hanno mitigato il calo di funzione neuromuscolare, il deficit di apprendimento, la perdita di memoria a breve termine e la disfunzione mitocondriale. Tutti questi fenomeni sono associati all'età. Inoltre, il cacao ha aumentato la longevità dei moscerini della frutta; l'estratto di cacao ha poi aumentato la longevità dei ratti, del lievito di birra (Saccharomyces cerevisiae) e del pesce del riso (Oryzias latipes). Il cacao usato nello studio sui vermi era senza dolcificanti, per cui era cacao puro (di contro, la cioccolata per definizione è un miscuglio di polvere di cacao e zucchero almeno all'1% a cui si possono aggiungere altri ingredienti come il latte, nocciole, liquore e altri dolcificanti). In base a un altro studio facente parte della Women's Health Initiative, il consumo moderato di cioccolata (e dunque di cacao misto a zucchero) pari a 1-3 dosi a settimana ha una modesta correlazione con il calo di mortalità per ogni causa nelle donne dopo la menopausa. Secondo un altro studio su soggetti umani, il consumo moderato di cioccolata è associato nuovamente a un calo di mortalità in particolare riguardo alle malattie cardiovascolari (-13%), cardiache (-16%) e cancro (-12%). Il risultato sulle malattie cardiovascolari e coronariche nei consumatori abituali di cioccolata è stato trovato anche in altri studi e di cui uno su donne giapponesi che però ha dei limiti siccome il calo del rischio deriverebbe anche da altri fattori nello stile di vita. Il nesso non è stato confermato da due studi in due contesti specifici, cioè insufficienza cardiaca e fibrillazione atriale. Un ulteriore studio ha aggiunto come la diminuzione di rischio per malattie cardiovascolari sia più basso nei consumatori di cioccolata che non hanno mai fumato rispetto ai fumatori o soggetti che hanno smesso di fumare.

##### Antocianine
Le antocianine (ACN) sono un gruppo di flavonoidi che danno la colorazione ai frutti di bosco; si possono suddividere in 6 gruppi: pelargonidina (Pg), cianidina (Cy), delfinidina (Dp), peonidina (Pn), malvidina (Mv) e petunidina (Pt). Essi hanno proprietà antiossidanti, antinfiammatorie, antitumorali, antimicrobiche, protettive della vista, ipoglicemiche, immunomodulatorie e anti-età. Gli studi si concentrano sulla loro potenziale capacità di estendere la vita e aumentarne la qualità siccome hanno effetti sulle malattie neurodegenerative (in particolare l'Alzheimer, Parkinson e SLA), scheletriche/ossee, cardiovascolari, sulla sindrome metabolica, sulle malattie legate alla vista e sul cancro. Tutte queste malattie sono correlate all'età e concorrono a creare un fardello sulle famiglie e sulla società. Le antocianine nell'estratto di riso nero hanno prolungato la vita del moscerino della frutta del 14-20%; le antocianine hanno anche esteso la vita del verme C. elegans. Una grande fonte di antocianine è l'estratto di caprifoglio (Lonicera caerulea var. pallasii) e tale estratto ha aumentato la vita del moscerino della frutta dell'8%. Un'altra fonte è l'estratto di patata dolce viola; inoltre, le sue antocianine sono più stabili di quelle dell'estratto di mirtilli. Le antocianine dell'estratto di patata dolce viola inibiscono il bersaglio meccanicistico della rapamicina (mTOR) e aumentano l'attività degli enzimi antiossidanti, per cui attivano l'autofagia. Le antocianine nel succo di cavolo rosso e nell'estratto di gelso bianco (Morum alba L.) hanno aumentato la vita dei vermi C. elegans e le antocianine nel grano viola possiedono anch'esse effetti anti-età. Anche le antocianine nella crusca di frumento/grano, nel fiore di Dendrobium officinale, nell'estratto di Tsai Tai (Brassica chinensis), nel frutto di pitanga viola (Eugenia uniflora L.) e nell'estratto di Lycium barbarum (cioè delle bacche di goji) hanno effetti anti-età, ma il loro meccanismo d'azione non è chiaro.
In base alle osservazioni su soggetti umani, l'ingestione di 200ml di succo di ciliegia ogni giorno per 12 settimane negli anziani over 70 con demenza leggera e moderata ha mitigato il declino intellettivo; inoltre, il concentrato di mirtillo somministrato per 12 settimane (30ml al giorno) ha anch'esso effetti benefici sul cervello di pazienti con leggero declino cognitivo, ad esempio migliorando la perfusione sanguigna del cervello. Pertanto, ha effetti potenzialmente benefici contro l'insorgenza dell'Alzheimer. Altri effetti benefici sul Parkinson sono stati osservati a seguito assunzione di estratto di gelso bianco (500 mg/kg per 15 giorni e 250 mg/kg per 38 giorni). I soggetti di 65-80 anni che hanno consumato 26 grammi di polvere di mirtillo selvatico (con 302 mg di antocianine) ogni giorno per 12 settimane hanno subito un calo della pressione sanguigna sistolica, mentre l'assunzione di estratto di mirtillo selvatico (222 mg di antocianine) per 5 settimane ha ridotto la pressione sistolica in soggetti sani di 68-75 anni. Nei pazienti con infarto del miocardo, 85 mg di estratto di mirtillo rosso (25% antocianine) ogni giorno per 6 settimane ha ridotto sia la pressione sistolica che diastolica. Infine, l'ingestione di 300 mg di estratto di ribes nero neozelandese per 28 giorni ha ridotto la pressione sanguigna negli anziani di 73,3 anni in media. Gli effetti anti-ipertensivi delle antocianine derivano dalle loro proprietà antiossidanti e antinfiammatorie e dalla loro abilità di inibire la crescita delle cellule endoteliali vascolari. Le antocianine nel ribes nero (50 mg al giorno per 4 settimane) riducono la pressione intraoculare nei soggetti sani e con glaucoma, una malattia del nervo ottico tipica dell'anzianità che può causare la cecità. Le antocianine nei mirtilli invece (120 mg al giorno per almeno 24,32 ±10,34 mesi) migliorano la vista nei pazienti affetti da glaucoma. I meccanismi positivi delle antocianine sul glaucoma tuttavia non sono noti.
In base invece agli esperimenti sui topi, l'estratto di ribes nero ha mostrato risultati positivi dopo 9 settimane di assunzione; anche l'estratto di gelso somministrato per 12 settimane ha mostrato segnali positivi sui ratti. Infine, le antocianine nei mirtilli dopo 3 mesi di somministrazione hanno avuto effetti positivi sui topi transgenici; dopo 5 mesi di somministrazione, hanno mostrato effetti positivi sulla memoria nei topi obesi, possono inibire l'apoptosi nell'ippocampo dei ratti obesi e possono anche alleviare la neuroinfiammazione causata dalla dieta ipercalorica. Le antocianine hanno mostrato effetti neuroprotettivi anche nei topi affetti da Parkinson dopo 4 settimane di somministrazione e nei topi obesi dopo 17 settimane di somministrazione siccome modulano il microbiota intestinale. La somministrazione di estratto di fragola arricchito con antocianine ha mostrato risultati promettenti nei topi affetti da SLA siccome hanno attenuato l'astrogliosi della spina dorsale e hanno inibito l'apoptosi dei neuroni motori, ma servono osservazioni anche su soggetti umani. La cianidina ha effetti positivi sui topi affetti da osteoartrite. Il ribes nero ha effetti positivi sui ratti colpiti da osteoartrite se mangiato per 4 mesi e precocemente. L'estratto di riso nero assunto per 8 settimane migliora la perdita ossea nei ratti diabetici. Le osservazioni sui topi femmina hanno mostrato come le femmine affette da menopausa, in cui i livelli di estrogeni calano e a volte si innesca l'osteoporosi, ricavano benefici dalle antocianine nei mirtilli, ribes nero e bacche di maqui (Aristotelia chilensis); il processo che porta a questo effetto non è chiaro. L'estratto ad alto contenuto di antocianine del cavolo rosso cinese ha effetti antinfiammatori nei topi colpiti da iperlipidemia dopo 12 settimane di somministrazione, per cui viene prevenuta l'aterosclerosi. Le antocianine polimerizzate, se assunte oralmente per 4 settimane, hanno effetti benefici sui topi affetti da iperplasia prostatica benigna, una malattia maschile derivata dallo sbilanciamento ormonale e dall'effetto del diidrotestosterone (DHT); effetti simili sono dati dalla somministrazione per 4 settimane di semi di soia nera. Una dieta ricca di cereali contenenti antocianine seguita per 4,5 mesi ha innescato l'autofagia e ha avuto effetti antitumorali sui topi affetti da cancro di Lewis al polmone; una dieta simile seguita per 15 settimane (quasi 4 mesi) ha ridotto la deposizione di lipidi nelle cellule cancerogene in topi malati di cancro al polmone.
In base a osservazioni in vitro, in particolare la malvidina e la pelargonina hanno effetti positivi sull'osteoartrite, causata dalla degradazione della cartilagine nelle articolazioni; un alimento citato è il riso viola. Inoltre, la cianidina dopo 8 settimane di somministrazione porta alla produzione della sirtuina6 (SIRT-6), una proteina che rallenta la degradazione dei condrociti (le cellule che producono cartilagene) e dunque l'osteoartrite.
In generale, le antocianine nella patata dolce viola e nel cavolo rosso cinese insieme all'acido protocatecuico (protocatechuic acid) hanno un effetto positivo sull'aterosclerosi. Inoltre, le antocianine migliorano i sintomi della sindrome metabolica (un miscuglio di obesità, resistenza all'insulina e ipertensione) e hanno effetti positivi sulla flora batterica intestinale; ulteriori studi possono indicare la dose ottimale di antocianine nelle applicazioni cliniche.
Altri alimenti ricchi di antocianine usati negli studi sono la carota nera, i semi d'uva e il mais viola.

##### Resveratrolo
Il resveratrolo (RES) è un polifenolo che si trova in particolare nel vino rosso e nella buccia d'uva rossa. In base alle osservazioni sui topi, ha esteso la loro vita e ha mostrato effetti neuroprotettivi grazie ai propri effetti antiossidanti che hanno stimolato l'espressione della sirtuina1 (SIRT1). Nei vari esperimenti citati da una review, la somministrazione è durata da 3 giorni ai 4 mesi, fino a un massimo di un anno circa. Inoltre, l'integrazione del resveratrolo con l'allenamento ad alta intensità (HIIT) ha aumentato l'espressione della sirtuina4 e sirtuina5 (SIRT4, SIRT5) nel lobo frontale dei ratti invecchiati dopo 6 settimane. Tuttavia, non è chiaro se questo effetto sia presente anche su soggetti umani. Inoltre, il resveratrolo è problematico siccome è scarsamente biodisponibile, per cui una soluzione è la nanoincapsulazione in nanoparticelle di lipidi o l'uso in combinazione con la quercetina, che però a sua volta è scarsamente biodisponibile.
Il resveratrolo è controverso siccome è legato all'accusa di frode scientifica a David Sinclair, biologo dell'Università di Harvard e grande promotore degli effetti anti-età del resveratrolo; lo stesso biologo ha fondato un'azienda di produzione di resveratrolo nel 2004 che ha poi venduto alla casa farmaceutica GlaxoSmithKline per 720 milioni di dollari. Inoltre Kipak Kumar Das, un ricercatore che ha pubblicato 11 studi sul resveratrolo, è stato accusato di frode scientifica; David Sinclair a sua volta ha citato 2 suoi studi e ha collaborato con lui nella International scientific conference of resveratrol and health (Danimarca, 2010). In almeno uno studio del 2014, i suoi effetti sulla longevità nei soggetti umani vengono smentiti. Una review di 11 studi ha indicato come il resveratrolo non abbia grandi effetti sull'espressione della sirtuina1 umana, ma forse questo effetto deriva dal dosaggio. Un ulteriore studio ha mostrato come il resveratrolo non abbia effetti sul metabolismo dei soggetti umani obesi. Il resveratrolo avrebbe effetti simili alla restrizione calorica siccome stimolerebbe l'autofagia, ma uno studio sul microcebo murino (un tipo di lemuro del Madagascar) smentisce questo effetto. Un altro studio smentisce questi effetti anche sui moscerini della frutta. Il resveratrolo ha varie sostanze analoghe, ma al 2024 erano ancora in fase di studio. Ha anche dei derivati, come la polidatina; quest'ultima è più biodisponibile del resveratrolo e i suoi potenziali effetti benefici al 2022 erano in fase di studio.

##### Curcumina
La curcumina è un polifenolo presente nella radice e rizoma della Curcuma longa, da cui si ricava la curcuma; quest'ultima a sua volta è una delle spezie che formano il curry. La curcumina ha effetti sulla longevità siccome la sua assunzione inibirebbe la produzione di proteine correlate all'età (e.g., la proteina mTOR). Inoltre, la curcuma attiva la produzione della sirtuina1 (SIRT1) in base alle osservazioni sui vermi C. elengans; le sirtuine mantengono la stabilità del genoma (altrimenti alterato da danni al DNA) e la lunghezza dei telomeri. La curcuma è anche un prebiotico e ha attività antiossidanti (ostacola gli enzimi superossido dismutasi e catalasi), antinfiammatorie e anti-artrite, antimicrobiche, immunomodulatorie, cardioprotettive (e.g., ipotrigliceridemizzanti), nefroprotettive, epatoprotettive, antineoplastiche, antireumatiche, anti-psoriasi, anti-vitiligine, probabilmente neuroprotettive contro l'Alzheimer. Una review di 15 studi clinici ribadisce le proprietà anti-età della curcumina e aggiunge che ha effetti positivi anche nel trattamento del Parkinson e, in base alle osservazioni sui ratti durate 4 mesi, ha anche effetti anti-sarcopenici dovuti a loro volta ai suoi effetti antinfiammatori; inoltre, ha anche effetti neurogenici in base alle osservazioni sull'ippocampo dei ratti e effetti neurotrofici e anti-depressivi. Tuttavia, il meccanismo preciso di azione anti-età non è completamente delucidato. Altre tre review ribadiscono anch'esse gli effetti anti-età della curcumina, mentre una quarta si focalizza sugli effetti anti-neuroinfiammatori nel cervello.
La biodisponibilità della curcumina aumenta se la curcuma è consumata insieme alla piperina contenuta in particolare nel pepe nero in grani; altrimenti, alcuni analoghi della curcumina (e.g., dimetossi curcumina) e la terza generazione di formulazioni di curcumina (Longvida, CurQfen e teracurmina) sono più biodisponibili.

#### Gingeroli
I gingeroli (GN) sono un insieme di composti fenolici contenuti nel rizoma di zenzero che hanno effetti benefici sulla longevità; uno dei più importanti è il 6-GN. Questa pianta era già usata nella medicina tradizionale cinese e ayurvedica. Lo zenzero contiene anche shogaoli (SG), che sono benefici e sono più concentrati nello zenzero in polvere ("Sonth" in hindi); uno di loro, 6-SG, attiverebbe l'autofagia. Inoltre, ha effetti antiossidanti superiori a quelli del tè commerciale, antinfiammatori, anticancro, anti-osteoartritici, neuroprotettivi e cardioprotettivi in base alle osservazioni sui ratti, anti-sarcopenici e anticoagulanti in base a osservazioni in vitro, fortemente antivirali e, in base ad altre osservazioni sull'ippocampo dei ratti, neurogenici. Un'altra review indica come lo zenzero abbia un impatto positivo su tutti e 12 i biomarcatori dell'età. Infatti, secondo la ricerca preclinica lo zenzero mostra del potenziale nella modulazione di: instabilità genomica, attrito dei telomeri, alterazioni epigenetiche, perdita di proteostasi, disabilitazione della macroautofagia, disfunzione mitocondriale, senescenza cellulare, esaurimento delle cellule staminali, alterazioni nei percorsi di rilevamento dei nutrienti (cioè a come il corpo individua e reagisce a cali o aumenti di un determinato nutriente come il glucosio), comunicazione intercellulare alterata, infiammazione cronica e disbiosi intestinale (cioè alterazioni nella flora batterica intestinale).

#### Altro
Altri 6 polifenoli sotto indagine per potenziali effetti sulla longevità sono la baicaleina (ha allungato la vita dei vermi C. elegans), la sesamina (idem), la miricetina (idem), la calicosina (idem), l'isoxantumolo (idem) e la pinocembrina combinata con amminoacidi per aumentarne la biodisponibilità (idem). A essi, si aggiungono i fenoli nell'estratto di Ilex paraguariensis, che è l'ingrediente principale dello yerba mate (idem).

### Berberina
La berberina (BBR) è un alcaloide reperibile nel rizoma della Coptis chinensis o "filo d'oro cinese" (in cinese: huanglian 黄连) che ha effetti positivi sulla longevità in base alle osservazioni sui topi invecchiati artificialmente e sul moscerino della frutta siccome ha un impatto positivo sulla senescenza cellulare. La Coptis chinensis era già usata nella medicina tradizionale cinese e ayurvedica. Tuttavia, non aumenta la longevità del lievito di birra (Saccharomyces cerevisiae). La berberina ha effetti anticancro osservati in vitro, antinfiammatori, neuroprotettivi (o "anti-neurodegenerativi"), antibatterici e anti-diarroici. Tuttavia, la berberina è scarsamente biodisponibile. Gli effetti positivi sono stati osservati anche nei vermi C. elegans siccome ne ha aumentato la longevità fino al 28%. Un ulteriore studio conferma l'effetto su C. elegans (aumento della longevità fino al 27,3%) e lo collega alle proprietà antiossidanti della berberina. La berberina rallenta inoltre l'invecchiamento cardiaco in base alle osservazioni sui ratti invecchiati artificialmente e su cellule fetali cardiache di ratto; in particolare, nelle cellule in vitro la berberina ha rallentato l'apoptosi e ha diminuito lo stress ossidativo e le disfunzioni mitocondriali per l'intervento della proteina Klotho (KL).

### Sulforafano
Il sulforafano (SFN) è un isotiocianato che ha aumenta la longevità in base alle osservazioni sui vermi nematodi C. elegans e sul coleottero rosso della farina (Tribolium castaneum). Il sulforafano ha effetti antiossidanti, antinfiammatori e anticancro; in particolare, il consumo di Brassicacee (che contengono sulforafano) è correlato a una minore incidenza di cancro al pancreas. Un ulteriore studio sottolinea le proprietà anti-cancro del sulforafano e aggiunge che preserva l'omeostasi del proteoma (proteostasi) siccome attiva il proteasoma, che a sua volta aumenta la vita delle cellule e ha anche effetti anti-neuroinfiammatori (e dunque neuroprotettivi). Infine, contrasta lo sviluppo della cataratta legato al danno ossidativo oculare correlato a sua volta all'età; contrasta anche la senescenza cellulare con modalità analoghe a quelle della restrizione calorica e il fotoinvecchiamento della pelle, cioè l'invecchiamento dovuto all'esposizione della pelle ai raggi UV. Tuttavia, dosi molto alte di sulforafano possono portare a stress ossidativo e dunque essere lesive in quanto esauriscono il glutatione (GSH) nel corpo; quest'ultimo è un antiossidante. Ulteriori studi possono chiarire la dose corretta di sulforafano per scopi terapeutici. Un'ulteriore review di studi conferma gli effetti antiossidanti e antinfiammatori del sulforafano. Secondo un articolo pre-print a maggio-giugno 2025, il sulforafano estende la vita dei vermi C. elegans siccome rallenta l'orologio dell'invecchiamento trascrizionale (Transcriptional Aging Clock); la riduzione dell'età biologica era pari al 20%.
Il sulforafano si trova in abbondanza in particolare nei germogli di broccolo fatti crescere per pochi giorni e scottati oppure nell'albero di Moringa oleifera (o "albero del rafano"); il sulforafano viene reso più biodisponibile se si unisce a un enzima, la mirosinasi, contenuta nei semi di senape (in particolare nei semi marroni), nei ravanelli o nella salsa wasabi. Secondo uno studio, l'attività della mirosinasi può essere sostituita da quella di alcuni batteri nel microbiota intestinale, come Escherichia coli, Bacteroides thetaiotaomicron, Enterococcus faecalis, Enterococcus faecium, Peptostreptococcus sp. e Bifidobacterium sp.

### Astaxantina
L'astaxantina ("Asta" o "ASX") è un keto-carotenoide e pigmento rosso-arancione liposolubile prodotto da alcuni batteri marini e microalghe, inoltre si trova in alcuni animali marini che si nutrono di astaxantina (e.g., salmoni e gamberetti krill); ha forti effetti antiossidanti (10 volte più potenti del beta-carotene e luteina e 100 volte più potenti della vitamina E) e non avrebbe effetti tossici. L'astaxantina si può estrarre dai batteri marini e microalghe (e.g., l'alga verde Haematococcus pluvialis) o si può sintetizzare in modo artificiale. Essa aumenta la longevità dei topi, del moscerino della frutta, del verme C. elegans del 20-40% (il cui proteoma è per oltre l'80% identico a quello di Homo Sapiens) e del lievito di birra. In particolare, la longevità dei topi è stata aumentata in media del 12% e l'astaxantina è stata somministrata insieme alla meclizina (Mec), un farmaco antiemetico. Nei soggetti umani di 40 anni (e dunque di mezz'età), la somministrazione continua di astaxantina per 4 milligrammi al giorno lungo 4 settimane ha avuto effetti antiossidanti che hanno avuto ricadute anche sulla giovinezza della pelle. Nelle donne in menopausa affette da un alto livello di stress ossidativo, 8 settimane di somministrazione (12 mg) hanno portato a miglioramenti in alcuni sintomi (occhi stanchi, spalle rigide, costipazione, capelli grigi, pelle fredda, malumore, difficoltà ad addormentarsi, senso di tensione); inoltre, la pressione sistolica e diastolica è calata in modo significativo. In uno studio su soggetti umani con leggero declino cognitivo, 20 mg al giorno per 12 settimane (3 mesi) di somministrazione ha avuto effetti positivi; in uno studio simile svolto sulle donne, 12 mg al giorno per 12 settimane hanno avuto effetti simili. Infine, l'astaxantina ha anche effetti neurotrofici e neuroprotettivi, per cui nei confronti degli anziani è un geroprotettore (per la precisione, un "geroneuroprotettore"). La dieta di Okinawa, una nota zona blu, è caratterizzata da un alto consumo di alghe (wakame, kombu, hijiki), pesci e crostacei; questi alimenti sono poco grassi e densi di nutrienti, tra cui l'astaxantina e fucoxantina. Nei topi, l'astaxantina ha diminuito il calo di secrezione di saliva dovuto all'età perché ha bloccato i danni da effetto ossidativo sulle ghiandole salivali. L'astaxantina potrebbe regolare l'espressione della proteina Klotho (KL) e della sirtuina1 (SIRT1).

### Pirrolochinolina chinone
La pirrolochinolina chinone (PQQ) è un potente antiossidante idrosolubile che si trova in alcuni alimenti e nel latte materno; negli integratori, si trova in forma di sale disodico (C14H10N2Na2O11). La PQQ migliora la funzione mitocondriale e supporta la biogenesi mitocondriale, per cui i mitocondri riescono a produrre efficacemente energia durante l'invecchiamento. Inoltre, le sue forti proprietà antiossidanti le permettono di neutralizzare i radicali liberi nel corpo. Infine, la PQQ ha proprietà antinfiammatorie, per cui può contrastare l'infiammazione cronica che a sua volta contribuisce all'invecchiamento e all'insorgere di malattie correlate all'invecchiamento. Infine, migliora il metabolismo dei lipidi, per cui rallenta l'avanzamento dell'obesità. In base alle osservazioni sui topi invecchiati, la somministrazione di 20 mg/kg di PQQ al giorno previene l'atrofia e debolezza muscolare, mitiga l'infiammazione cronica nei muscoli scheletrici, migliora le condizioni della pelle e migliora l'assorbimento di nutrienti nell'intestino siccome migliora la disfunzione della barriera intestinale agendo sull'epitelio intestinale. In tal modo, i problemi di malnutrizione dovuti alla vecchiaia sono mitigati. Un ulteriore studio ha confermato l'effetto positivo sull'invecchiamento della pelle dei topi dopo 4 settimane di somministrazione (4 mg/kg). Secondo una review di studi, la PQQ permette di produrre la NAD+ nel corpo. Inoltre, la PQQ è prodotta da batteri per digerire alcol e zuccheri ed è contenuta nel fungo Coprinopsis cinerea (Cc) sotto forma di enzima contenente PQQ. La PQQ ha esteso la vita dei vermi nematodi C. elegans e ha avuto effetti positivi anche sul moscerino della frutta. Nei maiali e nei polli giovani, sono stati notati degli effetti antinfiammatori. Nei soggetti umani giovani, la PQQ ha mostrato un miglioramento dello stress ossidativo sui mitocondri (5–10 mg al giorno), mentre 20 mg al giorno migliorano la biogenesi dei mitocondri ("mitocondriogenesi") e stimolano l'attività della sirtuina1 e sirtuina3 (SIRT1, SIRT3); 10–20 mg al giorno hanno migliorato le funzioni cognitive e la memoria. In base a osservazioni in vitro su cellule umane, la PQQ ha effetti antinfiammatori sul fegato e reni; le complicazioni di queste due infiammazioni tipicamente sono le malattie cardiovascolari, diabete, ipertensione, anemia, malattie renali, problemi alle ossa e declino cognitivo. Infine, la PQQ ha effetti cardioprotettivi sui ratti e neuroprotettivi sui ratti colpiti da infarto e lesione cerebrale. La PQQ avrebbe effetti anche neuroprotettivi siccome contrasta le disfunzioni metaboliche e mitocondriali portano a un calo di energia/ATP per il cervello; la discussione di questo effetto deriva da osservazioni in vitro e in vivo sui topi colpiti da lesione alla spina dorsale. Un ulteriore studio su soggetti umani giapponesi adulti (21,5 mg al giorno per 12 settimane, cioè 3 mesi) ha mostrato effetti positivi sulla forza muscolare e funzione fisica, mentre un altro studio su adulti (20 mg per 8 settimane) ha mostrato effetti positivi sullo stress, sonno e affaticamento tipi della mezz'età e hanno migliorato l'appetito. In base a un'altra review, la PQQ non ha effetti tossici o genotossici.

### Funghi medicinali
I funghi medicinali sono una serie di funghi che fanno parte dell'alimentazione (specialmente in Asia) e che sono particolarmente densi di nutrienti e proprietà rispetto a tutti gli altri funghi; questi funghi sono coltivati e reperibili anche nel resto del mondo, sono talvolta usati come integratori ed erano già usati dalla medicina tradizionale cinese e ayurvedica. Alcuni di essi hanno ricadute positive sulla longevità e salute. In particolare, i funghi medicinali hanno composti bioattivi come carboidrati (e.g., beta-glucani e monosaccaridi), proteine bioattive (più dei vegetali) e tutti gli amminoacidi essenziali, lipidi fungini e composti fenolici che hanno effetti promettenti sulla lotta alle malattie correlate all'età e sulla giovinezza della pelle in base a osservazioni in vivo e in vitro. Altre sostanze benefiche che contengono sono le lectine e acidi linoleici (Omega-6). Una lista non esaustiva di esempi presi da uno studio vasto sul nesso tra funghi, longevità e salute è:
- Agaricus bisporus (fungo champignon, fungo prataiolo): epatoprotettivo, nefroprotettivo, antiossidante, immunostimolante, antitumore, estremamente ricco di grassi polinsaturi, contiene vitamina E; antidiabetico (in base alle osservazioni sui ratti diabetici, riduce il glucosio nel sangue e stimola la produzione di insulina nelle cellule del pancreas)
- Agaricus blazei: fortemente antiossidante, neuroprotettivo, immunomodulatore e antitumore siccome migliora la funzione dei fagociti, antidiabetico siccome riduce il glucosio nel sangue in base alle osservazioni su animali diabetici, regola la disfunzione mitocondriale nei topi invecchiati grazie ai suoi effetti fortemente antiossidanti, contiene acido gallico
- Calocybe indica (fungo bianco latte): antiossidante, neuroprotettivo, contiene acido caffeico
- Cordyceps sinensis: migliora la funzione mitocondriale e antiossidante in base alle osservazioni sui topi invecchiati, cardioprotettivo in base alle osservazioni sui topi (diminuisce la biosintesi di colesterolo nel fegato siccome inibisce un enzima particolare nel fegato). Il Cordyceps sinensis è raro e costoso ed è sostituibile con il Cordyceps militaris, che ha un profilo nutritivo molto simile, è più diffuso ed è meno costoso.
- Flammulina velutipes (fungo enoki, 榎茸): antitumore, neuroprotettivo, antinfiammatorio
- Ganoderma lucidum (lingzhi, 灵芝, fungo reishi): antinfiammatorio, regola il microbiota intestinale, rafforza la barriera intestinale, genoprotettivo e dunque antitumore, neurogenico, antivirale, contiene quercetina, contiene acido gallico (in base alle osservazioni sui ratti, è neurogenico), immunomodulatore in base alle osservazioni sui topi, anti-senescenza cellulare (in base alle osservazioni sui moscerini della frutta, aumenta l'attività della telomerasi e dunque estende la vita)
- Ganoderma applanatum: antitumore
- Ganoderma tsugae: immunomodulatore (il fungo si assume tramite estratto siccome non è edibile, anche se non è velenoso)
- Grifola frondosa (fungo maitake, 舞茸): fortemente antiossidante, preserva la funzione mitocondriale ed è genoprotettivo (protegge il DNA) in base alle osservazioni sui topi invecchiati
- Hericium erinaceus (fungo criniera di leone o "yamabushikate" 山伏茸): neuroprotettivo (a causa degli effetti antiossidanti e anti-neuroinfiammatori) e neurogenico in base alle osservazioni sull'ippocampo dei topi, anti-senescenza cellulare
- Lentinula edodes (fungo shiitake, 椎茸): antinfiammatorio, antiossidante, antitumore, anticancro, immunomodulatore, estremamente ricco di grassi polinsaturi, anti-senescenza cellulare (a causa degli effetti antinfiammatori e antiossidanti, in base alle osservazioni sui topi invecchiati); in particolare, ha effetti anche sulle cellule senescenti neurali grazie al suo contenuto di ergotioneina in base alle osservazioni in vitro[264]
- Pleurotus eryngii (fungo cardoncello o "fungo re ostrica"): antitumore, immunomodulatore, antivirale, i metaboliti prodotti dalla flora batterica intestinale hanno effetti genoprotettivi sul midollo osseo e nelle cellule del sangue in base alle osservazioni sui topi invecchiati
- Pleurotus ostreatus (fungo ostrica): fortemente antiossidante, antitumore, regola la dislipidemia, immunomodulatore
- Pleurotus cornucopiae (tamogitake, 楡木茸, fungo ostrica d'oro): antitumore, anti-ipertensivo in base alle osservazioni sui ratti ipertensivi, immunomodulatore
- Poria cocos (fuling, 茯苓): immunomodulatore
- Tremella fulciformis (fungo della neve): antidiabetico (riduce il glucosio nel sangue in base alle osservazioni sui ratti e topi diabetici)
- Cerrena unicolor: antitumore
- Coprinus comatus: antivirale
- Hypsizygus marmoreus: anti-tumore, anti-funghi (inteso come contaminanti del corpo)
- Inonotus baumii: antitumore
- Inonotus obliquus (fungo chaga, ча́га): contiene acido caffeico
- Macrolepiota procera: antitumore
- Sparassis latifolia: antibatterico, anti-funghi

Un vasto numero di review sottolinea come i funghi abbiano degli effetti anti-età in base alle osservazioni sugli animali da laboratorio e, tra i composti benefici, aggiungono i triterpenoidi, gli alcaloidi e alcuni steroidi. Secondo uno studio svolto sui cinesi anziani, esiste una correlazione tra longevità e consumo costante di funghi e alghe marine. Le alghe marine come la kombu e wakame tuttavia contengono molto iodio, per cui l'eccesso di iodio può creare interferenze con la produzione di ormoni tiroidei da parte dei tireociti nel caso della tiroide di Hashimoto.

### Macroalghe e microalghe
Le macroalghe marine (alghe verdi, alghe rosse e alghe brune) hanno un nesso con la longevità a causa delle loro sostanze benefiche, presenti in maggiore concentrazione nelle alghe marroni; tuttavia, gran parte degli studi è stata svolta su animali da laboratorio. Le alghe contengono fibre, proteine, vitamine, minerali come il ferro, metaboliti secondari come i florotannini e infine gli acidi grassi polinsaturi Omega-3 contenuti nel grasso dei pesci (i pesci ricavano il proprio Omega-3 animale proprio dalle microalghe e macroalghe). Le macroalghe, grazie in particolare ai florotannini, sono antiossidanti, antinfiammatorie, anti-obesità, anti-diabete, anticancro, anti-senescenza cellulare, neuroprotettivi e anti-età sulla pelle inoltre sono una grande fonte di iodio (specialmente l'alga kombu e wakame) e i loro oligosaccaridi fungono da prebiotico per la flora batterica intestinale; tuttavia, l'eccesso di iodio può provocare problemi in soggetti affetti da tiroidite autoimmune. Per dare un esempio di studio sul nesso tra consumo di alghe e longevità, la vita dei moscerini della frutta e del verme C. elegans è stata estesa per effetto della fucoxantina, un carotenoide contenuto nelle alghe marroni. Inoltre il porfiro, un polisaccaride contenuto nelle alghe rosse, e in generale i polisaccaridi della Laminaria japonica o "Saccharina japonica" o "alga ma-kombu" 真昆布 (un'alga marrone) hanno esteso la vita dei moscerini della frutta. Infine, svariate alghe come la Laminaria japonica e l'Undaria pinnatifica (alga wakame, 若布) sono capaci di attivare i percorsi delle sirtuine alla pari del resveratrolo. Non è chiaro se le alghe attivino anche l'autofagia, siccome gli studi danno risultati discordanti derivati probabilmente dalle condizioni di stress dei soggetti osservati.
La Chlorella vulgaris è una microalga verde il cui estratto aumenta la produzione di fibroblasti nei soggetti umani, per cui contrasta la vecchiaia. Anche la spirulina, l'estratto proteico prodotto dal cianobatterio Arthrospira platensis, ha effetti positivi sulla longevità grazie all'effetto della ficocianina, una ficobiliproteina. La spirulina ha effetti antiossidanti, antinfiammatori e anti-cancro e contiene anche vitamine, acidi grassi polinsaturi e ferro, tuttavia il meccanismo esatto con cui la spirulina esercita l'effetto anti-età è sconosciuto. In uno studio, la spirulina ha esteso la vita del lievito di birra (Saccharomyces cerevisiae). La ficocianina ha esercitato effetti antiossidanti anche sul lievito Yarrowia lipolytica.

### Idratazione, livelli di sodio e sale
Una buona idratazione quotidiana è correlata alla longevità siccome la disidratazione accelera l'invecchiamento e aumenta il rischio di malattie croniche e morte. In base alle osservazioni sui topi, la diminuzione dell'idratazione accorcia la vita e fa degenerare gli organi. Inoltre, in base a uno studio del National Heart, Lung, and Blood Institute (NHLBI) pubblicato nel 2023 ha mostrato come la disidratazione è correlata a un livello più alto di sodio nel sangue che, nei soggetti di 45-66 anni, aumenterebbe la mortalità; lo studio comunque non ha correlato direttamente l'alto livello di sodio alla durata della vita. I soggetti con minore rischio di mortalità avevano un livello di sodio nel siero sanguigno pari a 137-142 nnmol/L (millimoli per litro); un livello pari a 144 nnmol/L era già sufficiente per aumentare il rischio di morte precoce del 21%. La disidratazione deriva dalla scarsa assunzione di acqua o cibi acquosi durante la giornata oppure da patologie che portano alla perdita di fluidi.
Secondo un altro studio focalizzato sull'aterosclerosi (Atherosclerosis Risk in Communities, ARIC), i soggetti con livelli di sodio nel siero pari a 135-146 mEq/L (milliequivalenti per litro) soffrono di una salute peggiore. In particolare, i soggetti con un livello superiore a 142 mEq/l avevano il 10-15% in più di essere biologicamente più anziani della propria età cronologica/anagrafica, rispetto a chi aveva livelli di sodio più bassi; inoltre, avevano il 64% di rischio di più di sviluppare malattie croniche come l'insufficienza cardiaca, la fibrillazione atriale, l'infarto, malattie delle arterie periferiche, malattie croniche polmonari, diabete e demenza. I soggetti con livelli di sodio sopra i 144 mEq/L avevano infine il 50% di rischio in più di essere biologicamente più anziani della propria età e il 21% di rischio in più di morire prematuramente.
Gli uomini senza problemi di salute e di età pari o superiore a 19 anni dovrebbero bere 2,6 litri d'acqua al giorno (circa 10 tazze), mentre le donne di pari età non incinte e non in fase di allattamento dovrebbero bere 2,1 litri d'acqua al giorno (circa 8 tazze); parte di questa quantità si ricava dai cibi acquosi. Il quantitativo di acqua da bere cambia in base all'età, sesso, attività fisica, dieta (e.g., molte proteine o molte fibre), stagione/temperatura, malattia (e.g., diarrea e/o vomito), gravidanza e allattamento. Bere eccessivamente acqua può portare a livelli troppo bassi di sodio nel siero (iponatremia) e dunque a uno sbilanciamento di elettroliti nel sangue.
Secondo un altro studio, il sodio in eccesso assunto attraverso la dieta (tipicamente attraverso il sale aggiunto ai piatti come condimento o come conservante) è correlato a un maggiore rischio di sviluppare malattie cardiovascolari e di essere colpito da morte prematura per qualunque causa. Pertanto, l'eccesso di sale nella dieta accorcia la vita, differentemente da un consumo moderato. Un ulteriore studio svolto su 500.000 britannici ha ribadito come l'aggiunta di sale ai cibi pronti (non durante la cottura) aumenta il rischio di mortalità del 28% e accorcia la vita di 2,3 anni per i maschi e 1,5 anni per le femmine; tuttavia, lo studio non ha tenuto in considerazioni altre variabili (e.g., fumare, bere alcol, essere obesi, avere patologie pregresse). Nella dieta occidentale, gran parte del sale non deriva dall'aggiunta manuale, ma è già contenuta nel cibo in quanto è processato o ultraprocessato. Uno studio sui ratti Wistar ha indicato come un consumo eccessivo di cloruro di sodio (sale da cucina) per 8 settimane porta a stress ossidativo che si manifesta visivamente con un invecchiamento precoce della pelle (epidermide più spesso, derma più sottile, follicoli piliferi atrofizzati) e dunque cellule senescenti. Il calo di elasticità della pelle deriva dalla degradazione del collagene per l'infiammazione.

### Perdita dei denti e salute orale
Negli anziani, la longevità secondo uno studio è influenzata anche dalla conservazione della dentatura: la perdita progressiva dei denti infatti è correlata alla perdita progressiva della capacità masticatoria; quest'ultima influenza le proprie scelte dietetiche e dunque l'impatto della dieta sulla salute e longevità. I soggetti edentuli (cioè senza più i denti) mostravano un aumento del rischio di morte del 30% rispetto agli anziani che preservavano almeno 20 denti; il fatto di indossare una dentiera non alterava il risultato. Gli anziani con solo 1-15 denti avevano un rischio di morte maggiore del 20%. Inoltre, negli anziani che non si lavavano i denti prima di andare a dormire, il rischio di mortalità era più alto del 20-35%; se paragonato a chi se li lavava 3 volte al giorno (mattina, pomeriggio, sera), il rischio schizzava a 41-91%. Inoltre, non avere visitato il dentista almeno una volta negli ultimi 12 mesi incrementava il rischio di mortalità del 25-50% in paragone a chi ci andava 2 volte l'anno e dunque poteva tenere sotto controllo la carie e le malattie legate ai denti; il fatto di avere la dentiera non alterava il risultato. In generale, lo sviluppo di malattie come la parodontite, batteremia dentale e infezioni della mucosa orale sono correlate a malattie cardiache, infarto, aterosclerosi e malattie respiratorie come la pneumonite; le infezioni della mucosa orale, in particolare, possono scatenare risposte infiammatorie sistemiche. Altri studi e review affrontano in modo verticale il tema della salute e igiene orale e il loro nesso con la longevità. Questi problemi di salute orale si possono dunque aggirare, per esempio, attraverso la prevenzione (lavarsi i denti con dentifricio e collutorio, visitare il dentista almeno una volta l'anno, assumere calcio insieme alla vitamina D3 e alle vitamine K) o l'uso di una dentiera.

### Contaminazioni nei prodotti

#### Metalli pesanti (piombo, cadmio, mercurio)
Il cacao puro ha il rischio di essere contaminato da metalli pesanti come il piombo e il cadmio, entrambi neurotossici e correlati a cancro, malattie croniche, problemi nella fertilità e, specialmente nei bambini, problemi nello sviluppo del corpo e nel neurosviluppo; questi ultimi portano a riduzione del quoziente intellettivo, problemi di attenzione e scarsi risultati accademici. Questi metalli si trovano comunemente nella crosta terrestre e sono inevitabili; tuttavia, livelli più alti di quelli tollerabili sono lesivi e derivano da suoli più contaminati per l'uso di fertilizzanti contenenti metalli oppure da scarti di lavorazione industriale. I rischi sulla salute sono più alti nei bambini, donne incinte, soggetti affetti da patologie ai reni e in consumatori abituali di cacao che mangiano più di un'oncia al giorno di cioccolato fondente (e dunque cioccolato con alta percentuale di cacao), pari a poco oltre 28 grammi. In particolare, le persone con patologie ai reni hanno più difficoltà a espellere i metalli pesanti dal corpo. Il piombo e il cadmio sono stati reperiti anche negli integratori di proteine in polvere insaporiti con cacao; livelli ancora più alti sono reperiti se le proteine non derivano dal siero di latte, ma da piante come la soia, riso e piselli.
Il piombo è reperito anche nella frutta e verdura, nell'acqua contaminata e in alcune vernici usate in passato e presenti ad esempio in vecchie case. In generale, azzerare completamente il livello di metalli pesanti in un prodotto è impossibile, ma si può limitare con l'applicazione di un protocollo di sicurezza che assicura la qualità del prodotto. Inoltre, il piombo può essere presente nei brodi d'ossa siccome tende ad accumularsi nelle ossa degli animali; uno studio sul brodo di ossa, cartilagine e pelle di pollo ha trovato livelli significativi di piombo, ma il livello di piombo trovato nelle ossa dei maiali e bovini non era eccessivo. I fumatori di marijuana hanno livelli più alti di piombo nel sangue e urine rispettivamente del 27% e 21% rispetto ai non-fumatori di marijana; inoltre, hanno anche livelli più alti di cadmio nel sangue e urine rispettivamente del 22% e 18%. La Cannabis sativa infatti è un iper-accumulatore di metalli pesanti e pesticidi grazie alla sua grande resilienza. Altri esempi di iper-accumulatori sono il girasole, la colza e la senape indiana.
Il mercurio è un altro metallo che, se ingerito, può depositarsi nel cordone ombelicale, nel cervello e nei reni. I suoi effetti sono neurotossici, inoltre quando il corpo entra in contatto già da giovani con il mercurio quest'ultimo diminuisce la longevità. Infatti, ll mercurio interferisce con la lunghezza dei telomeri (dunque con un biomarcatore/segnale dell'invecchiamento) e il contenuto del DNA mitocondriale (dunque un biomarcatore di stress ossidativo e infiammazione). Il mercurio inoltre provoca l'esaurimento del glutatione (un antiossidante), inibisce la produzione di enzimi e microtubuli, fa cessare la sintesi di proteine e del DNA e può portare a malattie autoimmuni, ipertensione, infarto miocardico, disfunzioni coronariche e aterosclerosi. I danni sul sistema nervoso del mercurio sono più alti se il sistema nervoso è ancora in fase di sviluppo. L'alimento più contaminato da mercurio è il pesce, seguito nei non-consumatori di pesce dal riso misto, oli vegetali, liquore e vino; lo studio comunque non ha tenuto conto della dieta complessiva nel lungo periodo, ma si è focalizzata su un intervallo di 24 ore. Il mercurio è contenuto anche in alcune creme con effetto illuminante che non rispettano i parametri di sicurezza. Il mercurio si può rintracciare attraverso il sangue e le urine. I metalli pesanti, come il mercurio, piombo, cadmio e altri ancora a volte sono reperiti proprio nei cosmetici. Le misure di sicurezza contro il mercurio fanno capo alla Convenzione di Minamata sul mercurio dell'ONU.

#### Microplastiche
Le microplastiche sono frammenti di plastica grossi meno di 5 millimetri presenti nell'ecosistema terrestre e acquatico; attraverso esso, entrano nella catena alimentare (anche organismi molto piccoli come il plancton possono consumare microplastiche). Nelle piante, vi entrano attraverso l'assorbimento da parte delle radici. L'inquinamento da microplastiche (MP) diminuisce la longevità in base a osservazioni in vitro e in vivo sui topi. Infatti le microplastiche, una volta ingerite, tendono a depositarsi nei tessuti adiposi bianchi dell'inguine e epididimo e stimolano la senescenza cellulare e infiammazione; inoltre, portano a danni al DNA, stress ossidativo e danneggiano l'adipogenesi; il tessuto adiposo è necessario per l'omeostasi metabolica. Le microplastiche possono anche essere inalate o assorbite dall'organismo se la pelle (l'organo più grande del corpo) vi entra a contatto. Le conseguenze sul corpo delle microplastiche nel lungo termine al 2024 non erano ancora ben chiare. Le microplastiche sono state individuate anche nei polmoni, nella placenta, nel latte materno e sangue umano; chi possiede microplastiche nelle arterie del collo ha il doppio di possibilità di avere attacchi cardiaci, infarti e simili nei successivi 3 anni. tra i vari organi e tessuti. I 5 alimenti più ricchi di microplastiche sono il sale rosa dell'Himalaya, lo zucchero, l'acqua nelle bottiglie di plastica invece che di vetro, tutti gli infusi racchiusi in bustine di plastica invece che di carta (e.g., il tè) e il riso non lavato prima del consumo (il lavaggio riduce le microplastiche, l'amido e anche l'arsenico); i due vegetali più contaminati sono le mele e le carote. Due soluzioni per assumere meno microplastiche sono evitare il cibo in contenitori e bustine di plastica, evitare i tessuti sintetici e non mettere contenitori di plastica nel microonde. L'uso delle bottiglie di vetro per bere invece di quelle di plastica è una soluzione possibile; tuttavia, secondo uno studio del 2025, le bevande vendute nelle bottiglie di vetro diverse dall'acqua e vino contengono da 5 a 50 volte la quantità di microplastiche di quelle vendute nelle bottiglie di plastica e nelle lattine. Le microplastiche nelle bottiglie di vetro derivano dal tappo in plastica. La soluzione consiste nel lavare i tappi con aria, acqua e alcol per ridurre la contaminazione del 60%.

#### Pesticidi
I pesticidi sono sostanze chimiche che prevengono alcune malattie delle piante (fitopatologie) e perdite di piante e raccolti causate per esempio dall'attacco di parassiti, insetti, roditori, batteri e erbe infestanti. I pesticidi si differenziano dai biocidi, che sono sostanze naturale che hanno lo stesso effetto dei pesticidi (e.g., l'estratto acquoso di ortica). L'esposizione a pesticidi è correlata allo sviluppo di patologie, ma ha un legame non chiaro con l'invecchiamento siccome, secondo una review di studi, gli studi in materia sono scarsi.
Secondo un altro studio, il corpo umano entra in contatto con i pesticidi attraverso l'ingestione di cibo, di acqua o la respirazione di aria contaminata o il contatto con la pelle; i pesticidi ingoiati sono poi metabolizzati nell'intestino e nel fegato. Alcuni pesticidi, come il DDT, sono scarsamente solubili in acqua e lipofilici, per cui si bioaccumulano nel tessuto adiposo. Alcune loro tracce si trovano anche nel sangue e nel latte materno. L'esposizione alta ad alcuni pesticidi può colpire le sinapsi e portare alla morte oppure può avere effetti cancerogeni o allergici; pertanto, alcuni pesticidi sono neurotossici, genotossici, allergeni o probabilmente immunosoppressori. I pesticidi possono anche portare a malattie professionali, siccome sono stati osservati danni citogenici nei lavoratori agricoli e forestali, floricoltori, coltivatori di vigneti, lavoratori nei campi di cotone e persone che irrorano i campi di pesticidi. Secondo una review focalizzata sui lavoratori a contatto con i pesticidi, tali lavoratori avevano una lunghezza dei telomeri più corta rispetto ai gruppi di controllo, ma ulteriori studi possono rafforzare questo nesso. Una review di oltre un centinaio di studi sottolinea che l'esposizione a pesticidi potrebbe essere correlata a un invecchiamento prematuro e a una maggiore suscettibilità a malattie correlate all'età.
Secondo un altro studio, l'esposizione continua in vitro a basse dosi di pesticidi invecchia precocemente le cellule staminali mesenchimali, cioè di uno dei tessuti della placenta; questo invecchiamento precoce può accelerare l'insorgenza di patologie come l'obesità, malattie neurodegenerative e cancro.

### Dieta (senza integratori)
La dieta in senso moderno si riferisce alla combinazione di alimenti assunti; in senso antico, etimologico e olistico, la parola "dieta" significa "stile di vita", per cui include ad esempio anche l'attività fisica, il sonno e la socialità.

#### Restrizione calorica
La restrizione calorica, cioè assumere un numero di calorie ("Cal") totali limitato durante la giornata, aumenta la longevità degli animali da laboratorio come le femmine di topo.
La restrizione calorica nei soggetti umani, se praticata per massimo 10 settimane consecutive, diminuisce il ritmo del metabolismo, la pressione sanguigna e la concentrazione di glucosio nel sangue. La fase 1 dell'esperimento del consorzio Comprehensive Assessment of Long-term Effect of Reducing Energy (CALERIE) ha osservato come 6-12 mesi di restrizione calorica senza malnutrizione in soggetti sani ha portato a adattamento metabolico e calo dei rischi di sviluppare malattie cardiometaboliche. La fase 2 dell'esperimento CALERIE ha mostrato come la restrizione calorica possa prolungare la longevità siccome il rallentamento metabolico e la minore spesa energetica diminuisce la produzione di specie reattive all'ossigeno e i danni al DNA, lipidi e proteine; la restrizione calorica ha anche rallentato due orologi epigenetici a prescindere dalla perdita di peso. La restrizione calorica prolungata (e.g., 2 anni) non ha avuto effetti negativi sulla memoria, appetito e qualità della vita; l'unico effetto collaterale è stata una perdita di massa ossea.

#### Digiuno intermittente
Il digiuno intermittente invece è l'alternanza di un momento di nutrizione con un periodo di alcune ore in cui non ci si nutre, per cui ad esempio si fa la colazione (che non andrebbe mai saltata siccome saltarla può portare a problemi di salute), si salta il pranzo e si effettua la cena. Questa scansione è tipicamente usata dagli inglesi. In alternativa, dopo alcuni giorni in cui si mangia normalmente, almeno uno o più giorni di fila sono passati a digiuno totale o quasi (a prescindere, si può bere liquidi). Il digiuno intermittente praticato all'interno di finestre temporali di 12-48 ore di digiuno ogni 1-7 giorni possono prevenire e trattare le malattie; gli effetti terapeutici potenziali sono relativi al cancro, malattie autoimmuni, neurodegenerazione, malattie metaboliche e malattie cardiovascolari. Tuttavia, gli effetti sull'invecchiamento cellulare e i relativi meccanismi molecolari non sono completamente chiari siccome al 2021 gli studi in merito erano agli inizi. Alcuni studi sono stati svolti sugli umani e cercano di capire gli effetti positivi e negativi sul lungo termine del digiuno intermittente sia in soggetti sani che affetti da patologie come il diabete. Altri studi invece sono stati svolti sui topi, sui vermi, sui moscerini e sui lieviti.

#### Modelli di dieta e accenno alle zone blu
Esistono anche dei modelli di dieta specifici, come la dieta mediterranea tradizionale e la dieta di Okinawa. Alcuni studi sui modelli di dieta e sulla longevità si concentrano sulle zone blu, cioè delle zone della Terra in cui sono maggiormente concentrati i centenari e ultracentenari (e.g., l'arcipelago di Okinawa in Giappone). La dieta mediterranea tradizionale è correlata alla longevità siccome, in base a uno studio, diminuisce del 23% la mortalità per ogni causa nelle donne. La dieta mediterranea è basata su frutta e verdura, seguite da farinacei integrali (non raffinati), legumi, olio extravergine d'oliva e pesci ricchi di acidi grassi Omega-3; le uova, la carne rossa e i latticini sono consumati in modo limitato, mentre burro, dolci e cibi ultra-processati sono consumati raramente. Una review di 19 studi pubblicati tra il 2015 e il 2016 ribadisce come la dieta mediterranea tradizionale abbia ricadute benefiche a causa degli effetti antiossidanti e antinfiammatori.
La dieta di Okinawa (沖縄) è correlata alla longevità ed è basata perlopiù sul consumo di verdura, alghe, tuberi (e.g., patata dolce, carote, taro, zucca), funghi medicinali, legumi, frutta, tè verde con fiori di gelsomino ("tè sanpin"), il tè ishimaki (tè di foglie di Ficus pumila L. o "ooitabi" 大崖石榴), spezie (curcuma, zenzero, aglio) che fungono anche da prebiotici e derivati della soia fermentata (e.g., tofu e zuppa di miso contenente probiotici). Dunque, si basa su un consumo di fibre e carboidrati di buona qualità invece che su grassi insalubri, zuccheri aggiunti, proteine derivanti dalla carne rossa e riso, pure se è molto diffuso nel resto del Giappone; non sono presenti latticini siccome mancavano gli animali per ricavarli. Questa dieta ha effetti antiossidanti e antinfiammatori, rallenta l'accorciamento dei telomeri, aumenta il numero di globuli bianchi nel sangue (IgA, IgG, IgM), sarebbe anche neuroprotettiva, è povera di calorie ma densa di nutrienti e fibre ed è anche sostenibile. I soggetti che hanno seguito la dieta di Okinawa per 12 settimane hanno subito un calo nella glicemia e colesterolo e hanno subito un miglioramento della flora batterica. Inoltre, l'assunzione per tre settimane di tè ishimaki abbassa la pressione sanguigna e contrasta la dislipidemia. Nel 2011, la longevità a Okinawa era in calo a causa dell'ingresso della dieta occidentale ("occidentalizzazione della dieta") dopo la Seconda Guerra Mondiale; oggi nell'arcipelago si possono anche trovare le catene di fast-food americane.
Altri due modelli di dieta diffusi sono la dieta vegetariana e vegana. La dieta vegetariana, secondo una ricerca dell'Università di Sydney, è correlata alla longevità; in generale, mangiare livelli troppo alti di proteine animali, specialmente da carni ultraprocessate, è correlato a condizioni croniche come le malattie cardiovascolari e alcuni tipi di cancro. La stessa dieta mediterranea tradizionale è in primis semi-vegetariana e flexi-vegetariana. La dieta vegetariana stretta comunque ha degli effetti collaterali siccome espone i soggetti a fluttuazioni nei micronutrienti; i vegetariani sono a rischio di carenze di calcio, zinco, ferro, vitamina E, vitamina B12 e acidi grassi Omega-3 animali.
La dieta vegana, alla pari della dieta vegetariana, è correlata a una minore mortalità siccome le proteine animali vengono limitate; tuttavia, simili diete sono inefficaci negli anziani over 65 siccome hanno un bisogno assai maggiore di proteine. In generale, la dieta occidentale è correlata a malattie cardiovascolari e infiammazione. La dieta vegana espone i vegani a carenze nutrizionali di proteine (le proteine vegetali, anche senza cottura, sono inoltre meno assorbibili), vitamina B12, ferro, zinco e calcio; uno studio ha poi correlato il veganesimo all'ansia e depressione. Uno studio approfondito di Fadnes, Økland, Haaland e Johansson (2022) mostra l'impatto delle scelte di alimentazione sulla longevità.
Secondo una meta-analisi, i soggetti che consumano cereali e farinacei integrali invece che raffinati mostrano un calo del rischio di mortalità per ogni causa del 18%.
Altri modelli di dieta sono rappresentati dalle "fad diet", cioè delle diete virali che promettono di portare a perdite di peso molto rapide e guadagni in salute attraverso l'eliminazione totale di uno o più nutrienti. Le fad diet possono avere controindicazioni sulla salute specialmente se si seguono nel lungo termine e non sono necessariamente supportate dalla ricerca scientifica (gli aneddoti personali non sono scienza). Alcuni esempi sono la dieta carnivora,  paleolitica, fruttariana, crudista, detox, macrobiotica e ketogenica.

### Le zone blu
Le zone blu sono delle zone della Terra in cui sono maggiormente concentrati i centenari e ultracentenari (e.g., le isole Okinawa in Giappone, la comunità Amish a Loma Linda in California, Nicoya in Costa Rica, Sardegna in Italia, Ikaria in Grecia). La ricerca scientifica sull'individuazione e studio di queste aree è iniziata nel 2004 per iniziativa di Dan Buettner, CEO di Blue Zones LLC, in collaborazione con il National Geographic e dal National Institute on Aging. Secondo la ricerca scientifica, gli abitanti delle zone blu nella prima ricerca di Buettner sono tutti accomunati da 9 caratteristiche:
- Muoversi naturalmente: in queste zone, le persone fanno ginnastica leggera costante con attività non sportive, come ad esempio coltivare l'orto
- Avere uno scopo ("Ikigai" 生き甲斐 in giapponese): le persone hanno uno scopo di vita, un motivo per cui alzarsi al mattino, una ragione di vivere (e.g., una passione, una missione o una professione)
- Routine quotidiane per abbassare lo stress (e.g., sonnellini, meditazione, fare l'happy hour)
- Saziarsi all'80% ad ogni pasto ("hara hachi bun me" 腹八分目 in giapponese): in tal modo, viene promossa la perdita di peso
- Seguire una dieta in cui, nel gradino alla base, sono presenti i vegetali (non i carboidrati e carne)
- Consumo sempre moderato di alcol
- Senso di appartenenza: le persone sono affiliate a associazioni di volontariato, servizi sociali e simili
- Mettere i propri cari al primo posto: le persone si prendono cura dei propri genitori anziani e nonni e investono tempo e affetto nei figli e nel/nella coniuge; i figli, più avanti nella vita, possono ricambiare l'affetto dei genitori prendendosene maggiormente cura
- Avere una rete sociale di amici che possono offrire supporto di qualunque tipo e in più hanno uno stile di vita salutista (in giapponese, tali reti sono dette "moai" 模合)

Nel 2024, Singapore è stata definita anch'essa zona blu. L'aspettativa di vita era pari a 86 anni e il numero di centenari nel Paese è raddoppiato tra il 2010 e il 2020. Buettner, l'ideatore del concetto di zona blu, ha chiamato Singapore "zona blu 2.0". L'ingresso di Singapore nelle zone blu deriva dagli investimenti del Governo in salute (e.g., tassa pesante sulle sigarette e alcolici, diminuzione dello zucchero nelle bevande nonostante l'assenza di una sugar tax, etichettatura con indicazione delle sostanze nutritive dei prodotti obbligatoria, bando stringente del fumo in luoghi pubblici, sistema possente di trasporto pubblico, leggi severe contro la droga e l'inquinamento, grande presenza nel tessuto urbano di aree verdi integrate tra loro in cui i cittadini possono fare sport).
Tuttavia, il concetto di "zona blu" è problematico siccome il Dr. Saul Justin Newman ha spiegato che, nelle aree in cui mancano i certificati di nascita o in cui si verificano frodi pensionistiche per la povertà, è più facile trovare un numero falsato di ultracentenari. Inoltre, ha scoperto che a Ikaria il 99% degli uomini e il 32% delle donne ad un certo punto nella vita ha iniziato a fumare. Tuttavia, Newman non ha screditato il concetto di "zona blu", ma ha invitato solo a uno sguardo più critico durante le indagini.

### Cause di morte più diffuse
Le cause più importante di morte nei paesi occidentali industrializzati sono le malattie cardiovascolari e le malattie cerebrovascolari. Per esempio, in Germania nel 2008 il 68,8% delle donne e il 65,9% degli uomini deceduti è morto di tali malattie. I tipici fattori di rischio sono il fumo, l'ipertensione arteriosa, l'obesità, il diabete mellito, la dislipidemia e la fibrillazione atriale. La terza causa più importante di morte spiega solo il 10% dei morti ogni anno e sono le malattie respiratorie. La quarta, che spiega il 10% dei morti specificatamente in Europa, è la sedentarietà, cioè l'inattività fisica. Ogni continente può avere delle proprie cause più importanti e diffuse di morte (e.g., in Africa, tra le cause di morte più diffuse nel 2021 si contavano la malaria e la tubercolosi). Inoltre, ogni causa di morte a sua volta può essere l'effetto di una o più cause ancora più profonde (e.g., una malattia cardiovascolare ha a sua volta come causa prima ad esempio una dieta e sonno sregolati uniti all'uso di tabacco, alcol e alla sedentarietà).
Il fumo uccide ogni anno 80.000 inglesi nel Regno Unito e più di 440.000 statunitensi ogni anno.
L'applicazione di strategie contro tali cause di morte può estendere la vita; le varie strategie di protezione e prevenzione si possono anche suddividere in base al tipo di organo (e.g., neuroprotezione, cardioprotezione, nefroprotezione, epatoprotezione, osteoprotezione, mitoprotezione e oncoprevenzione).

### I sistemi sanitari (accesso e sistema integrato) e le vaccinazioni
La presenza di un sistema sanitario, la spesa pubblica complessiva destinata al sistema sanitario, la possibilità di accesso da parte dei cittadini e la spesa in ricerca biomedica sono fattori correlati alla longevità e a una maggiore salute/qualità della vita. Secondo una ricerca di Kaplan e Milstein (2019) che ha unito 4 insiemi di dati diversi, l'accesso ai sistemi sanitari è pari in media al 10% in meno di morti premature perlomeno negli Stati Uniti. L'effetto è comunque modesto rispetto a comportamenti salutistici messi in atto dai cittadini: i fattori comportamentali hanno un impatto più grande. Secondo uno studio cinese del 2020, i soggetti di 65 anni che hanno un accesso adeguato ai sistemi sanitari hanno un incremento della vita media di 2-2,5 anni sia nelle aree urbane che rurali; a 85 anni, l'incremento corrispondente era pari a 1-1,2 anni.
Secondo l'Organizzazione Mondiale della Sanità (OMS), un'agenzia ONU, la possibilità di accesso al sistema sanitario è correlata alla longevità. Ad esempio, laddove le donne riescono ad accedervi, la mortalità materna diminuisce. Nei Paesi a basso reddito, in cui le cure sono meno disponibili, 1 donna su 41 muore per cause materne, mentre nei Paesi ad alto reddito è 1 su 3300. Gli uomini tendenzialmente rifiutano di fare uso del sistema sanitario quando presente, per cui tendono a morire maggiormente delle donne; due esempi citati sono i morti per HIV e tubercolosi. Inoltre, il gap di vita media tra Paesi più ricchi e più poveri nel 2019 era pari a 18,1 anni.
Un altro dato molto citato, la "Shattuck Lecture" di Steven A. Schroeder pubblicata 2007, è un report utilizzato a sua volta da Kaplan e Milstein che indicava come il 10% delle morti premature sono attribuibili al sistema sanitario: di contro, il 40% è attribuibile ai propri comportamenti insalubri, il 30% alle predisposizioni genetiche, il 15% alle circostanze sociali e il 5% all'esposizione ambientale.
Secondo un ulteriore studio focalizzato sul Messico settentrionale e su un campione di cittadini over 90, l'aumento di visite per consulenze geriatriche come forma di assistenza primaria è correlata a un rischio di mortalità ridotto; contemporaneamente, il coinvolgimento sociale (i.e., partecipazione a attività sociali) ha un effetto protettivo. In generale, le visite mediche permettono l'individuazione precoce di problemi come ad esempio la malnutrizione e  facilitano l'amministrazione di vaccini, per cui la probabilità di sviluppare alcune malattie più in avanti nella vita viene ridotta; in altre parole, l'utilizzo e la possibilità di accesso al sistema sanitario ha un valore preventivo contro svariate malattie che diminuiscono la durata della vita e la sua qualità. Di contro, le ospedalizzazioni frequenti sono correlate a un rischio maggiore di morte. Nello studio, gli autori descrivono un modello di sistema sanitario integrato, cioè composto da più figure professionali con più competenze e una copertura olistica della salute psico-fisica dei cittadini (e.g., medici anche specializzati, infermieri, assistenti sociali, nutrizionisti, psicologi, fisioterapisti, istruttori di fitness...) e citano, come esempi, il DGIP (Dutch Geriatric Intervention Program) dei Paesi Bassi, il complesso ospedaliero rurale di Mitsugi (御調) nella prefettura di Hiroshima e il PACE (Program of All-Inclusive Care for the Elderly) statunitense; quest'ultimo ha aumentato la longevità dei pazienti rispetto al gruppo di controllo, mentre il sistema di Mitsugi ha anche abbassato i costi sanitari per gli anziani. Un modello implementato nel Messico settentrionale è l'Hospital Clinica Nova, attivo in zone come San Nicolás de los Garza (Nuevo León); questo sistema integrato ha aumentato la longevità in queste aree rispetto al resto del Messico di 3,4 anni. Una discussione più approfondita sui sistemi sanitari integrati è stata svolta da Marino, De Belvis, Tanzariello et al. (2018).

### Impatto della sugar tax
la sugar tax (o "soda tax") è un disincentivo imposto dai Governi sul consumo di cibo spazzatura e consiste in una tassazione maggiore della vendita di prodotti ultraprocessati con zuccheri aggiunti; in tal modo, il prezzo aumenta. Questa tassa colpisce in particolare le bevande zuccherate ed è stata raccomandata dall'Organizzazione Mondiale della Sanità. L'obiettivo della sugar tax è quella di disincentivare l'acquisto di bevande zuccherate in modo tale da abbassare il tasso di obesità, l'incidenza del diabete mellito di tipo II, della carie e di malattie cardiovascolari in primis. Queste sono alcune delle malattie che diminuiscono la longevità della popolazione. Delle tasse analoghe alla sugar tax sono quelle sui prodotti alcolici e sulle sigarette.
Secondo uno studio, l'eccesso di zucchero nella dieta ha effetti negativi sulla longevità, ma gli effetti non sarebbero tanto correlati allo sviluppo dell'obesità e diabete e delle varie patologie psicofisiche annesse: in base alle osservazioni sui moscerini della frutta, la longevità è diminuita dall'eccesso di acido urico nel corpo. L'acido urico deriva dall'ossidazione delle purine, che sono uno scarto del metabolismo del fruttosio nel fegato; se l'acido urico si cristallizza, può dare origine ai calcoli renali. L'eccesso di acido urico nei soggetti umani può anche portare alla gotta.
Non è chiaro se queste tasse abbiano un impatto sulla salute e longevità delle popolazioni delle varie nazioni, per cui alcuni studi discutono il loro impatto positivo o nullo. In base a una review di 17 studi, i risultati sono misti: una sugar tax del 10% ha un impatto minimo (+1,9%) sull'aumento di acquisti di bevande non zuccherate (e.g., succhi di frutta salutari e latte) e dunque presumibilmente anche sulla salute e longevità della popolazione. Secondo la review, le sugar tax più efficaci e che dunque hanno un impatto più profondo sulla salute della popolazione sono quelle più pesanti, anche se la mera pesantezza della tassa non è l'unico fattore di successo. I soldi ricavati dalle sugar tax si possono reinvestire in ambito sanitario. A Berkeley (California), dove è presente una sugar tax, secondo un articolo del 2017 la sua introduzione è stata accompagnata da una campagna di informazione sui mass media sui rischi sulla salute delle bevande zuccherate; di contro, i produttori di bevande zuccherate hanno intensificato le loro campagne pubblicitarie come contromisura. In Ungheria, dove è presente una sugar tax, il 40% dei produttori ha ridotto o tolto lo zucchero insieme al sale e caffeina. Lo zucchero, pur non essendo classificato tra le sostanze che provocano dipendenza come l'alcol e la nicotina, ha degli effetti analoghi alla dipendenza.
In Italia, la sugar tax verrà imposta a partire da giovedì 1° gennaio 2026, salvo ulteriori rinvii; questa tassa è stata attaccata da Giuseppe Remuzzi, direttore dell'Istituto Mario Negri di Milano, in quanto è bassa e non è progressiva (non aumenta all'aumentare della concentrazione di zucchero nella bevanda), per cui è stata accusata di essere scarsamente efficace. Al 2025, 105 Paesi del mondo impongono una sugar tax. In Europa, la sugar tax è già implementata in Norvegia, Finlandia, Francia, Spagna, Polonia e Ungheria.

### Malattie genetiche
Esempi di malattie interamente genetiche che potrebbero avere un impatto negativo sull'aspettativa di vita e dunque sulla longevità sono la sindrome di Down e la sindrome di Klinefelter.

### Uso di farmaci (non senolitici) e di droghe diverse da nicotina e alcol
Uno studio svolto su adulti a Taiwan ha indicato come gli adulti che facevano uso di sonniferi avevano un rischio di mortalità più alto del 55% rispetto a chi non ne faceva uso; per la precisione, un trentenne con forti problemi di insonnia che fa uso di pillole vive 12-13 anni in meno di chi dorme 6-8 ore (e dunque non ha problemi di insonnia) e in più non fa uso di sonniferi. In generale, un uomo che fa uso di sonniferi vive 5,3 anni in meno in media (4,10-6,32 anni), mentre una donna che fa uso di sonniferi vive 5,7 anni in meno in media (5,28-7,98 anni). Tuttavia, la causa non è necessariamente attribuibile in modo diretto ai sonniferi, ma per esempio agli effetti della privazione del sonno.
L'uso di antidepressivi è inversamente correlato alla longevità, uno studio svolto tramite la UK Biobank. Gli effetti negativi sulla longevità deriverebbero dagli effetti collaterali del trattamento nel lungo termine: a distanza di 10 anni, aumenterebbero il rischio di coronaropatie, malattie cardiovascolari e di morte per ogni causa. Anche secondo una review di 16 studi canadese, l'uso di antidepressivi nel lungo termine aumenta il rischio di morte prematura del 33% a causa degli effetti collaterali dei farmaci. Nel 2013, almeno 1 statunitense su 10 faceva uso di antidepressivi. Uno studio controcorrente mostra come l'uso dei farmaci antidepressivi per oltre 90 giorni è correlato positivamente alla longevità e al ritardo nella demenza nei pazienti affetti da sindrome di Down.
Secondo una review di 2 studi, l'uso di farmaci ansiolitici e ipnotici nel lungo termine è inversamente correlato alla longevità siccome aumenta il rischio di mortalità del 43%. In particolare, il rischio è più alto tra chi assume benzodiazepine. Ulteriori studi possono chiarire il meccanismo dietro agli effetti collaterali. Di contro, in base a una review di 52 studi i farmaci anti-psicotici nei pazienti affetti da schizofrenia sono correlati alla longevità nel lungo termine rispetto ai pazienti che non ne hanno assunti, nonostante abbiano degli effetti avversi nel breve termine (e.g., aumento di peso e dislipidemia). La mortalità tra i pazienti che non ne assumevano era più alta del 50% e le condizioni di salute mentale erano più scarse. Questi risultati sono stati confermati da uno studio taiwanese se in più l'uso degli antipsicotici era basato su dosaggi bassi o moderati.
Uno studio su soggetti adulti e anziani ha mostrato come l'uso prolungato (per 2 mesi o più) di antibiotici nei soggetti over 60 potrebbe aumentare il rischio di morte per malattie cardiovascolari e per ogni causa. Le cause deriverebbero dalla disbiosi causata dagli antibiotici, siccome hanno effetti negativi sul microbiota intestinale nel momento in cui non si reintegra la flora batterica intestinale con probiotici e prebiotici.
La rapamicina è un farmaco che, come effetto over-the-counter (OTC), avrebbe la potenzialità di estendere la vita in base alle osservazioni sui topi, vermi, moscerini della frutta e lieviti. Inoltre, ha prevenuto malattie legate all'età nei soggetti umani e anche nei cani e roditori. In origine, la rapamicina era usata come immunosoppressore e per trattare i pazienti che hanno subito un trapianto renale; le dosi legate alla longevità sono diverse da quelle dell'utilizzo originario, infatti ha effetti immunostimolanti e previene il cancro, contrariamente a quanto ritenuto inizialmente. La rapamicina ha l'effetto di simulare il digiuno nel corpo siccome ha effetti sul metabolismo del glucosio. Due analoghi della rapamicina sono l'everolimus (RAD001) e il temsirolimus e sono usati entrambi nelle terapie contro il cancro e linfoma. La credenza per cui la rapamicina provoca il diabete deriva dalla confusione tra il diabete mellito e lo pseudo-diabete da digiuno provocato dalla rapamicina e reversibile. La rapamicina, come effetto collaterale, se presa ad alte dosi o in modo cronico, può causare stomatite e micosite; tali effetti si possono evitare se l'assunzione è a basse dosi o è intermittente (e.g., una dose costante una volta a settimana). Una ragazza di 18 anni che ha provato a suicidarsi ingerendo 103 tavolette di rapamicina (103g) è sopravvissuta ma le è aumentato il colesterolo. Secondo una review di 19 studi, la rapamicina e i suoi derivati hanno migliorato i parametri fisiologici associati all'invecchiamento nel sistema immunitario, cardiovascolare e tegumentario di individui sani o affetti da malattie legate all'invecchiamento; gli unici effetti collaterali talvolta osservati erano un aumento del colesterolo LDL e dei trigliceridi. Un ulteriore studio ha indicato come i benefici della rapamicina sul sistema immunitario siano stati osservati sia negli animali da laboratorio anziani che giovani. In Italia, al 2025, la rapamicina e i suoi due analoghi non sono farmaci da banco e si possono acquistare solo tramite ricetta medica.
Alcuni esperimenti sulla longevità hanno osservato effetti benefici derivati dalla combinazione di rapamicina e trametinib nel trattamento del cancro al polmone nei topi. Inoltre, questa combinazione ha aumentato la longevità dei topi; la combinazione dei due farmaci è più efficace rispetto a prendere uno solo dei due farmaci in isolamento.
La metformina è un farmaco utilizzato primariamente per trattare il diabete mellito di tipo II a causa dei suoi effetti ipoglicemici; tuttavia, aumenta la longevità in base alle osservazioni sui vermi C. elegans e nei topolini, ma non nei moscerini della frutta e nei ratti. Il meccanismo dietro a questo effetto è perlopiù sconosciuto. L'uso prolungato di metformina nei pazienti diabetici porta a una carenza non eccessivamente grave di vitamina B12 e in casi rari può portare all'acidosi lattica come effetti collaterali. Una sostanza analoga, la galegina, è contenuta nella capraggine (Galega officinalis), ma può essere tossica per l'Uomo. In Italia, la metformina si può assumere solo dietro ricetta medica.
L'ibuprofene è un farmaco antinfiammatorio che ha anche effetti positivi sulla longevità proprio a causa dei suoi effetti antinfiammatori; gli effetti sono stati osservati sul lievito di birra (Saccharomyces cerevisiae), sui vermi C. elegans e sui moscerini della frutta. In particolare, l'ibuprofene inibisce l'assorbimento del triptofano, un amminoacido non contenuto nel collagene. In Italia, i farmaci a basso contenuto di ibuprofene sono senza obbligo di ricetta (SOR), contrariamente a quelli a dosaggio più elevato.

### Farmaci senolitici, terapie e tecnologie
I senolitici sono una classe di piccole molecole in fase di ricerca fondamentali per determinare se possano selettivamente indurre la morte delle cellule senescenti e migliorare la salute umana. L'obiettivo di questa ricerca è trovare o sviluppare mezzi per rallentare, prevenire, alleviare o invertire le malattie legate all'età. La rimozione delle cellule senescenti tramite senolitici è stata proposta come metodo per aumentare l'immunità durante l'invecchiamento. I senolitici distruggono le cellule senescenti, mentre i senomorfici modificano le proprietà delle cellule senescenti senza distruggerle, sopprimendo i fenotipi dell'invecchiamento, inclusa la SASP. Gli effetti senomorfici possono essere uno dei principali meccanismi d'azione di una serie di farmaci candidati per l’allungamento della vita.
Due esempi di farmaci senomorfici sono l'apigenina e l'everolimus (RAD001); quest'ultimo è anche un analogo della rapamicina.
Anche la fisetina è un senolitico in fase di studio per i suoi potenziali effetti sulla longevità; la fisetina è anche un flavonoide, dunque un tipo di polifenolo.
Svariate terapie sono in fase di ricerca e sviluppo per estendere la vita, e.g., la terapia all'idrogeno, la terapia agli esosomi e la riprogrammazione epigenetica attraverso i geni di Yamanaka. Un'altra terapia spesso citata è quella laser ("fotobiomodulazione dei diodi di luce rossa"), ma si focalizza sulla giovinezza della sola pelle in quanto stimola i mitocondri della cute a produrre energia/ATP. Anche l'uso della crionica (congelamento dei corpi) e delle bionanotecnologie (bionanotech) sviluppate dalla nanomedicina e nanoterapeutica possono offrire potenzialmente un contributo; un esempio è costituito dalle fito-nanotecnologie, cioè un insieme di nanotech che agiscono da trasportatori/carrier di sostanze fitochimiche (sostanze chimiche estratte dalle piante), per cui si può praticare la fitoterapia basata sulle nanotech attraverso un sistema di "nanodelivery".
La terapia più avanzata e ipotetica sarebbe la modifica genetica di Homo Sapiens attraverso delle terapie geniche (dunque terapie basate sulla somministrazione di geni) orientate alla longevità. Un ultimo gruppo di interventi ipotetico è composto dalle "Strategies for engineered negligible senescence" (SENS): la "senescenza negligibile" è un termine coniato dal biogerontologo Caleb Finch per indicare degli organismi viventi che non mostrano cambiamenti significativi legati all'età lungo il corso della loro vita. Le terapie SENS invece sono state concettualizzate da Aubrey de Grey della SENS Foundation. Secondo Elon Musk, gli impianti neurali possono fare raggiungere l'immortalità, ma questa affermazione non è supportata da ricerche scientifiche. Una soluzione ipotetica e avanzata che però non è classificabile come terapia è il mind uploading, cioè il caricamento di tutte le informazioni nel cervello di una persona all'interno di un computer.
Infine, l'intelligenza artificiale (AI) è oggi coinvolta nella ricerca sulla longevità. Essa infatti può imparare a maneggiare anche vaste moli di big data di origine medica per trovare ad esempio delle interazioni tra dati di proteomica, genomica, citometrica, epigenetica e caratteristiche di un ambiente. In tal modo, il processo di invecchiamento può diventare più chiaro: ad esempio, si possono scoprire nuove proteine associate all'invecchiamento, biomarcatori di instabilità genomica, biomarcatori di alterazioni epigenetiche e biomarcatori di senescenza. La tecnologia di Machine Learning (ML) avanzato viene anche utilizzata nella ricerca e sviluppo di farmaci. L'AI può anche creare modelli di simulazione di "gemelli digitali" in modo tale da osservare il processo di invecchiamento in silico con un paziente di controllo invece di aspettare alcuni anni quando si usano gli animali da laboratorio o parecchi decenni quando si usano soggetti umani. L'AI può anche contribuire a sviluppare gli orologi epigenetici come biomarcatori dell'invecchiamento e può essere impiegata per trovare soluzioni anti-età su misura in base alle informazioni su singoli pazienti.

### Scoperte genetiche e sequenziamento del DNA
Alcune manipolazioni genetiche praticate su topi transgenici e simili animali da laboratorio possono mostrare effetti sull'estensione della vita o individuare dei geni in particolare correlati all'estensione della vita. Altrimenti, il sequenziamento del DNA completo di soggetti longevi può trovare dei geni associati alla longevità. Infine, il sequenziamento permette anche di trovare eventuali difetti genetici per cui si può provare a elaborare un intervento precoce per evitare l'insorgenza di patologie associate ai difetti genetici (e.g., difficoltà ad assorbire alcune vitamine, predisposizioni, allergie).